# Le Mont-Saint-Michel
Mont-Saint-Michel és una comuna francesa situat a la Manche, a Normandia. Pren el nom de l'illot rocós dedicat a Sant Miquel on avui hi ha l'abadia del Mont-Saint-Michel.
L'arquitectura del Mont-Saint-Michel i la seva badia el converteixen en el lloc turístic més popular de Normandia i un dels deu més concorreguts de França (el primer lloc després dels d'Illa de França) amb prop de dos milions i mig de visitants cada any (3.250.000 el 2006, 2.376.000 el 2018) provocant, com en altres llocs, una reflexió sobre la regulació dels fluxos turístics.
Una estàtua de Sant Miquel situada a la part superior de l'església abacial s'eleva a 157,10 metres sobre la riba. Element cabdal, l'abadia i les seves dependències estan catalogades com a monuments històrics a la llista de 1862 (posteriorment es van protegir 60 construccions més; l'illot i la franja costanera de la badia formen part del patrimoni mundial des de 1979 de la UNESCO així com el molí de Moidrey des de l'any 2007. A més, el mont gaudeix d'un segon reconeixement mundial com a escala als Camins de Sant Jaume a França per als «pelegrins del nord d'Europa (que) van passar pel Mont quan es dirigien cap a Galícia».
Al segle xx la comuna tenia 25 habitants, anomenats els Montois. L'illot del Mont Saint-Michel s'ha convertit amb el temps en un element emblemàtic del patrimoni francès.
L'any 2023, el poble de Mont-Saint-Michel s'incorpora a la llista de pobles denominats Village patrimoine (pobles patrimoni), que treballen per posar en valor el seu patrimoni material i/o immaterial (històric, cultural, natural, arquitectònic, etc.).

## Geografia
El Mont Saint-Michel, situat a 48° 38′ 10″de latitud nord i 1° 30′ 40″de longitud oest, al «pays» d'Avranchin, és un illot rocós a l'est de la desembocadura del Couesnon, que desemboca al Canal de la Mànega. Fet de granit d'aproximadament 960 metres de circumferència, aquest illot s'aixeca sobre una plana sorrenca a una altitud de 92 metres. La construcció de l'abadia modifica aquesta percepció; l'alçada de la roca a l'abadia és de 78,60 metres, la del terra de l'abadia a la part superior de la torre és de 34,70 m, la cuculla arriba a una alçada de 39,80 m. L'estàtua de Sant Miquel, de 4 m d'alçada, culmina així a 157,10 metres.
A nivell geològic, aquest punt és una intrusió leucogranítica (leucogranit amb biotita i moscovita) de petita mida col·locada a la base cadomiana (esquistosa brioveriana) durant l'orogènesi caledoniana (525 Ma) Aquesta intrusió alliberada de la seva ganga esquistosa i destacada per l'erosió (leucogranit que presenta una major resistència a l'erosió que l'esquist), ofereix una superfície d'aproximadament 7 ha, sobre la qual s'aixeca l'abadia. La part essencial de la roca està coberta per la petjada de l'abadia del Mont-Saint-Michel i el seu domini. La Roca només representa una petita part del municipi que també s'estén sobre el dic i diverses desenes d'hectàrees de pòlders.

Mapa geològic del Massís Armoricà

El 1846, Édouard Le Héricher ho va descriure de la següent manera:
| « | El Mont Saint-Michel apareix com una muntanya circular que sembla enfonsar-se sota la monumental piràmide que el corona. Voldríem estendre el seu cim en una cuculla esmolada que s'alçaria cap al cel (la cuculla actual només data de 1899), dominant el seu dosser de boira o perdent-se en una llum pura i càlida. L'envolten immenses solituds, la de la riba o la del mar, emmarcades en llunyanes ribes verdes o negres. | » |

### Característiques de la badia
El Mont Saint-Michel (l'illot o abadia) al seu torn va donar nom a la badia del Mont-Saint-Michel, la franja costanera de la qual està inclosa a la llista del patrimoni mundial de la UNESCO.

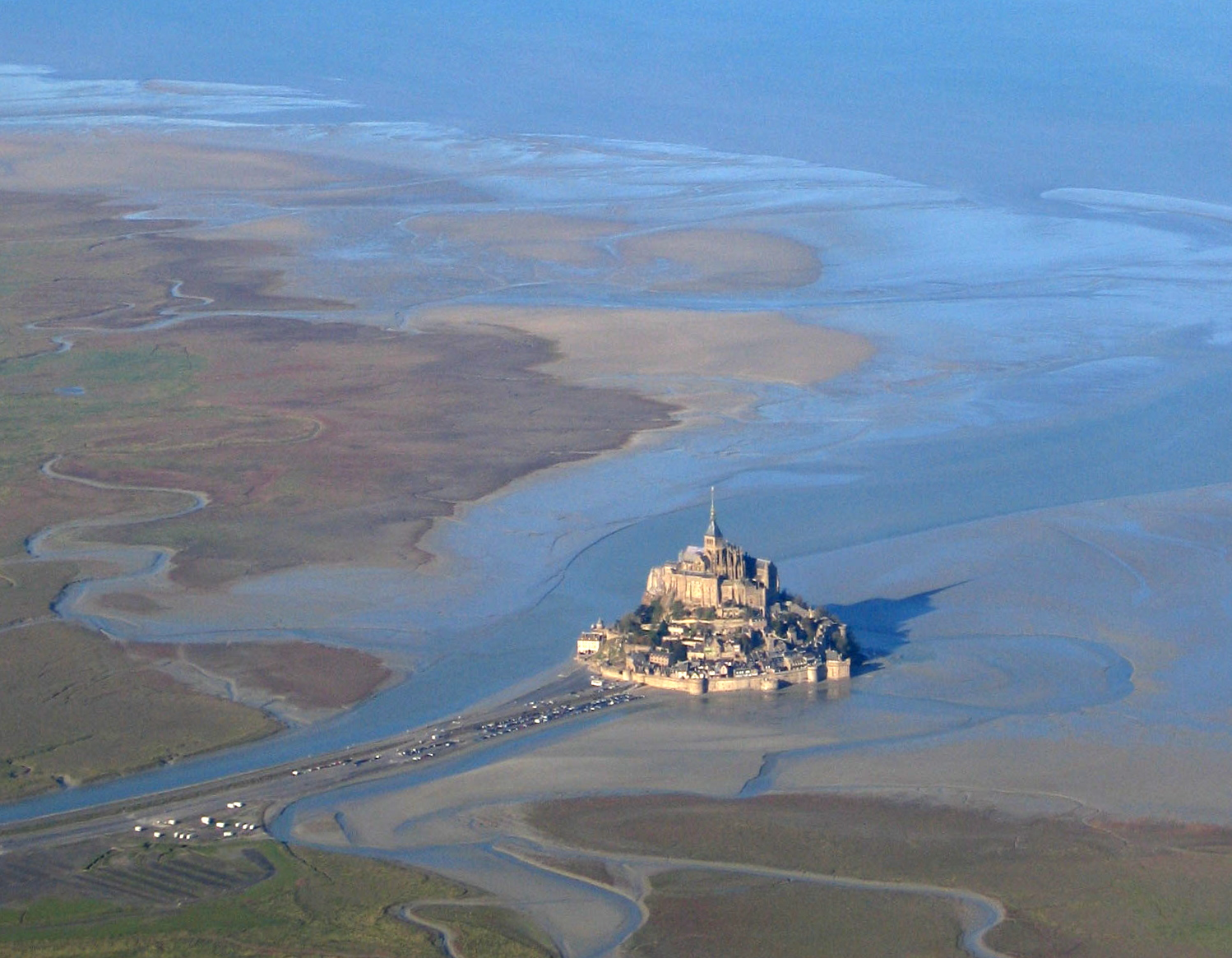
Vista aèria del Mont Saint-Michel, 2005

La badia de Mont-Saint-Michel és l'escenari de les marees més altes de l'Europa continental, fins a 15 metres de marge de marea (diferència entre marea baixa i plenamar). El mar arriba llavors a les costes «a la velocitat d'un cavall al galop», com diu una dita.

### Territori municipal i municipis veïns
El municipi s'estén per uns 4 km2. A part de La Roca amb una superfície de 7 ha, el territori municipal inclou dues parts de terra separades que sumen 393 ha, limitant amb els municipis de Beauvoir (principalment) i Pontorson.
La part més gran (unes 387 ha), a l'oest de Couesnon, la formen els hameaux de Belmontet, Saincey i Camus, i els pòlders de Molinié i Tesnières. Aquesta part limita amb la ciutat de Beauvoir al sud.
La part més petita (unes 6 ha), a l'est de Couesnon, forma la part occidental del lloc anomenat la Caserne, entre la carretera del Mont-Saint-Michel i el riu litoral. Està enclavat entre els territoris dels municipis de Beauvoir (al sud i oest) i Pontorson (a l'est). Hi ha quatre hotels.

### Clima
El clima que caracteritza el municipi va ser qualificat, l'any 2010, de «clima oceànic francès», segons la tipologia de climes de França que aleshores comptava amb vuit grans tipus de climes a la França metropolitana.
El 2020, el municipi va ser qualificat de «clima oceànic» en la classificació establerta per Météo-France, que ara només inclou, a primera vista, cinc principals tipus de climes de la França continental. Aquest tipus de clima es tradueix en temperatures suaus i precipitacions relativament abundants (en relació amb les pertorbacions procedents de l'Atlàntic), distribuïdes al llarg de l'any amb un màxim lleuger d'octubre a febrer.

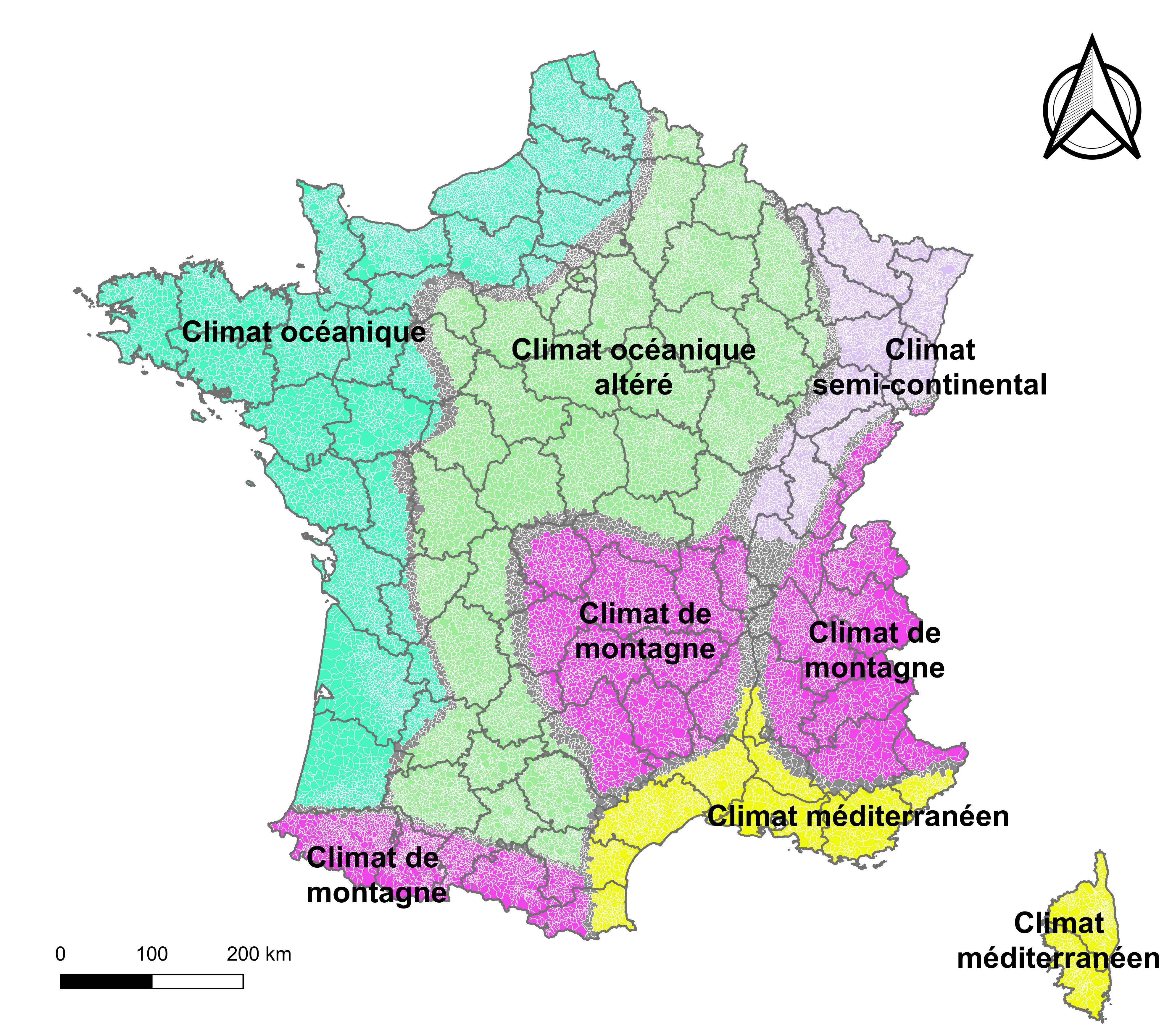
Mapa de la tipologia climàtica de la França metropolitana en 5 zones climàtiques establertes per Météo-France el 2020
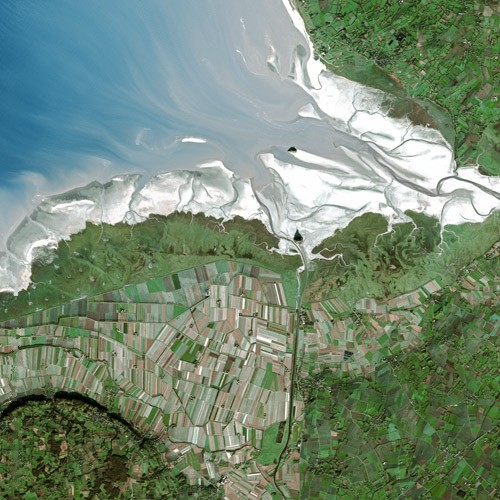
Mont Saint-Michel vist pel satèl·lit Spot l'any 2003

Els paràmetres climàtics que han permès establir la tipologia 2010 inclouen sis variables de temperatures i vuit de precipitació, els valors de les quals corresponen a la normal 1971-2000.
En el quadre següent es presenten les set variables principals que caracteritzen el municipi:
| Paràmetres climàtics municipals durant el període 1971-2000 - Temperatura mitjana anual: 11,7 °C - Nombre de dies amb temperatura inferior a -5 °C: 0,7 dies - Nombre de dies amb temperatura superior a 30°C: 0,4 dies - Rang tèrmic anual: 12,2 °C - Precipitació total anual: 706 mm - Nombre de dies de precipitació al gener: 12,5 dies - Nombre de dies de precipitació al juliol: 7,2 dies |

Amb el canvi climàtic, aquestes variables han anat evolucionant. Un estudi realitzat l'any 2014 per la Direcció General d'Energia i Clima complementat amb estudis regionals preveu que la temperatura mitjana augmenti i la pluviometria mitjana disminueixi, tot i que amb fortes variacions regionals. Aquests canvis es poden observar a l'estació meteorològica de Météo-France més propera, «Pontorson», al municipi de Pontorson, posada en marxa l'any 1997,i que es troba a 9 km a vol d'ocell on la temperatura mitjana anual és d'11,8 °C i la precipitació total és de 838,6 mm per al període 1981-2010.
A l'estació meteorològica històrica més propera, «Granville – pointe du Roc», al municipi de Granville, posada en funcionament el 1973 i a 23 km de distància, la temperatura mitjana anual varia 11,6 °C durant el període 1971 -2000 fins a 11,9 °C per a 1981-2010, i després a 12,4 °C per a 1991-2020.

## Urbanisme

### Tipologia
Mont-Saint-Michel és un municipi rural, perquè és un dels municipis de densitat baixa o molt baixa, en el sentit de la quadrícula de densitat municipal de l'Institut Nacional d'Estadística i Estudis Econòmics (INSEE).
El municipi també queda fora de l'atracció de les ciutats.
El municipi, que limita amb el Canal de la Mànega, és també un municipi costaner en el sentit de la llei de 3 de gener de 1986, coneguda com a Loi littoral (Llei litoral). Per tant, s'apliquen disposicions urbanístiques específiques per tal de preservar els espais naturals, els llocs, els paisatges i l'equilibri ecològic del litoral, com per exemple el principi de no construcció, fora de les zones urbanitzades, a la franja litoral de 100 metres, o més si el pla urbanístic local ho preveu.

### L'ocupació del terreny
L'ús del sòl del municipi, tal com revela la base de dades europea d'ús biofísic del sòl CORINE Land Cover (CLC), està marcat per la importància dels territoris agraris (95,1% el 2018), una proporció idèntica a la de 1990 (95,1%). La distribució detallada l'any 2018 és la següent: terres de conreu (95,1%), aiguamolls litorals (3,9%), espais verds artificials, no agrícoles (1,1%).

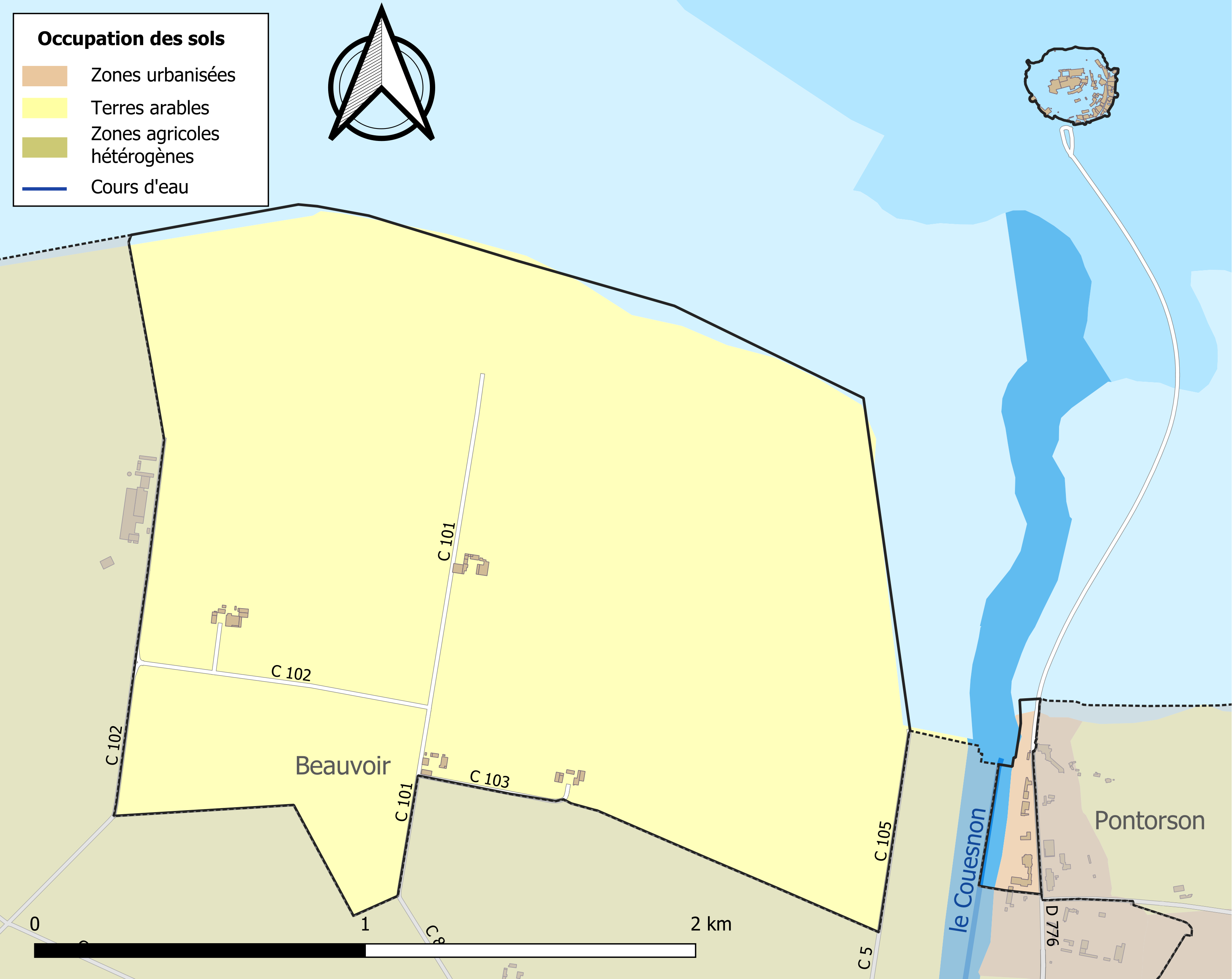
Mapa d'infraestructures i usos del sòl del municipi l'any 2018 (CLC)
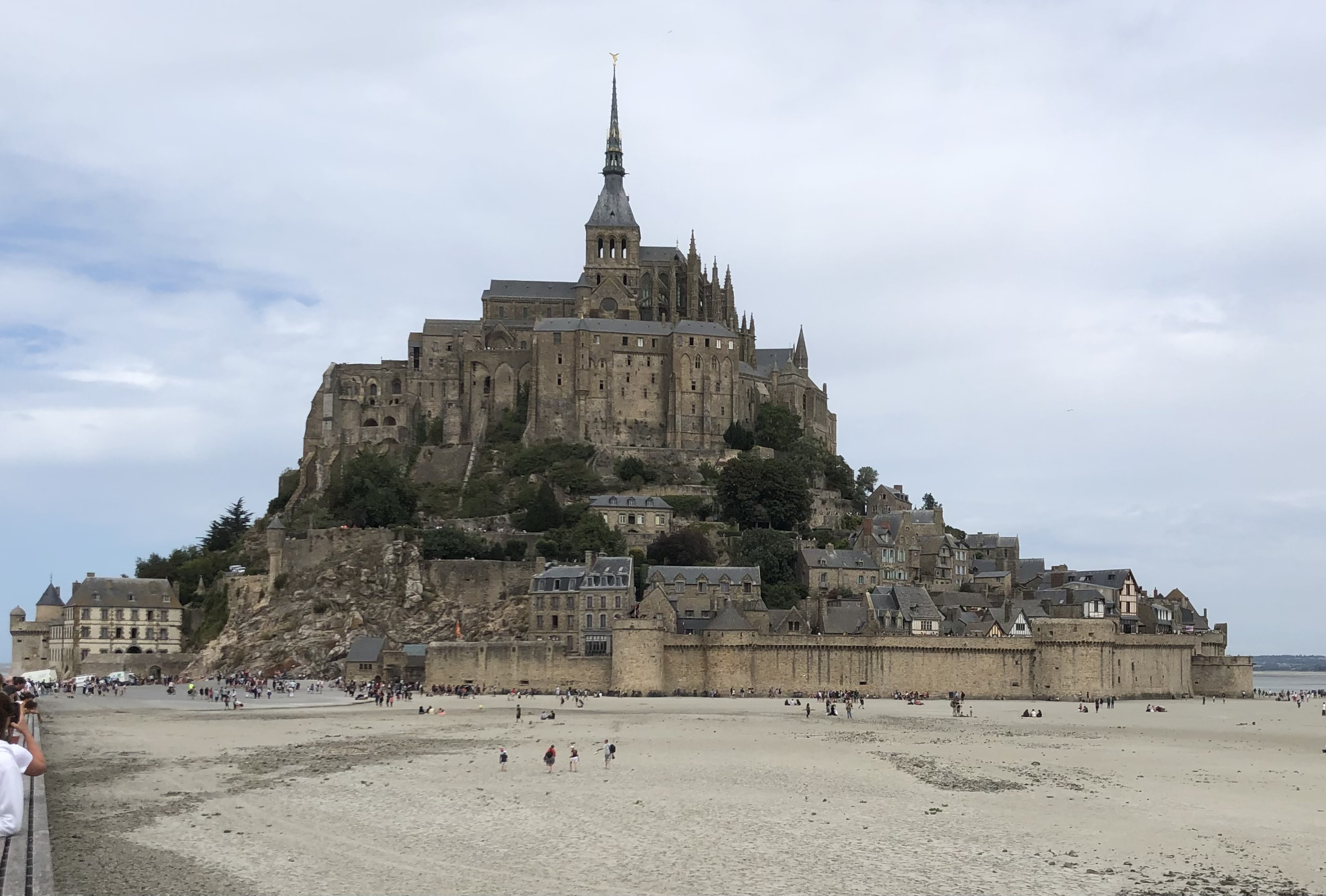
A la riba sud de la roca, la Torre Gabriel al fons a l'esquerra,[Nota 9][36] reforça la caserna i l'avanç dels Fanils.[Nota 10][37] Al centre, la Porta de l'Avançat, la Torre del Rei i la Torre de l'Arcada (que ha conservat la seva antiga coberta cònica), a l'est la Béatrix o Torre de la Llibertat

L'evolució de l'ús del sòl del municipi i les seves infraestructures es pot observar en les diferents representacions cartogràfiques del territori: el mapa de Cassini (s. XVIII), el mapa de l'estat major (1820-1866), i els mapes IGN o fotografies aèries per al període actual (des del 1950).

## Història
Per a la història detallada de l'abadia, vegeu l'article Abadia del Mont Saint-Michel.

### Inicis
Originalment, era conegut com el Mont Tombe. Devia haver-hi dos oratoris, un dedicat a sant Simfòrià (Symphorien), l'altre a sant Esteve (Étienne), construïts per ermitans al segle vi-vii, segons informa la Revelatio ecclesiae sancti Michaelis archangeli in Monte Tumba. Després d'aquesta primera cristianització del Mont Tombe, es va erigir un oratori en honor de l'arcàngel Sant Miquel l'any 708 (709 segons la dedicatòria), tal com s'indica als Annales du Mont-Saint-Michel escrit a principis de segle xii. Aubert, bisbe d'Avranches, va instal·lar una comunitat de dotze canonges al lloc per servir el santuari i acollir els pelegrins. Va ser en aquest moment quan el mont, a l'est de la roca, va acollir els primers vilatans que fugien de les incursions dels víkings.

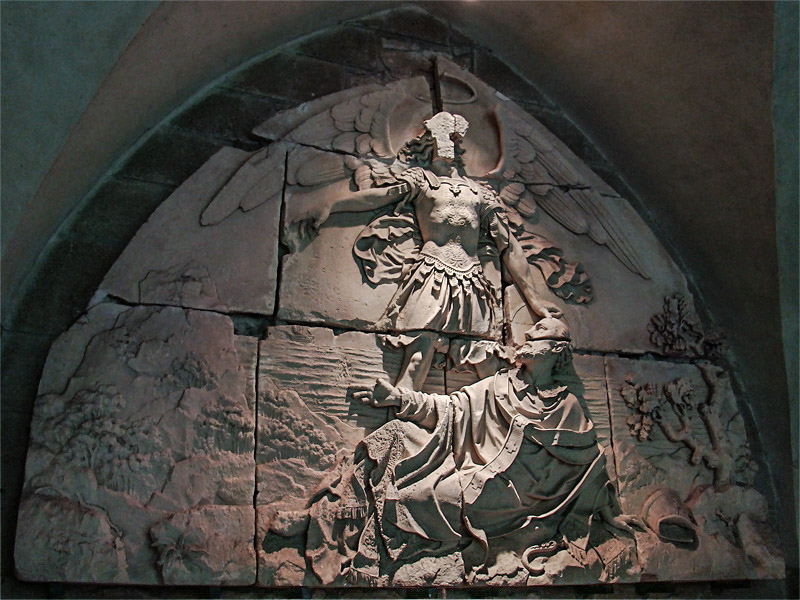
Sant Aubert, bisbe d'Avranches, al segle viii, va veure en somni l'arcàngel Miquel que li va ordenar construir un santuari al mont Tombe. Baix relleu neogòtic, executat el 1860 per l'escultor Jean-Baptiste Barré per al timpà del portal sud de l'església abacial. Eliminat per Paul Gout a principis del segle xx i col·locat a la part inferior de l'escala marista
Incursions dels víkings dels segles ix i x a la Bretanya

Aquest primer hàbitat devia acollir els diferents oficis necessaris per a la construcció del primer santuari: picapedrers, paletes, peons i fusters. Després va haver d'acollir els laics encarregats de proveir la comunitat religiosa. «Malgrat les nombroses reconstruccions que, a poc a poc, han anat configurant el poble que avui coneixem, el nucli primitiu del poble encara es manté perceptible: correspon de fet a una zona caracteritzada per una organització parcel·lar relativament complexa i un embull d'edificacions servides per carrers sinuosos». Aquesta és, a grans trets, la zona on es troba l'església parroquial de Saint-Pierre (Sant Pere) i el seu cementiri. La majoria de les cases s'havien de construir amb fusta i palla.

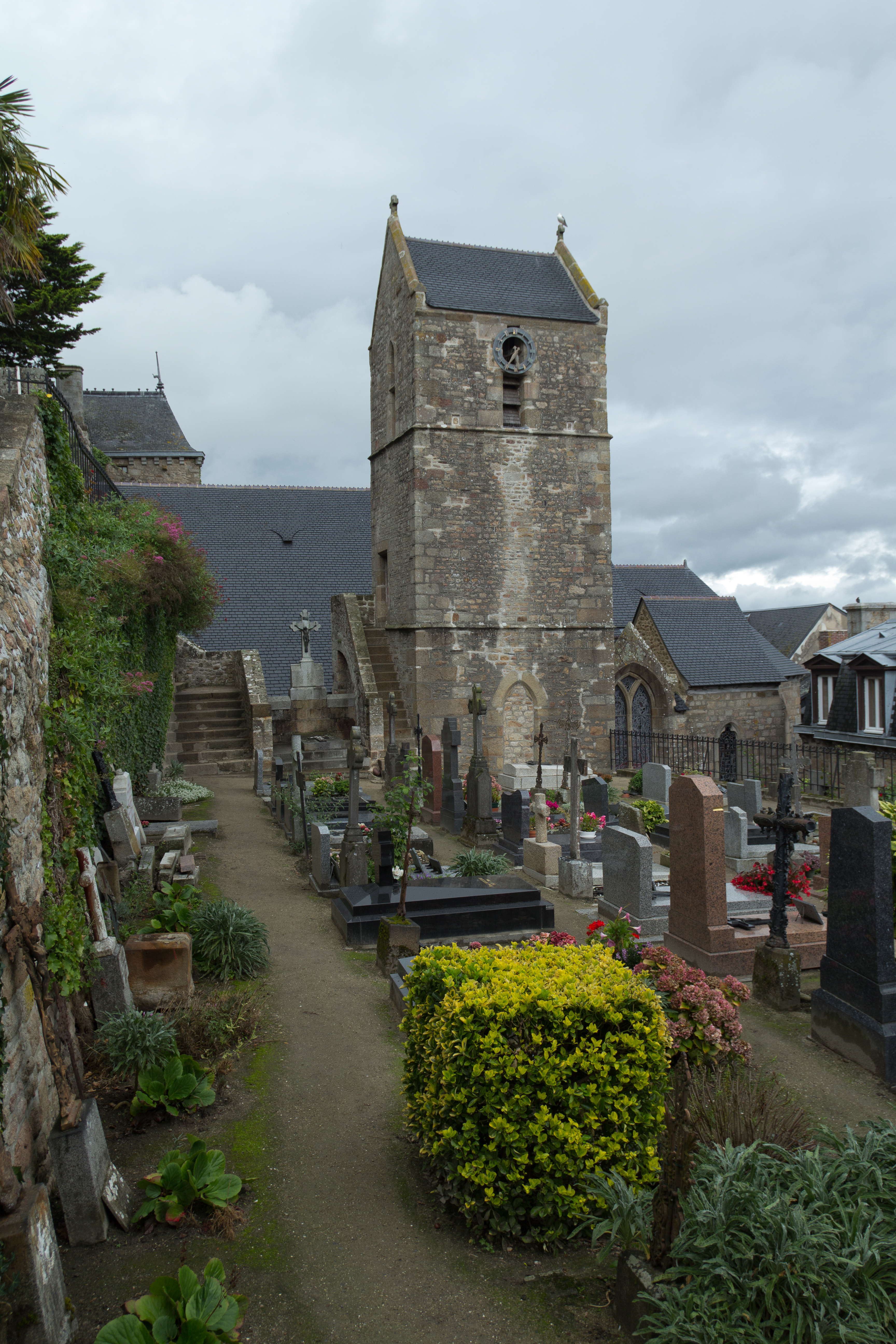
Vista meridional del cementiri i de l'església parroquial de Saint-Pierre
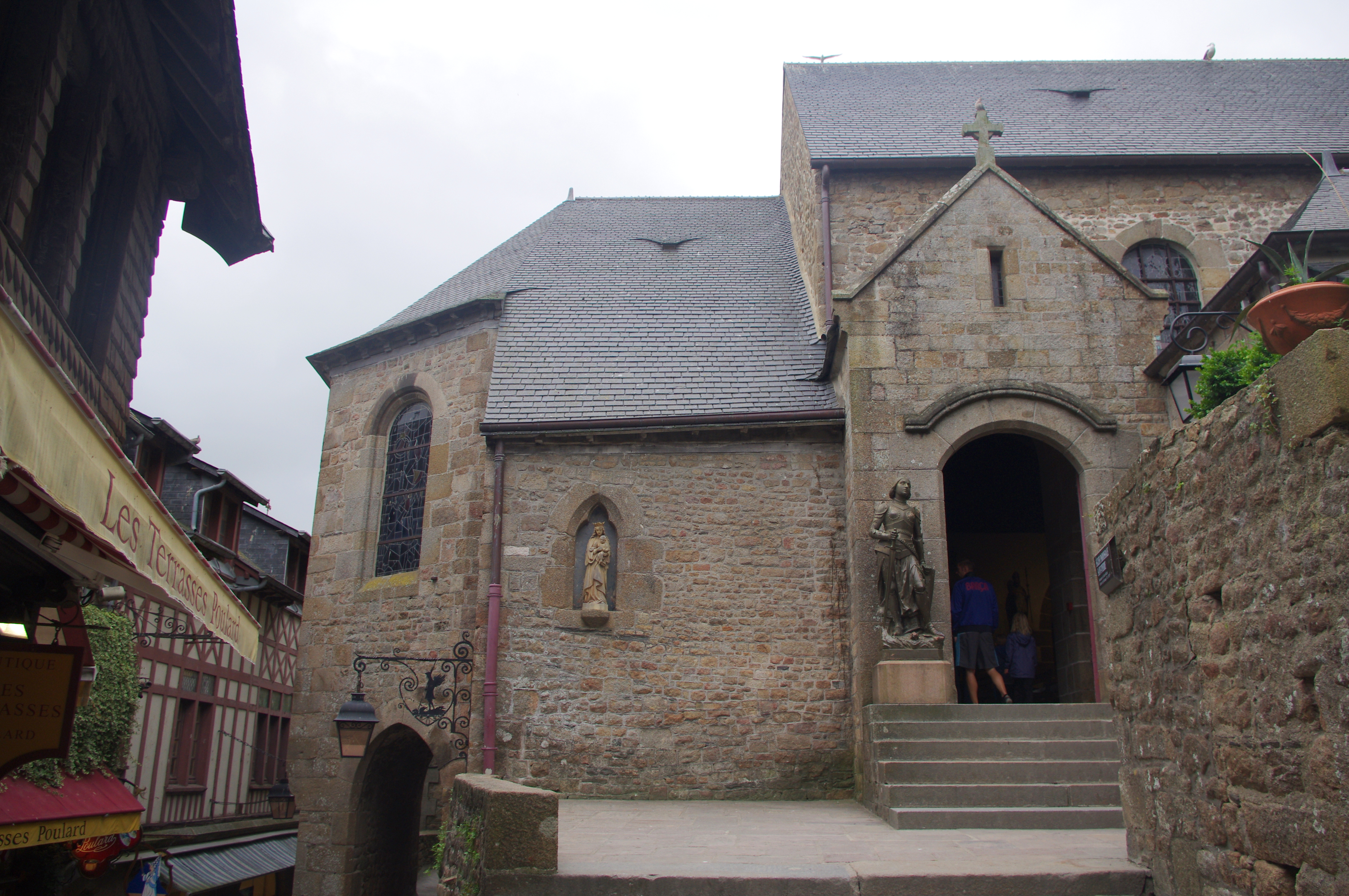
Entrada pel transsepte pel costat nord de l'església parroquial (amb estàtua de Joana d'Arc)
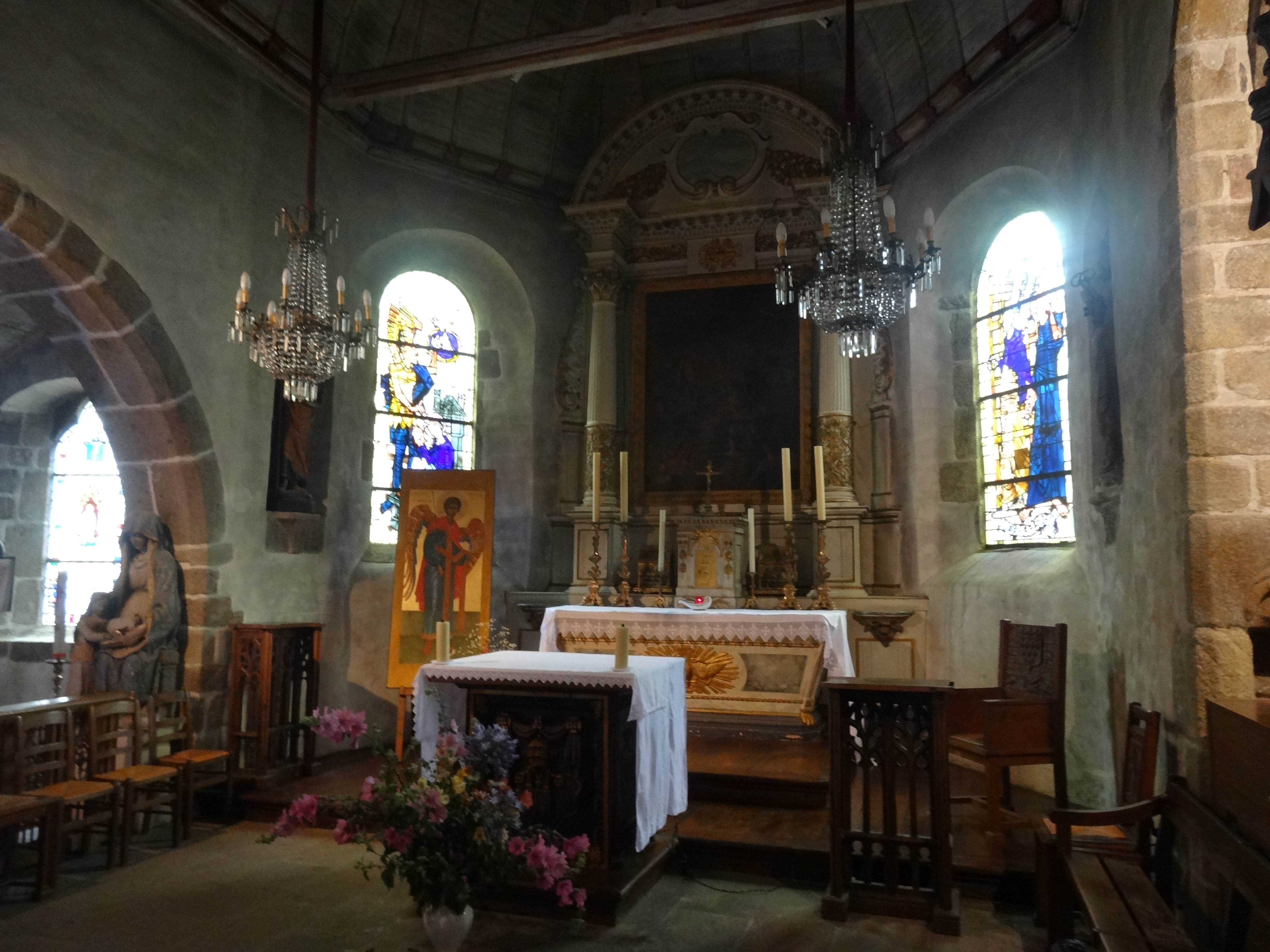
Interior de l'església parroquial de Saint-Pierre

Des de l'any 710 i durant tota l'edat mitjana, el Mont va ser batejat comunament pels clergues Mons Sancti Michaeli in periculo mari (Mont Saint-Michel a perill del mar). Les primeres traces escrites d'un establiment religiós al Mont el connecten amb la diòcesi d'Avranches, ella mateixa sufragània del metropolità de Rouen. El marc geogràfic de la província eclesiàstica de Rouen ocupa també el del districte administratiu romà de la Segona Lyonnaise, del qual Avranchin forma part, corresponent més o menys al territori de la tribu armoricana dels Abrincatui. Aleshores, aquesta província eclesiàstica servirà de marc per a la futura Normandia. L'any 867, el Tractat de Compiègne va concedir Cotentin, així com Avranchin (tot i que això no estava clarament estipulat), al rei de Bretanya, Salomó de Bretanya. L'any 870, arran d'una incursió dels víkings, la població dels voltants s'hi va refugiar i va crear un poble.
Avranchin, com Cotentin i la major part del que després s'anomenaria Baixa Normandia, no formava part del territori concedit al líder víking Rol·ló l'any 911. El Mont Saint-Michel va romandre sota el domini polític del rei de Bretanya, tot i que el poder religiós va continuar emanen essencialment de la diòcesi d'Avranches a l'antiga província eclesiàstica de Rouen, ciutat que des d'aleshores havia esdevingut la capital d'un estat normand embrionari. El territori del Mont estava encara sota la dominació bretona l'any 933 quan Guillem I de Normandia, conegut com a Guillaume Longue Épée, «obté del rei de França una notable ampliació del seu territori, amb Cotentin i Avranchin, fins aleshores controlats pels bretons. Va ser, doncs, en aquesta data que el Mont es va unir oficialment a Normandia», quedant temporalment fixada la frontera política d'Avranchin a la Sélune, un riu costaner que desembocava a l'est del Mont. Guillem I va fer importants donacions de terres a la comunitat de canonges del Mont; aquestes finques estaven gairebé totes situades entre Couesnon i Sélune.
Ricard I de Normandia, fill de Guillem I, tenia ganes de continuar l'obra de reforma monàstica del seu pare i va ordenar als canonges a qui s'havia confiat la Muntanya que renunciassin a la seva vida dissoluta o abandonessin el lloc. Tots van marxar menys un, Durand, que es va reformar per amor a l'arcàngel. Així s'hi van establir l'any 966 benedictins de diferents abadies, com, sens dubte, Saint-Taurin d'Évreux i Saint-Wandrille. La història d'aquesta fundació es relata a la Introductio monachorum, que apareix al començament del Cartulari del Mont-Saint-Michel. El primer abat va ser Maynard I. Una tradició ben consolidada diu que va ser el reformador Mainard, l'encarregat de restaurar l'abadia de Saint-Wandrille, però aquesta hipòtesi continua sent controvertida. Va ser ell qui hauria construït l'església preromànica anomenada Notre-Dame-sous-Terre, construïda durant la mateixa època. L'any 992, un incendi va destruir el poble i l'abadia. Maynard II, nebot de l'anterior, que també era abat de Redon, el va succeir fins al 1009. «En aquella època, el Mont va segellar la bona entesa entre els dos ducs de Normandia i Bretanya».
Enterrats a la capella de Saint-Martin de l'abadia hi ha els ducs de Bretanya, de la Casa de Rennes:
- Conan I de Bretanya (el Tort) (mort l'any 992), que, en el moment de la confirmació d'una donació feta a l'abadia del Mont Sant-Michel, el 28 de juliol de 990 en presència de tots els bisbes de Bretanya, pren el títol de Princeps Britannorum;
- Geoffroi I de Bretanya (Béranger) (mort l'any 1008), marit d'Havoisa de Normandia, gran benefactor de l'abadia en donar els ingressos de Saint-Méloir-des-Ondes i Saint-Benoît-des-Ondes.

### Seglexi
L'any 1009, el duc de Normandia va decidir exercir un control directe sobre l'abadia de Mont Saint-Michel i l'abat Maynard II, de la comunitat de Saint-Wandrille, va ser expulsat i va haver de retirar-se a l'abadia de Saint-Sauveur de Redon per ser substituït per l'abat Hildebert I, preferit per Ricard II de Normandia.
Durant el primer quart del segle xi, les bones relacions van continuar entre els monjos del Mont i els ducs, sota els abats Hildebert I (1009-1017) després Hildebert II (1017-1023) que van iniciar la reconstrucció de l'església romànica amb la cripta absidal. El duc Ricard II de Normandia (l'irascible, o el bo), que protegia l'abadia com el seu pare, va decidir substituir l'abat del Mont per un abat extern i reformador, primer el romà Supo després el borgonyès Thierry, ja abat de l'abadia de Jumièges i guardià de l'abadia de Bernay, després dependència de l'Abadia de Fécamp.
Aprofitant la regència d'Havoisa de Normandia (la seva germana) a la Bretanya i l'agressió del cap víking Olaf a Dol-de-Bretagne el 1014, Ricard II de Normandia va fer retrocedir la frontera amb Bretanya cap al 1027-1030, del Sélune a Couesnon. El nou duc Robert I de Normandia (el Magnífic), va nomenar l'any 1027 un abat d'origen de Le Mans, Aumode, a qui el 1032 va confiar la seva nova fundació, l'abadia de Cerisy. Per tant, l'abat Supo va ser recordat i va dirigir l'abadia del Mont fins que es va retirar a l'abadia de Fruttuaria abans de 1048. El 1030, Alan III de Bretanya (Rebrit), duc de Bretanya, va entrar en conflicte amb el seu cosí, el duc Robert I de Normandia, fill de Ricard II. És l'omnipotència de Robert I que ha restablert fermament el poder ducal en el seu ducat de Normandia. És amb aquesta visió d'hegemonia que demana al seu cosí Alan III que li presti un jurament de fidelitat. Es nega i obliga el duc de Normandia a utilitzar la força. Després de la construcció d'una fortalesa, la de Cheruel, el duc de Normandia va llançar una expedició a la Bretanya. Alan va respondre llançant una contraofensiva a Avranchin, però va ser rebutjat amb grans pèrdues. El seu oncle Robert d'Évreux, arquebisbe de Rouen, va exercir de mediador durant una entrevista a Mont-Saint-Michel. El 1031, Alan i el seu germà Eon de Penthièvre van fer una donació al Mont-Saint-Michel.

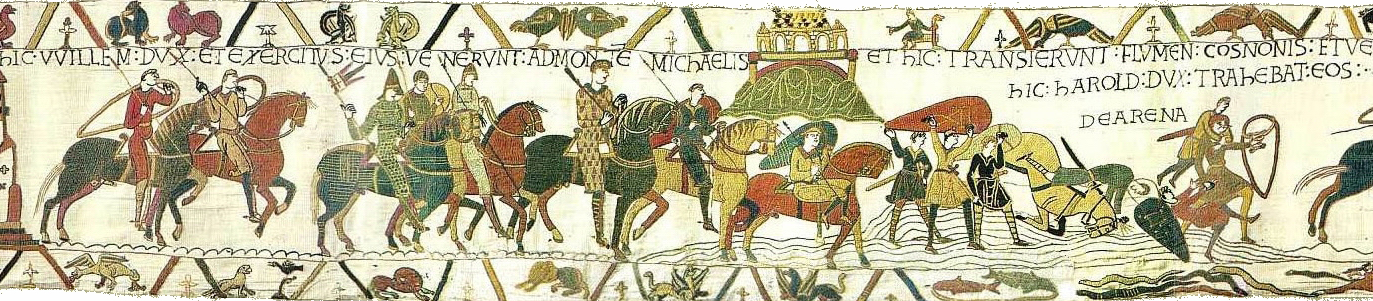
Escenes 16 i 17 del Tapís de Bayeux: Guillem I d'Anglaterra i Harald III de Noruega al Mont Saint-Michel (al centre superior) durant la conquesta normanda d'Anglaterra; Harald rescatant els cavallers dels sorramolls. segle xi

El duc Guillem I (el Conqueridor) es va interessar molt per les successions de l'abadia i va concedir beneficis, tant temporals com espirituals, l'abadia del Mont, que havia donat suport econòmicament a la conquesta d'Anglaterra. Així, certs monjos van ser cridats a dirigir les abadies angleses. Gràcies als ingressos de les terres i priorats atorgats pel duc, l'església abacial romànica es va acabar ràpidament. A la mort de Guillem el Conqueridor, el Mont va passar per un període problemàtic però gràcies a l'excel·lent administració dels seus abats, en particular Bernard du Bec, l'abadia va experimentar un gran desenvolupament intel·lectual. Va ser Enric I (Beauclerc) qui va ser el primer a construir un fort, sens dubte bàsic, sobre la roca, i que va ser assetjat immediatament pels seus germans Robert Courteheuse i Guillem II (el Roig), per tal de desallotjar-lo, en la guerra fratricida entre ells. Després de la batalla a les costes, el duc de Normandia, Robert, va cedir Cotentin al seu germà Enric.

### Seglesxii-xv
L'abadia va escapar, l'agost de 1138, del gran incendi iniciat pels camperols revoltats d'Avranchin i que va assolar el poble del Mont, arran d'un desacord amb els monjos per la successió d'Enric I (Beauclerc).
La història i la llegenda es desdibuixen en aquesta data. Els textos de l'època no especifiquen el destí del Mont Saint-Michel, però la seva vinculació a Normandia queda testimoniada unes dècades més tard, i ja feia molt de temps que estava en vigor quan els aliats bretons de Philippe-Auguste, dirigits per Guiu de Thouars, va cremar el Mont l'abril de 1204 en represàlia per l'assassinat d'Artur I per part de Joan sense Terra, i va massacrar la població. Després d'aquest incendi, els abats Jourdain i Richard Tustin van reconstruir l'abadia.
| «                                                      | El Mont no era tan forta com ara, tant perquè la ciutat no estava envoltada de muralles, com també perquè tots els edificis que hi ha a la banda est i cap al sud (el Châtelet i la seva barbacana) encara no eren bastits […] Així que es van precipitar amb gran ràbia contra aquesta muntanya, van trencar les portes i les barricades, van calar foc per tota la ciutat i van posar al tall de l'espasa els que s'acostaven per resistir-se a ells. | » |
| — dom Huynes (Histoire Générale du Mont-Saint-Michel). | |   |

El recinte fortificat de la ciutat es va iniciar arran de la generositat de Sant Lluís que va venir en pelegrinatge l'any 1254, amb la construcció de la Torre Nord i cap a l'any 1257, una porta que bloquejava l'únic accés possible a l'andana per les grans escales a llevant. El poble, aleshores, molt més petit, agrupava les seves cases al cim de la roca prop de l'entrada de l'abadia. Al mateix temps, l'abat Richard Turstin va construir la sala de guàrdia dels edificis de l'abadia a l'entrada del monestir. Aquest recinte, que només envoltava el cim del Mont, entre la Torre Nord, l'absis de l'església parroquial de Saint-Pierre i els murs de l'habitatge abacial, fou acabat, cap al 1311, per l'abat Guillaume du Château.
El creixement del pelegrinatge va anar acompanyat d'un intens moviment comercial. Els comerciants es troben reunits al Chemin des Loges, un carreró situat als peus de l'abadia. Les casetes dels comerciants són petites cel·les (com les tres visibles a la Maison de la Truie qui File) en què venen vieires o una especialitat del Mont (l'ampolla de plom que s'omple de sorra de les platges) als pelegrins (miquelots), substituint-les progressivament a partir del segle xiii per insígnies de pelegrí.

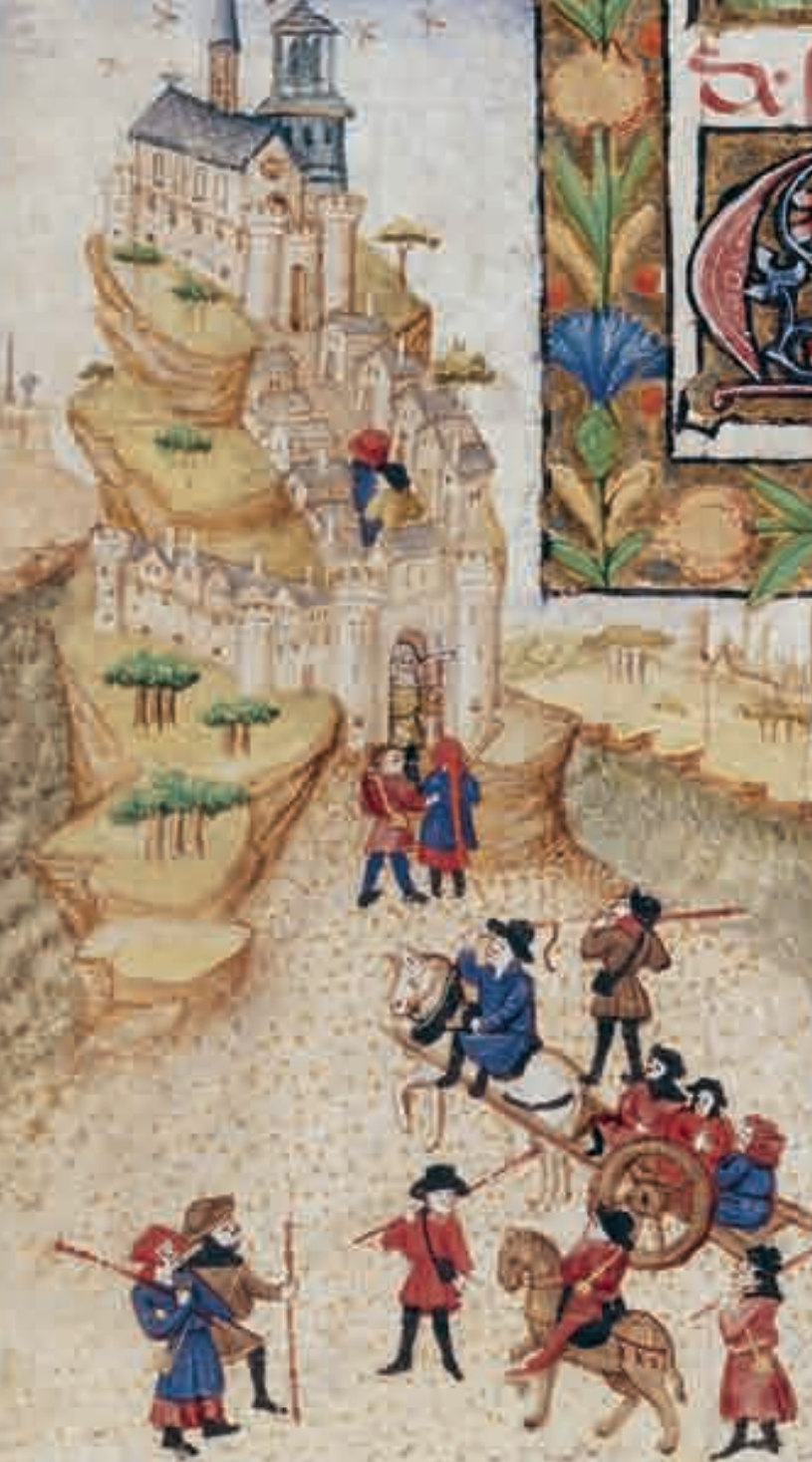
Pelegrins (miquelots) que arriben al Mont. Miniatura extreta del Llibre d'hores de Pere II de Bretanya, segle xv
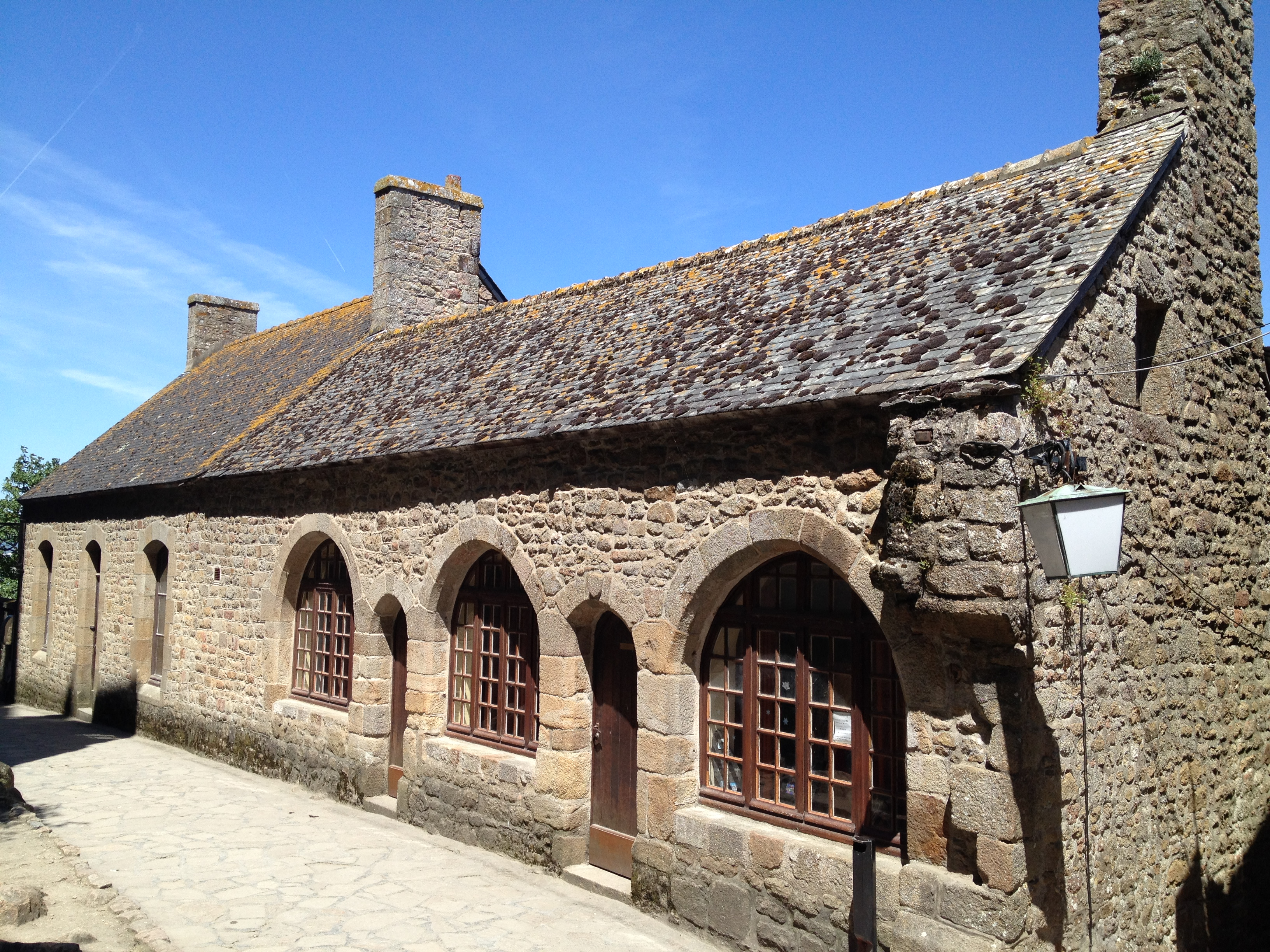
Maison de la Truie qui File (La casa de la Truja filadora)

L'any 1314 s'instal·la al Mont la primera guarnició composta per un home d'armes i cinc criats, allotjats per l'abat a la porteria i la paga dels quals anava a càrrec del rei, argumentant els monjos ja s'havien defensat fins ara. Els abats seran, per la mateixa raó, capitans de la ciutat i de l'abadia del Mont Saint-Michel al llarg del segle xiv i s'adjunta, en establir un feu a canvi dels dominis de l'abadia, el servei armat de nombrosos senyors de Cotentin i Avranchin, entre ells el Painel de Hambye.
El 1346, els anglesos no van poder ocupar el Mont, però van assolar Avranches. El 1365, Tiphaine Raguenel, esposa de Bertrand Du Guesclin (aleshores governador de Pontorson), s'hi va establir abans de la marxa de Du Guesclin cap a Espanya.
Sota el govern del 29è abat, Pierre le Roy (del 1386 al 1410), s'hi construïren unes noves fortificacions: a l'angle nord-est de la Merveille, el coronament octogonal de la Torre dels Corbins; als peus, llarga cortina-terrassa amb vista al bosc. L'any 1393, la porta de 1257 estava flanquejada per dues torres. Davant de la barbacana es van construir grans graons, i l'abat va fer construir un habitatge fortificat, així com la torre Penine, de base quadrada, encarregada de vigilar el Gran Pas.
Les muralles urbanes que veiem avui són essencialment obra de l'abat Robert Jollivet. L'any 1417 envoltava la vila baixa i el peu del Mont amb un recinte continu amb un parapet amb cresteria sobre lladroneres. El mur cortina està flanquejat per sis torres que inclouen: Torre del Roy, Torre de l'Arcade i Torre de Cholet, i es van construir magatzems per emmagatzemar provisions i municions. A la capçalera de l'església es va excavar una cisterna filtrant, i l'únic accés a la ciutat estava bloquejat per una porta fortificada, la Porta del Roy.
El 1420, el Mont va resistir la invasió dels anglesos, però l'abat Jolivet va jurar lleialtat al rei Enric V d'Anglaterra. El prior Jean Gonault és el responsable del govern provisional. L'any 1425, va ser Lluís d'Estouteville qui va ser nomenat capità del Mont per Carles VII de França i va millorar encara més les fortificacions (la Barbacana del Rei). El 17 de juny de 1434, un nou assalt dels anglesos liderats per Thomas Scales, que va acabar de nou en fracàs, amb els atacants abandonant dues de les seves bombardes, que es poden veure a l'entrada de la ciutat. Va ser Louis d'Estouteville, l'any 1441, qui va construir la Torre de la Boucle. Aquesta torre, de nou tipus, capaç de resistir l'artilleria, estava equipada amb bateries cobertes prou ventilades.

### Renaixement i l'època moderna
L'any 1534, Gabriel du Puy, governador militar del Mont per al rei Francesc I, va fer algunes millores addicionals: l'esperó de la Torre Boucle, la Porta de l'Avancée, i la Torre Gabriel (del primer nom del seu dissenyador i no de l'Arcàngel). El 1577, uns hugonots disfressats de pelegrins van intentar apoderar-se del Mont, però els habitants els van expulsar. El Mont va ser inspeccionat el 1691 per Vauban.

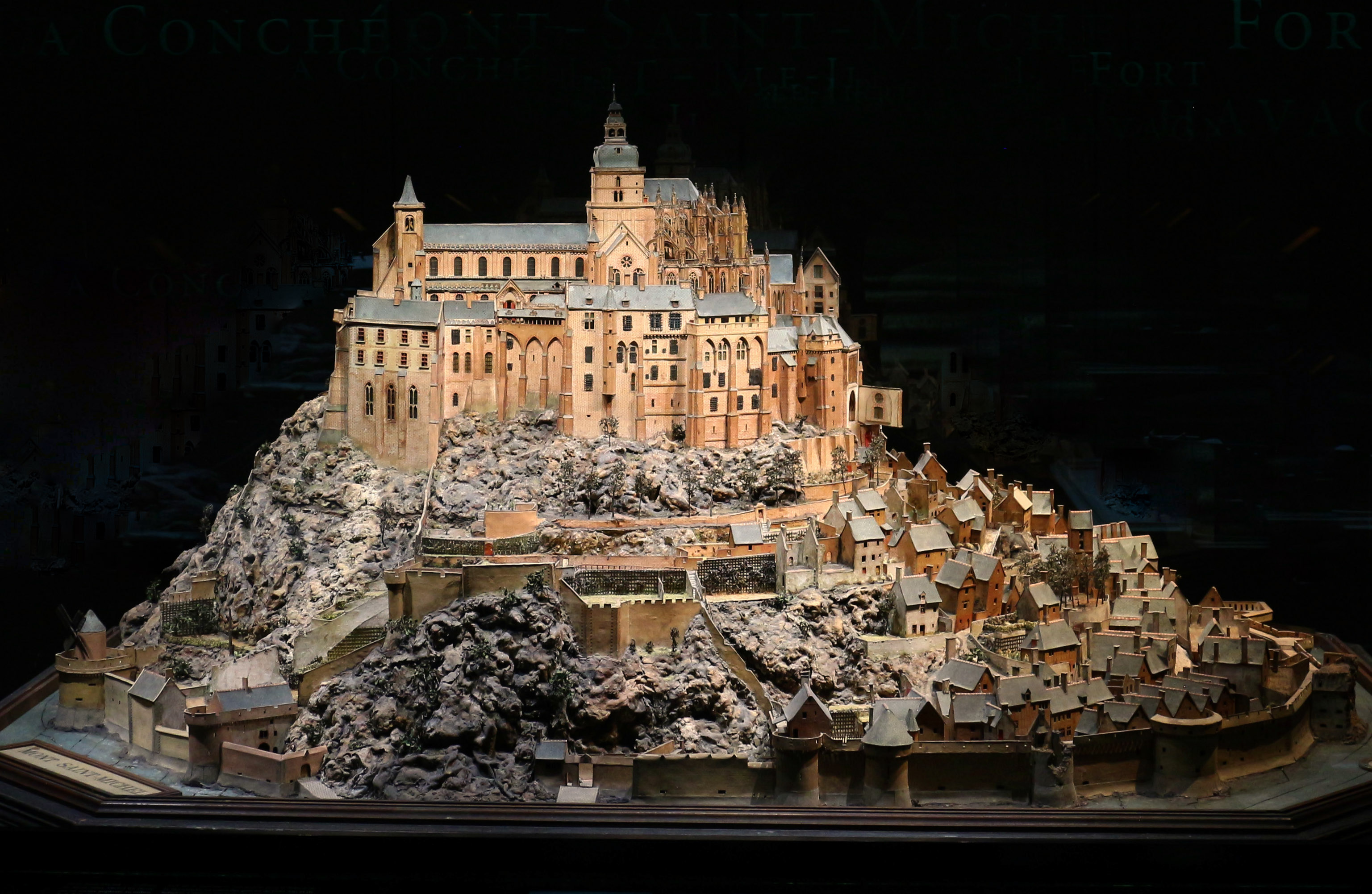
Maqueta del Mont Saint-Michel a finals del segle xvii al Museu de plànols i relleus de París
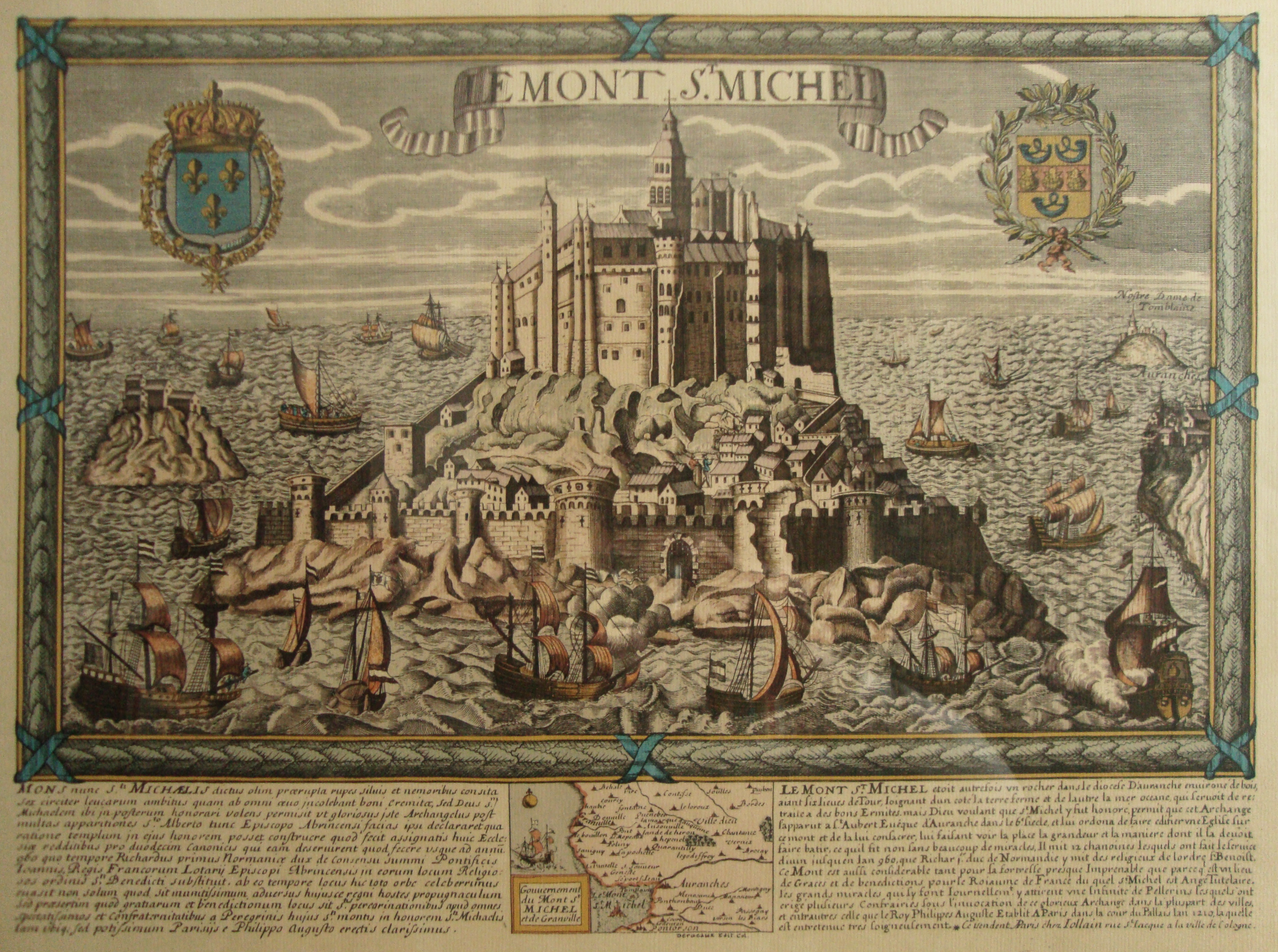
Mont Saint-Michel en un mapa del segle xviii

L'any 1731, Lluís XV pren possessió del Mont, restaura les muralles i transforma l'abadia en presó estatal, funció que va dur a terme fins al Segon Imperi. L'any 1830, la fortalesa es va transformar en presó política després dels disturbis del juliol. El 1862, Napoleó III va classificar Mont.

### La roca, al costat del riu Couesnon
Una llegenda diu que el riu Couesnon, per culpa del seu curs irregular, va fluir a l'oest del Mont, fent que el Mont pertanyès a Normandia. Si aquesta llegenda és correcta, el Mont estava situat a l'oest de Couesnon l'any 1009 i el curs irregular del Couesnon el va situar a l'est unes dècades més tard. Si és fals, el Couesnon ja fluïa a l'oest del Mont Saint-Michel l'any 1009.
En tot cas, Mont-Saint-Michel va ser geopolíticament bretó del 867 al 933, sense haver estat mai integrat a l'arxidiòcesi de Dol. Així mateix, la fundació d'un col·legi de canonges pel bisbe d'Avranches a partir del segle vii, l'elecció de Sant Miquel com a sant protector de l'imperi per part de Carlemany, després les donacions de Rol·ló per restaurar la col·legiata i finalment la seva conversió en abadia benedictina l'any 966 per una comunitat de monjos de les abadies de Saint-Wandrille, de Jumièges i Saint-Taurin d'Évreux (tots situats a Normandia), indiquen clarament la pertinença permanent del Mont a l'esfera d'influència de l'església franca i després normanda, diferent de l'església bretona, la qual cosa fa que la qüestió de la localització geogràfica exacta sigui més aviat secundària. El límit oficial entre la Bretanya i Normandia s'estableix ara independentment de la ubicació d'un riu, i precisament a 4 km a l'oest, als peus del massís de Saint-Broladre.
Cal tenir en compte que la hipòtesi d'un desviament important del Couesnon és perfectament coherent i probable, ja que els llits dels cursos d'aigua podrien variar, en absència de cap canalització (i de vegades en diverses desenes de quilòmetres). El fet que la desembocadura del Couesnon estigués a 6 km de la roca al segle xviii, no proporciona informació sobre la seva posició durant els segles anteriors; la topografia fins i tot fa inevitable que es mogués regularment. D'altra banda, cap text acredita que s'hagi desplaçat d'un costat a l'altre del Mont Saint-Michel.

### L'era dels pelegrins
El pelegrinatge al Mont Saint-Michel està testimoniat al segle ix i és probable que els pelegrins (miquelots) trobessin allotjament i menjar en aquest moment en una de les fondes del poble, que semblava acollir-los al peu de la muntanya. El poble es va desenvolupar així a l'ombra de la seva abadia medieval, creixent al voltant de l'any 1000 gràcies a la protecció dels abats benedictins.
L'economia del Mont ha estat dependent (durant dotze segles) de nombrosos pelegrinatges, fins a la Revolució Francesa. La gent venia de tot el nord d'Europa en pelegrinatge a l'abadia: d'Anglaterra, França, sobretot del nord i l'oest.

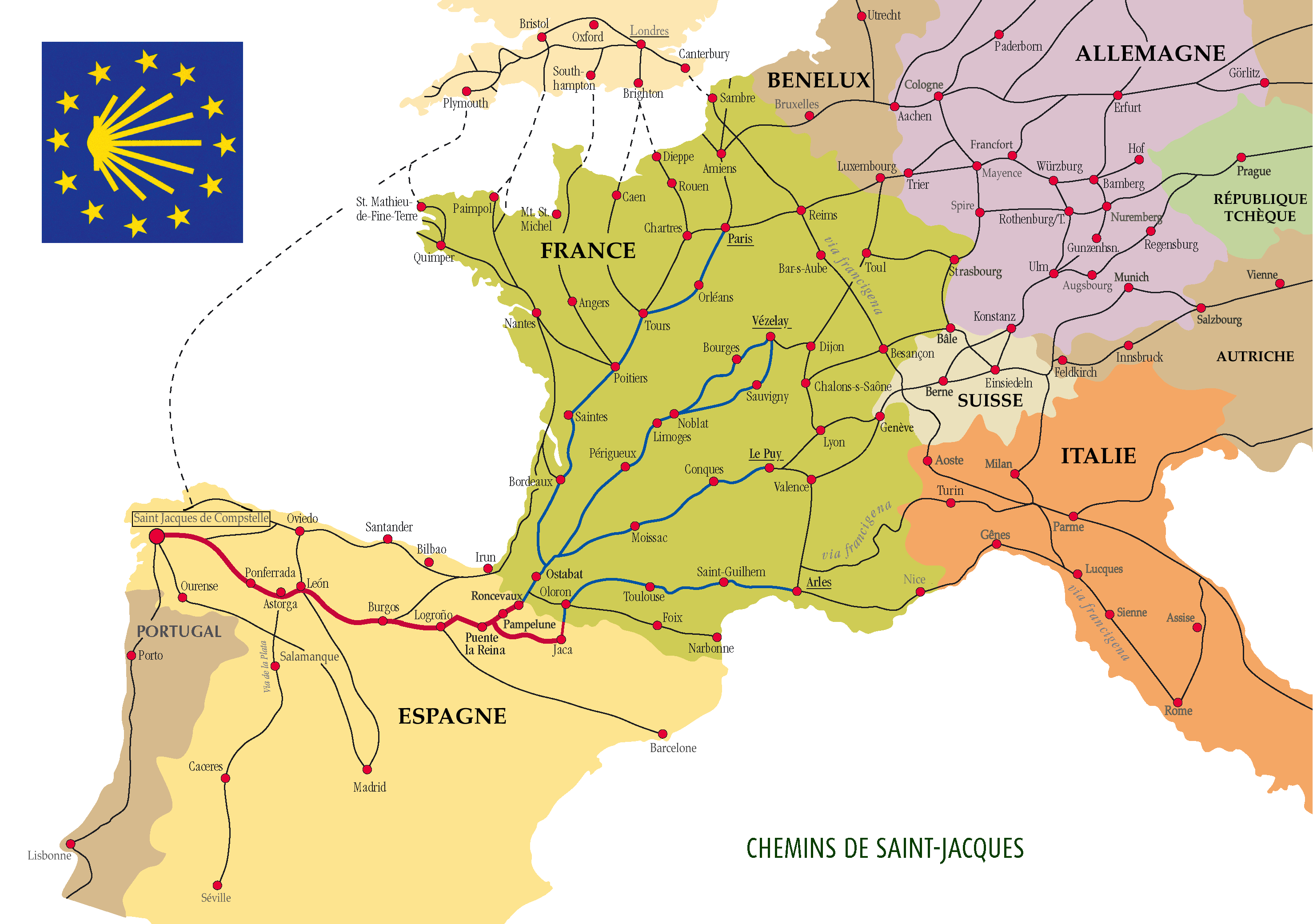
Camí de Sant Jaume
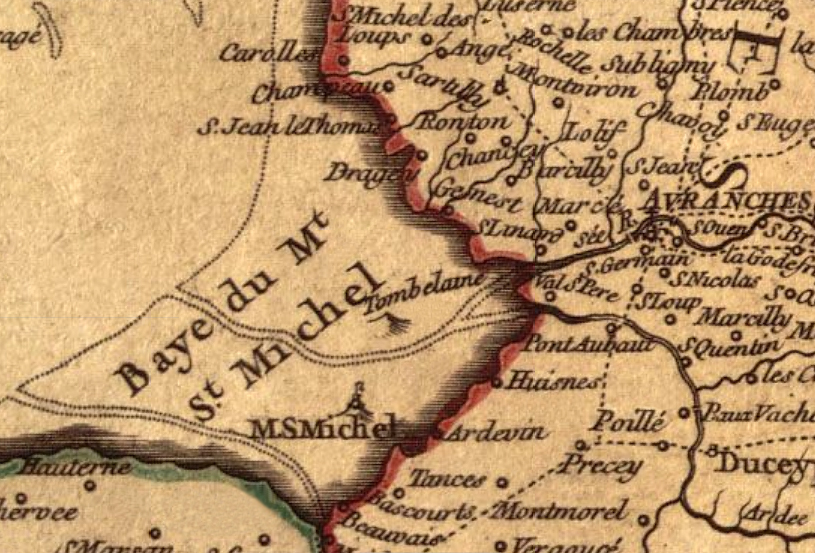
El Mont Saint-Michel en un mapa del 1758

Va ser sota l'episcopat de Monsenyor Abel-Anastase Germain que les grandioses celebracions de la coronació de Sant Miquel van tenir lloc el 3 de juliol de 1877 en presència d'un cardenal, vuit bisbes, mil sacerdots i una multitud innombrable. Aquell dia, mentre tronava el canó i sonava la música militar, el bisbe gairebé va perdre la vida; enfilat al capdamunt d'una escala per coronar el cap de l'Arcàngel, Monsenyor Germain va estar a punt de perdre l'equilibri i caure en el buit.

### L'era del turisme
Ja des del segle xix, escriptors i pintors romàntics van arribar al Mont pel seu encant únic i les seves qualitats pintoresques, com Guy de Maupassant. A finals de segle, es van establir diversos hotels al Mont. A la segona meitat del segle xx, la transformació del lloc en un lloc de rang mundial per visitar ha convertit la petita ciutat de Normandia en una de les principals destinacions turístiques de França.

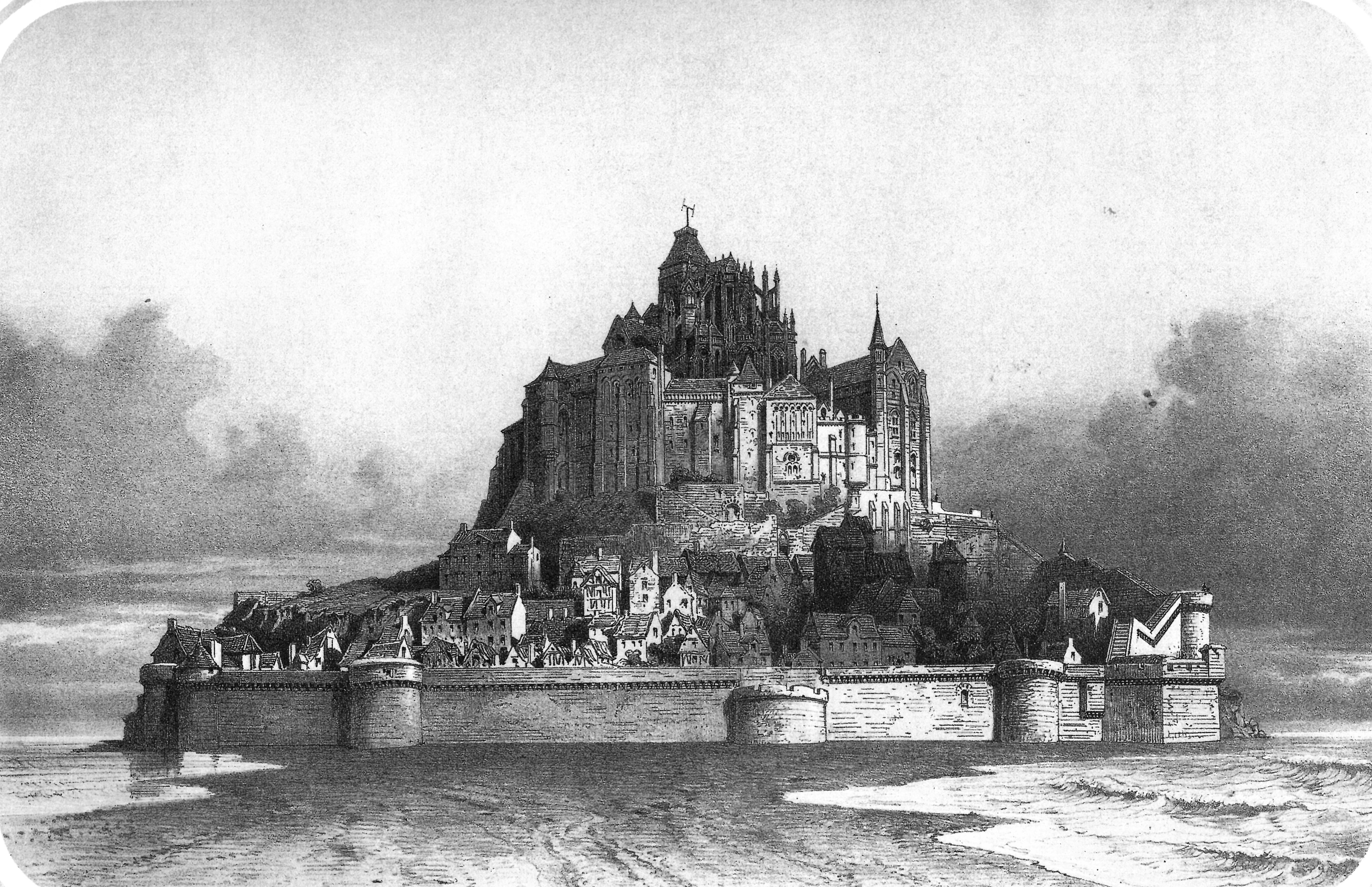
Vista del Mont St Michel, gravat de Thomas Drake, 1856, àlbum Vendée
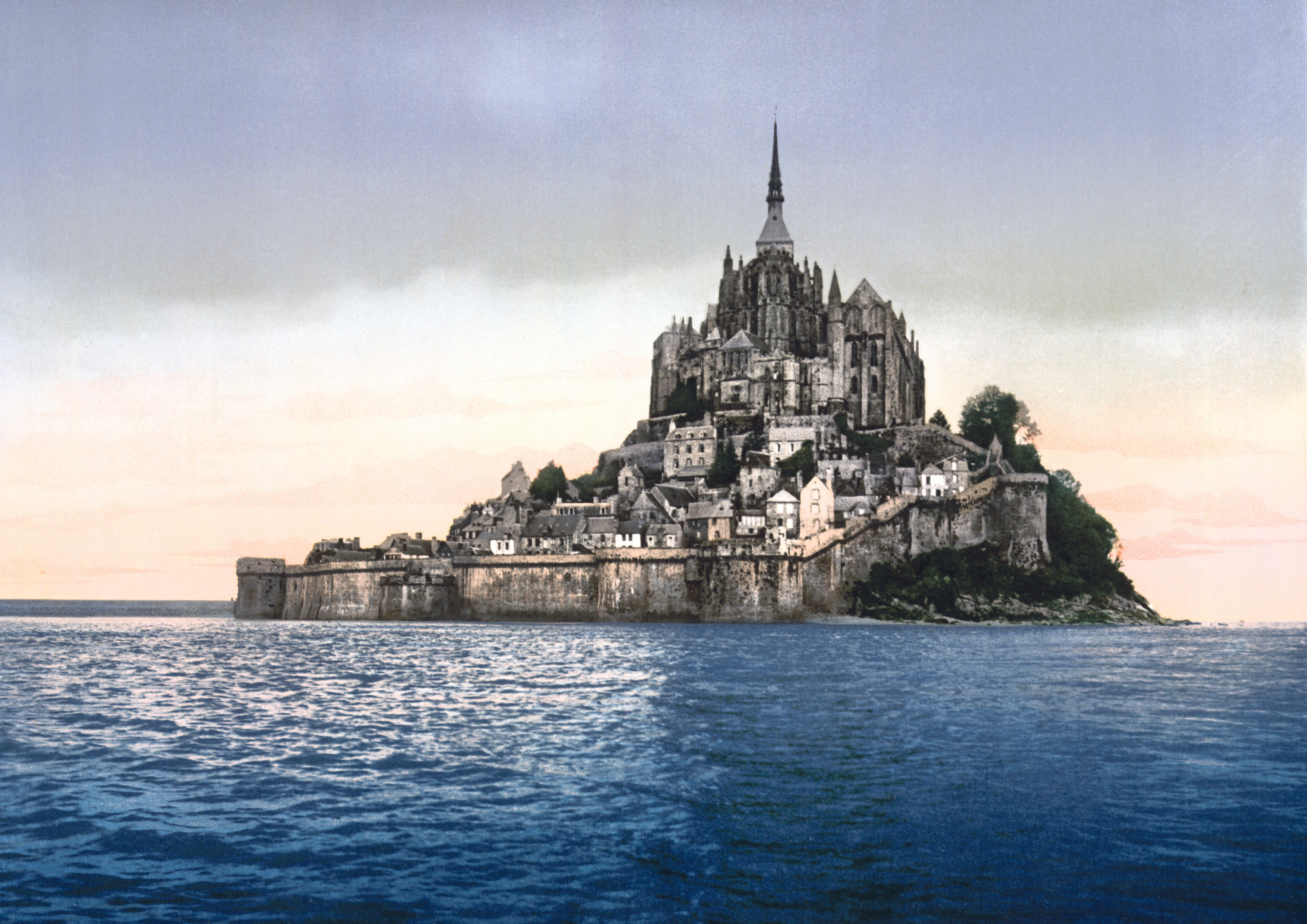
El Mont en 1900

Les visites al lloc i a l'abadia es concentren al llarg del temps. És més fort durant el període estival i certs caps de setmana de primavera que concentren un terç dels visitants del Mont-Saint-Michel, amb una mitjana diària que s'aproxima als 12.000 visitants i pics que superen els 16.000 visitants diaris, amb un flux de visitants cada cop menys dens a mesura que pugen cap a l'abadia (només un terç pujant a l'abadia). El temps mitjà de visita és de dues a tres hores; «Durant el transcurs d'un dia, és entre les 11 h i les 16 h que la densitat de visitants al lloc és més alta».

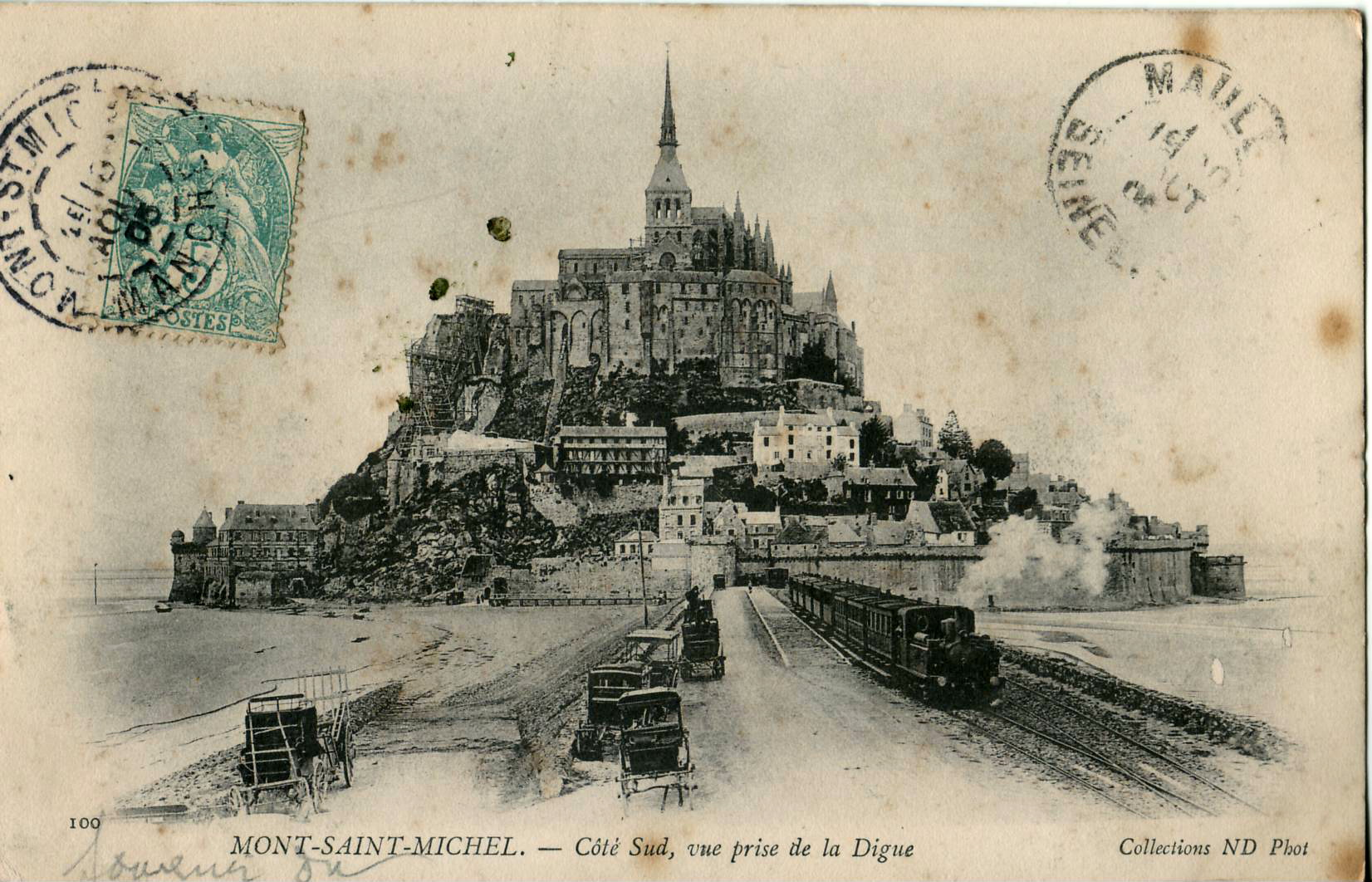
Es va construir un ferrocarril a principis del segle xx per arribar al Mont
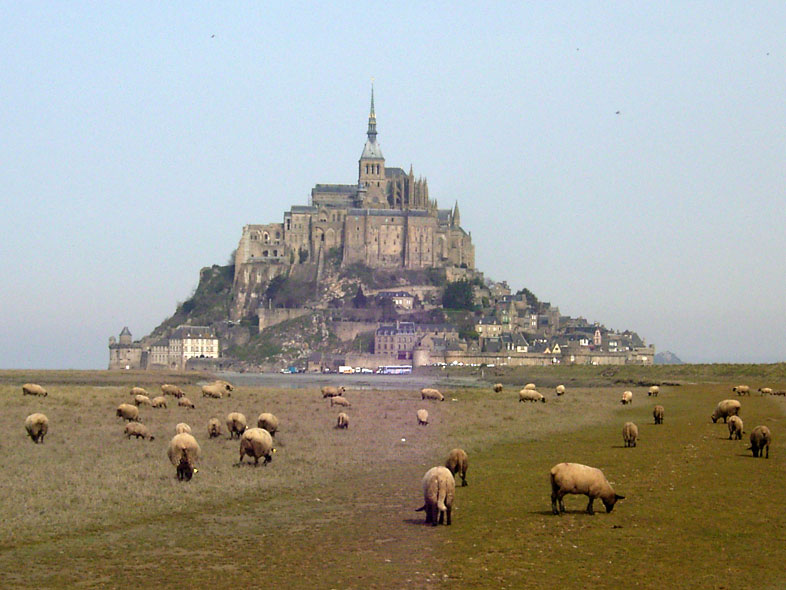
El Mont en 2004
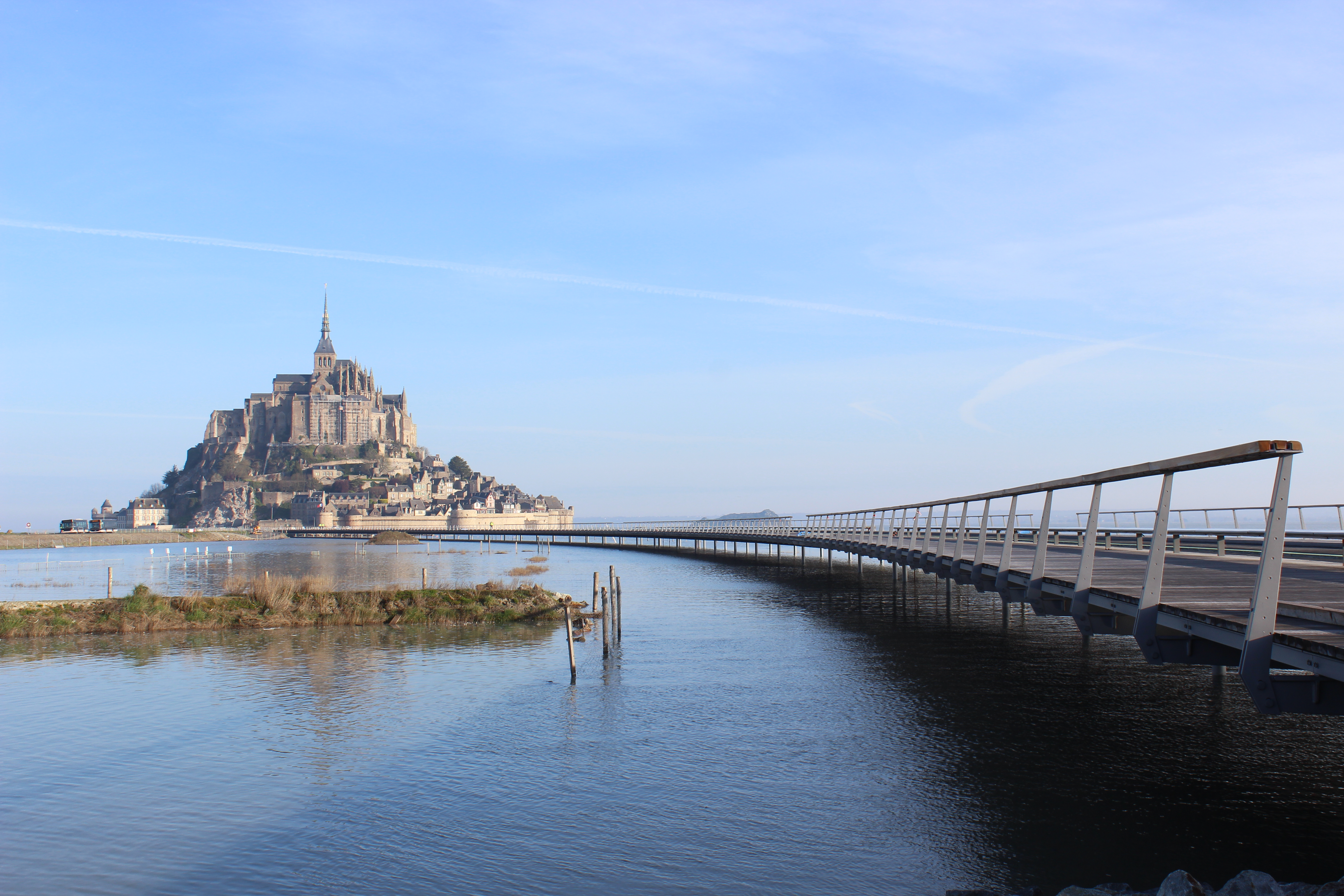
El Mont el 2014 amb la nova passarel·la

El Mont ha experimentat un descens de l'assistència des de principis del segle xxi, passant dels 3,5 milions de visitants als 2,2 milions el 2013. El lloc pateix les noves condicions de servei a la península i la mala fama del Mont-Saint-Michel que cobra molt car uns serveis mediocres.

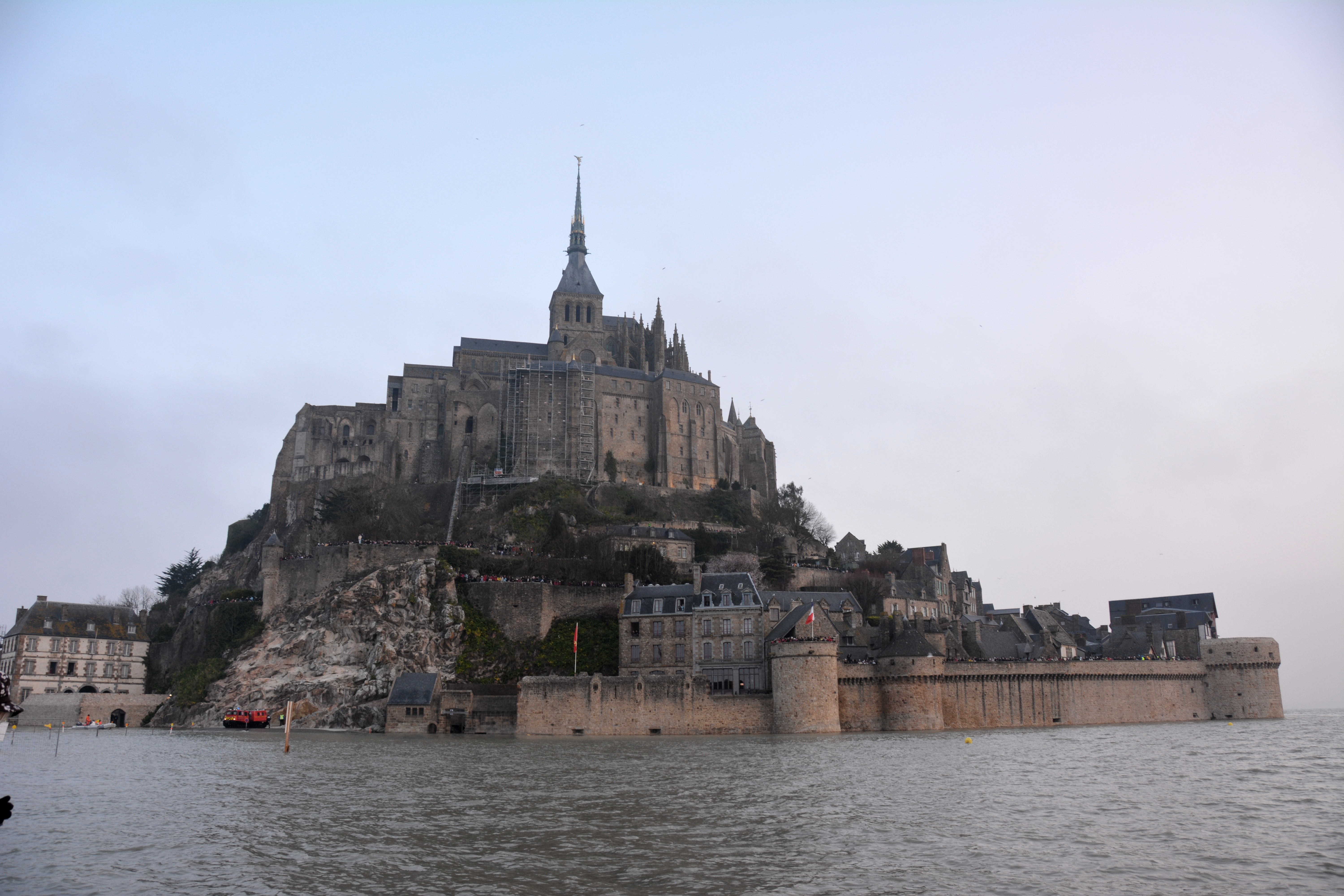
Marees del segle al març de 2015.
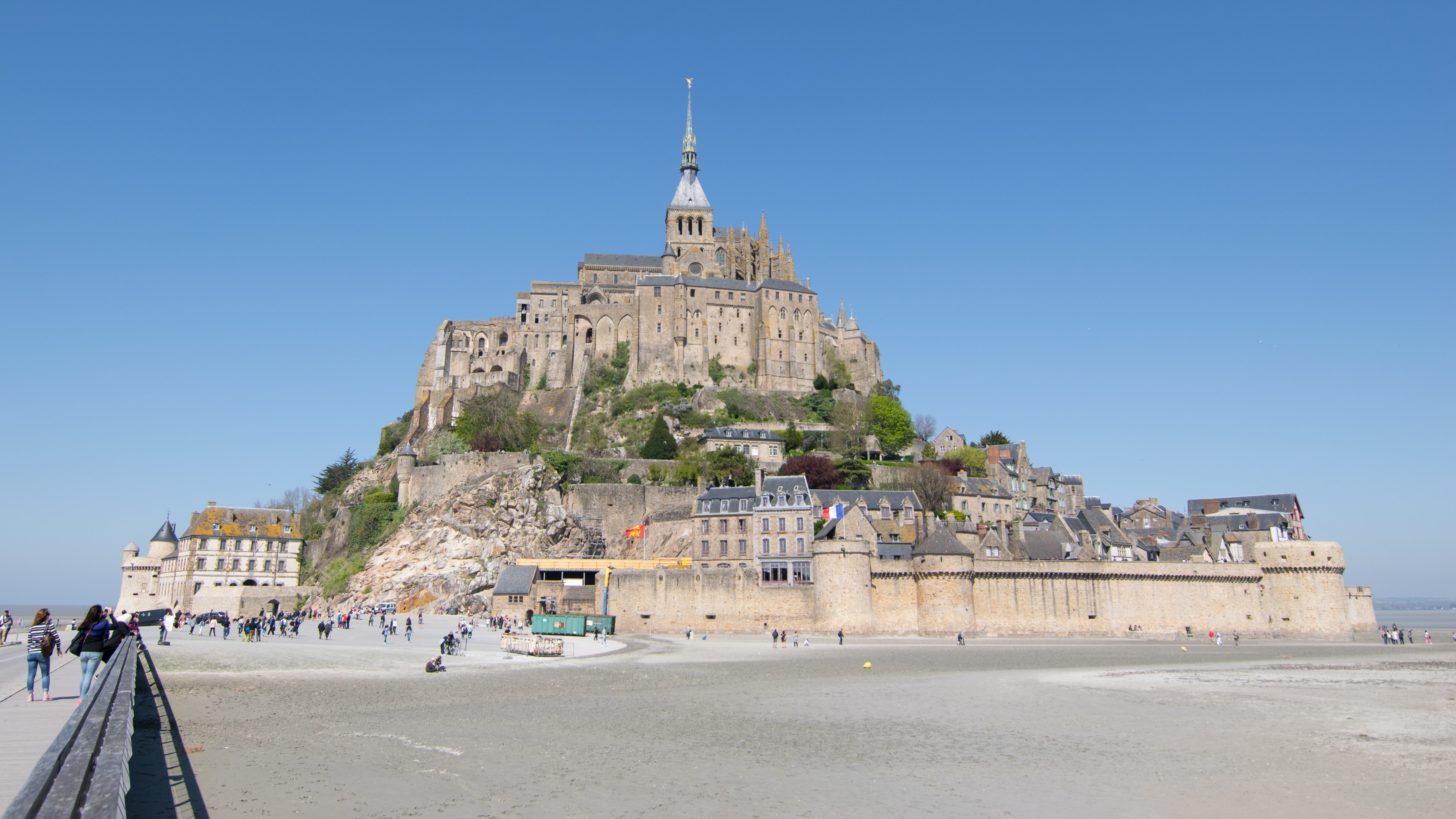
Mont-Saint-Michel vist des de la passarel·la
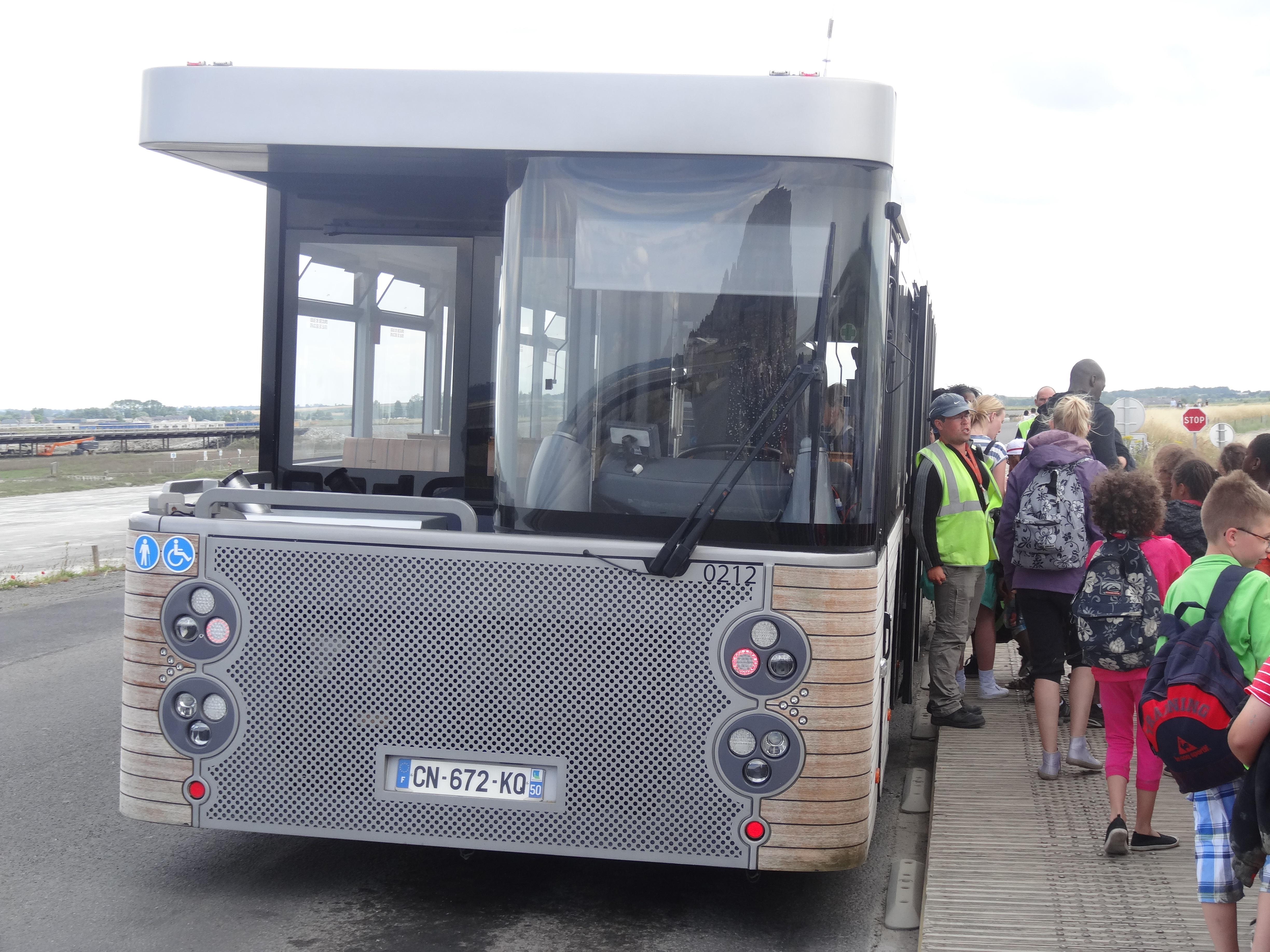
«Passeur», nom de la llançadora amb posició de conducció reversible

Des del 22 de juliol de 2014, els visitants poden anar al Mont a través de les noves estructures d'accés creades per l'arquitecte Dietmar Feichtinger, guanyador del concurs del Projecte Saint-Michel. Un nou dic i una passarel·la sobre pals que permeten que passi l'aigua per sota ara serveixen com accés a l'illa. No obstant això, el descens del turisme continua, sobretot per l'augment dels preus de l'aparcament, la travessa a peu de 50 minuts o les llançadores que només cobreixen una part del recorregut.

## Política i administració

### Administració municipal
El Consell Municipal està format per set membres entre els quals hi ha l'alcalde i dos diputats.

### Agermanament
Des de 2008, amb la ciutat de Miyajima, a l'illa d'Itsuku.

## Població i societat

### Demografia
L'evolució del nombre d'habitants es coneix a través dels censos de població que es fan al municipi des de l'any 1793. Per als municipis de menys de 10.000 habitants es realitza una enquesta censal que cobreix tota la població cada cinc anys, sent les poblacions legals d'anys intermedis estimades per interpolació o extrapolació. Per al municipi, el primer cens exhaustiu emmarcat en el nou sistema es va realitzar l'any 2006. L'any 2021, la població tenia 25 habitants.
A l'edat mitjana vivien al Mont entre 300 i 400 persones. La població va caure a 234 l'any 1800 abans que l'abadia es convertís en centre penitenciari l'any 1810. La presó va tancar el 1863 i la població, tornant als valors anteriors, ha disminuït des d'aleshores; el malestar de les cases de la Roca (amuntegades, humides perquè es van construir directament sobre la roca que supura constantment, i no s'hi pot accedir amb cotxe) anima els residents a instal·lar-se en cases més agradables a la badia. Entre els 44 montois comptats el 2013, 20 viuen als pòlders, 24 dins les muralles (una família amb dos fills, un botiguer, l'administrador del monument, dos bombers, un vigilant de seguretat, cinc monjos, set monges i tres sacerdots).
El municipi acull fins a 20.000 visitants diaris durant la temporada d'estiu.

### Manifestacions culturals i festivitats

#### Concerts i exposicions a l'Abadia
Desitjós de recuperar la influència cultural al Mont, el Centre dels Monuments Nacionals (CMN) organitza des de l'any 2010 una sèrie de concerts de prestigi a l'abadia entre maig i setembre. Per aquestes ocasions, l'any 2012 es va acabar la restauració de l'orgue.
El CMN ofereix exposicions cada any, inclosa una exposició d'Arnulf Rainer el 2012.

#### Festival«Tretze segles entre el cel i la mar»
Durant el desenvolupament de les festes del 13è centenari de la fundació del Mont, la diòcesi de Coutances i Avranches i l'associació Robert-de-Torigni van decidir, entre d'altres, crear un festival d'art cristià per «sensibilitzar el visitant al costat espiritual del Mont-Saint-Michel». Això va tenir lloc el juliol de 2008, coincidient amb les Jornades Mundials de la Joventut de 2008 organitzades a Sydney. Durant aquest mes de juliol, amb l'ajuda de les Fraternitats Monàstiques de Jerusalem del Mont-Sant-Michel, es van proposar dues setmanes de festa major, compostes per una setmana de concerts i activitats diverses (clàssica, gòspel, etc.) i una altra exposició (cal·ligrafia, enquadernació, dibuix). A més, van tenir lloc celebracions, revetlles i altres festes relacionades amb la JMJ a Sydney.
Després d'aquesta edició fundacional, el festival es va perpetuar, celebrant-se durant una setmana cada estiu.

## Economia
El Mont-Saint-Michel fa temps que «pertany» a unes poques famílies, que compartien els negocis de la ciutat i es feien càrrec de l'administració del poble. El turisme és, de fet, la principal, i fins i tot gairebé única, font d'ingressos per al municipi malgrat l'agricultura als pòlders. Hi ha una cinquantena de negocis per a 2,5 milions de turistes, mentre que només 25 persones dormen cada vespre al Mont (monjos inclosos) excepte als hotels. Encara avui, unes deu famílies comparteixen els principals establiments del municipi:
- Éric Vannier, propietari del grup Mère Poulard (propietari de la meitat dels restaurants, botigues i hotels del municipi intra i extramurs, així com tres museus);
- Patrick Gaulois, antic regidor, hoteler i restaurador intramuros (i a Saint-Malo);
- diverses famílies montoises que controlen Sodetour (cinc hotels, un supermercat i negocis tots extramurals, inclòs el Mercure La Caserne que es beneficia de l'afluència de turistes en el marc del Projecte Saint-Michel i rep el sobrenom de «Las Vegas» pels seus rètols cridaners).[63]

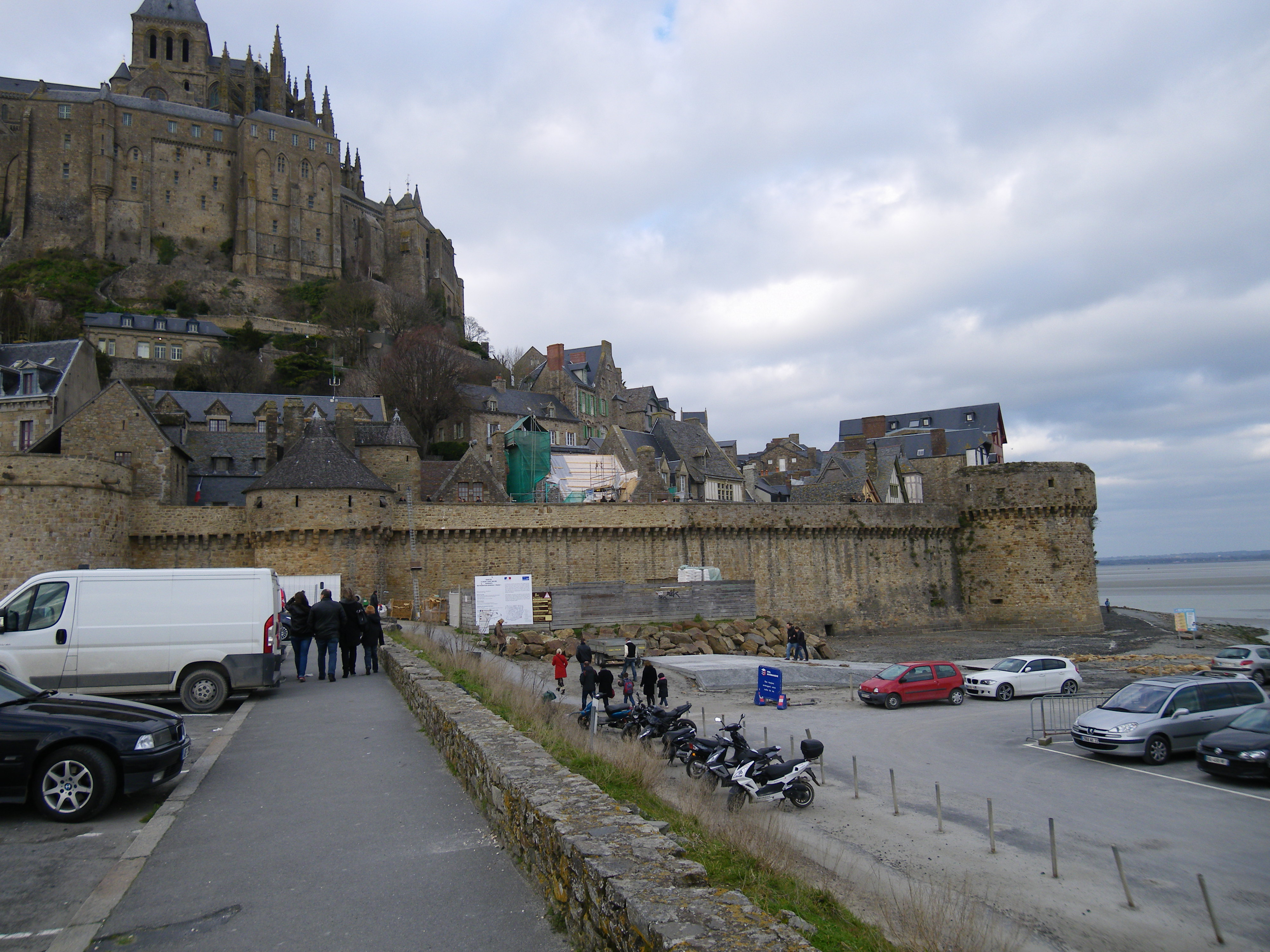
Aparcament, 2011
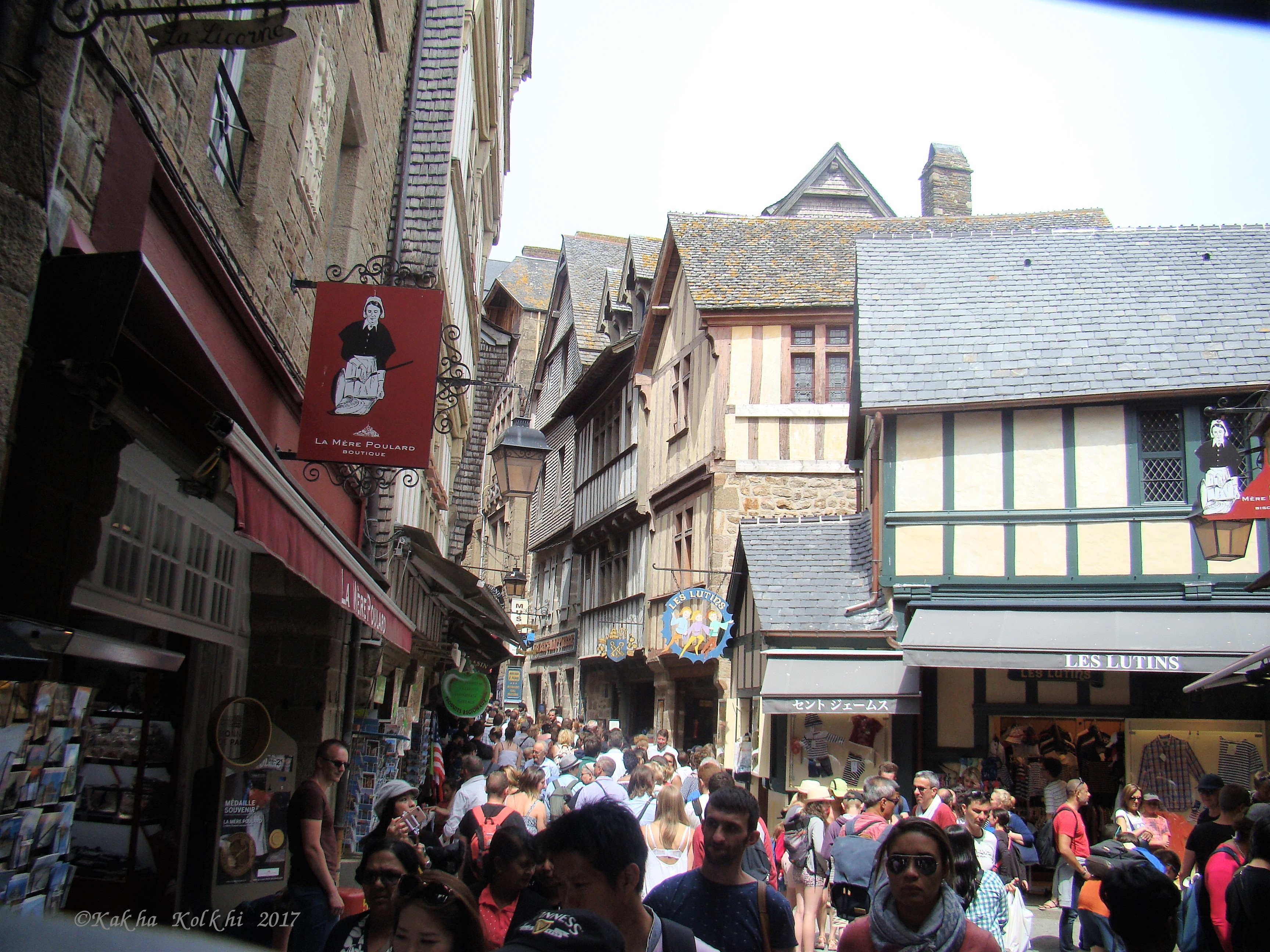
Turistes a Mont-Saint-Michel, 2017
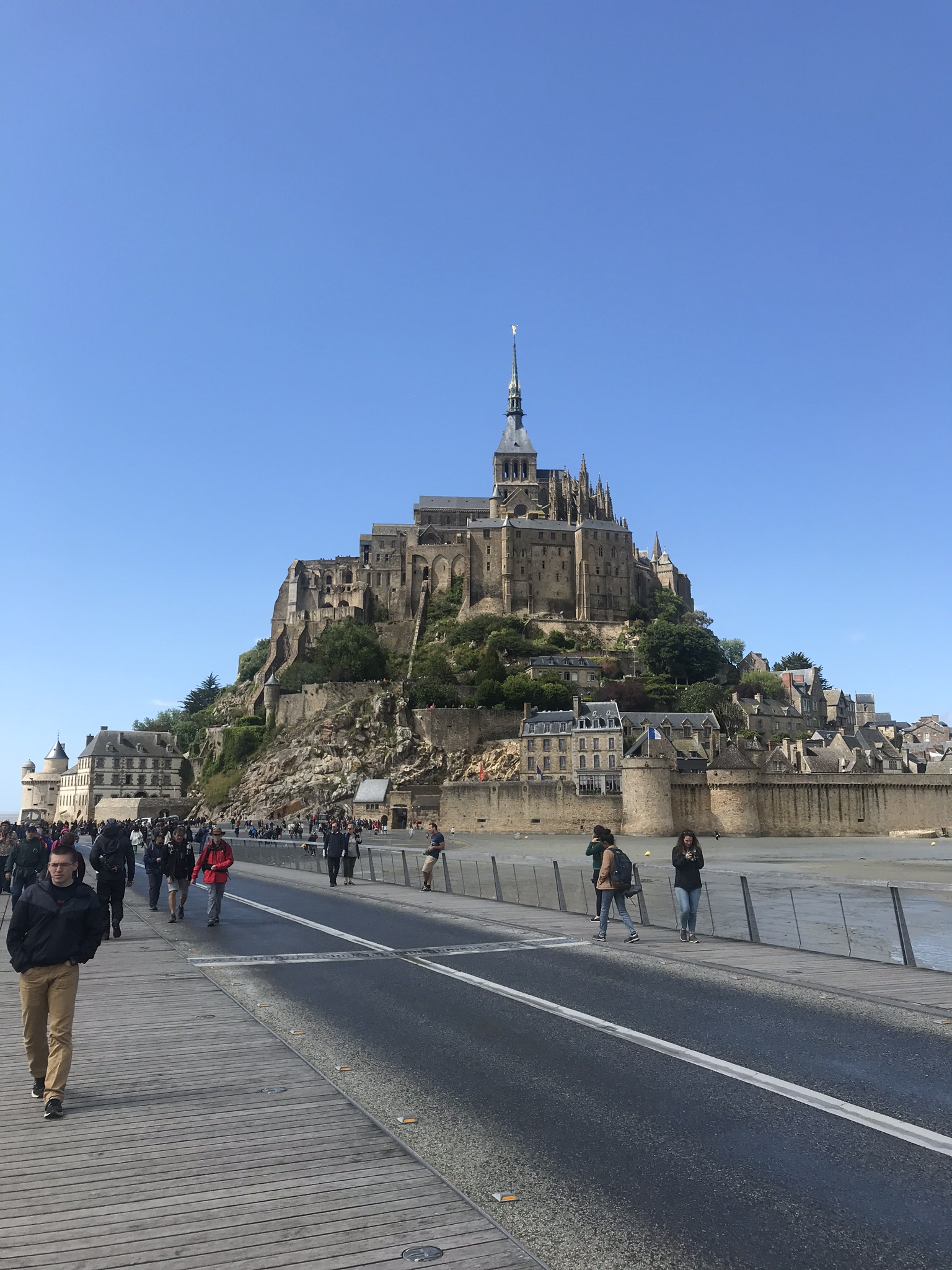
Accès a Mont-Saint-Michel, 2019

El Mont-Saint-Michel va ser anomenat «comuna turística» des de l'agost de 2009.
Com altres llocs que poden requerir la regulació dels fluxos turístics, el lloc és víctima del seu èxit i massificació turística. L'estiu del 2019, la policia va haver de descongestionar les 25.000 persones diàries, fet que va portar Yan Galton, alcalde de la ciutat, a voler «fer turística la badia» i no només el Mont. Per a Jean-François Rial, conseller delegat de Voyageurs du monde i president de l'oficina de turisme de París, és «un dels pitjors exemples de França» i «una bona solució és anar a Cancale per mirar de lluny». Jacques Bono, alcalde del Mont, va mantenir aquesta política en creure que el Mont-Saint-Michel ha de continuar sent «un municipi, amb llibertat de moviment» i va subratllar que sovint els turistes vénen de molt lluny sense fer reserves.

## Cultura local i patrimoni

### Monuments i indrets turístics
S'entra a la ciutadella per tres portes successives:
- les portes de l'Avancée (Avançat) que s'obren a les platges i al mar, s'obren al Cour de l'Avancée (Pati de l'Avançat) i estan formades per una porta per a carros (Porta del Carro) i una de vianants.[Nota 17] Els pelegrins que l'utilitzaven eren controlats pels guàrdies i després podien saciar la set, a la cantonada de l'escala del pati, a la font d'aigua potable la conca de la qual pren forma de petxina de Sant Jaume. El Pati de l'Avançat, que forma un espai triangular (un traçat que l'amaga dels trets des del camí d'accés), va ser dissenyat l'any 1530 pel tinent Gabriel du Puy.[49] Defensat per una passarel·la elevada (el cami de ronda) i una torre amb forma mitja lluna flanquejant les obertures del pati següent, aquest pati protegia l'entorn del pati del Boulevard.[68] L'escala condueix a l'antic cos de guàrdia burgès, una construcció de granit recoberta de petites teules, que ara acull l'oficina de turisme del Mont-Saint-Michel. Aquest pati exhibeix dues bombardes, anomenades «michelettes», de 3,64 i 3,53 m de llarg, respectivament, amb un diàmetre intern de 0,48 i 0,38 m, i amb un pes de 2,5 tones, llançaven projectils de 75 a 150 kg.[Nota 18][69][70] La tradició del Mont diu que aquests canons van ser abandonats per les tropes de Tomàs de Scales el 17 de juny de 1434 durant la Guerra dels Cent Anys i van ser repatriats intramuros com a trofeu pels habitants del Mont que en van convertir en el símbol de la seva independència;[71]

- al fons del pati, la Porta del lleó (referència a aquest animal gravada en un escut amb les armes de l'abat Robert Jollivet) s'obre al pati del Boulevard construït l'any 1430 per Louis d'Estouteville,[49] capità de Mont-Saint-Michel (1424-1433) i governador de Normandia. Aquest pati reduït està ocupat per edificis moderns del segle xix, entre els quals hi ha el restaurant Mère Poulard i l'hotel Terrasses Poulard, propietats del grup Mère Poulard, grup industrial i hoteler propietari de gairebé la meitat dels hotels i restaurants del Mont;[72]

- originalment l'única entrada al poble, la Porta del Rei va ser construïda cap a 1415-1420 per Louis d'Estouteville.[49] Va ser protegit deu anys més tard per una barbacana que ara es diu Cour du Boulevard. Equipat amb un rastell, està precedit per un pont llevadís reconstruït l'any 1992 per l'arquitecte Pierre-André Lablaude, i per una séquia plena d'aigua els dies de marea alta.[73] Damunt d'aquesta porta hi ha l'habitatge del Rei, un apartament de dos pisos que servia d'allotjament a l'oficial que representava el poder reial i encarregat pel sobirà de vigilar l'entrada al poble. Aquest allotjament acull actualment l'ajuntament del Mont. El marc rectangular situat a sobre de la Porta del carro estava antigament decorat amb un relleu que ara s'ha esvaït. Representava l'escut del rei, l'abadia i la ciutat: dos àngels que sostenien l'escut reial amb tres flors de lis coronades per la corona reial, per sota de dues línies de petxines col·locades de dos en dos (recordatori del Mont, vassall del rei de França) i com a suport dos peixos col·locats en doble faixa ondulada (evocació ones del mar durant les marees).[74]

A continuació, el visitant entra a la Grand-Rue (carrer principal) del poble, un carreró estret de només 200 metres de llarg que s'enfila cap a l'abadia, serpentejant entre dues fileres de restaurants, hotels i botigues que ofereixen objectes religioses i nombrosos objectes de record fets a la Xina, motiu pel qual estan designats com els «Comerciants del Temple». L'explosió del turisme de masses a la dècada del 1960 va portar els Montois a convertir aquest carreró en el carrer comercial més rendible de França per metre quadrat transformant les seves cases en negocis els aparadors i l'arquitectura dels quals evoquen un imaginari medieval i històric reconstruït i reinterpretat; el lloc turístic, que atrau entre 2,5 i 3,5 milions de visitants a l'any, s'ha convertit en una font de beneficis sucosos i cobejats a l'origen d'una rivalitat comercial i una batalla legal entre els alcaldes Patrick Gaulois i Éric Vannier, que tots dos tenen importants interessos comercials al Mont. No obstant això, continua sent la principal artèria de la població, plena de turistes els dies de feina, la qual cosa fa que la pujada a l'abadia sigui dificultosa. Segons el periodista Lomig Guillo, «és el camí més marcat, fet per la majoria dels visitants; Tanmateix, té poc interès. Totes les cases del carrer alberguen botigues de souvenirs, hotels o restaurants i són reconstruccions més o menys recents de residències de l'edat mitjana. Els venedors d'entrades amb descompte del museu marítim, després els del museu històric, animen els turistes que es dirigeixen a l'abadia a visitar aquests establiments privats: és millor evitar-los, la seva entrada és cara i l'interès és mediocre».

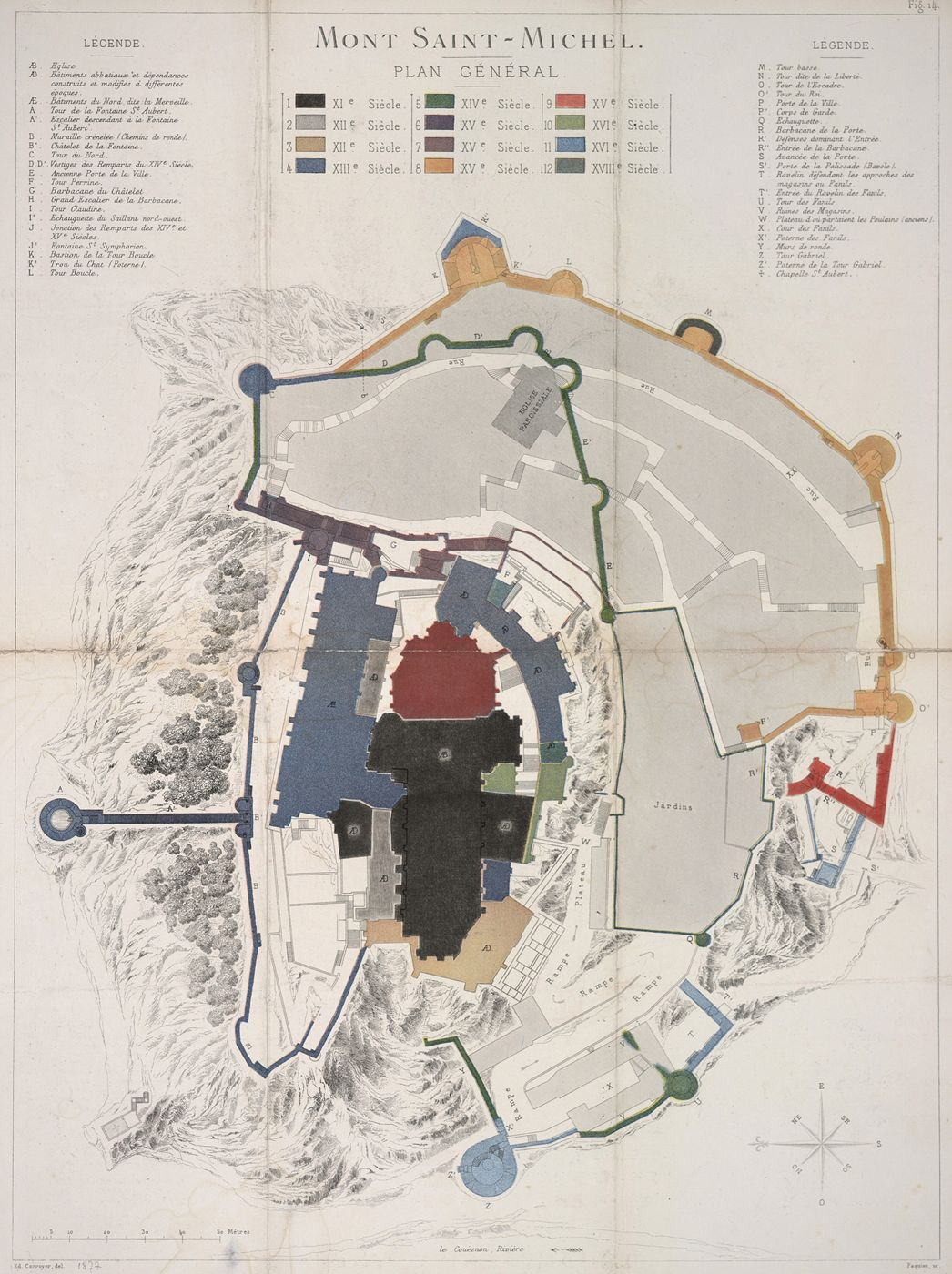
Pla general del Mont-Saint-Michel d'Édouard Corroyer (1874)
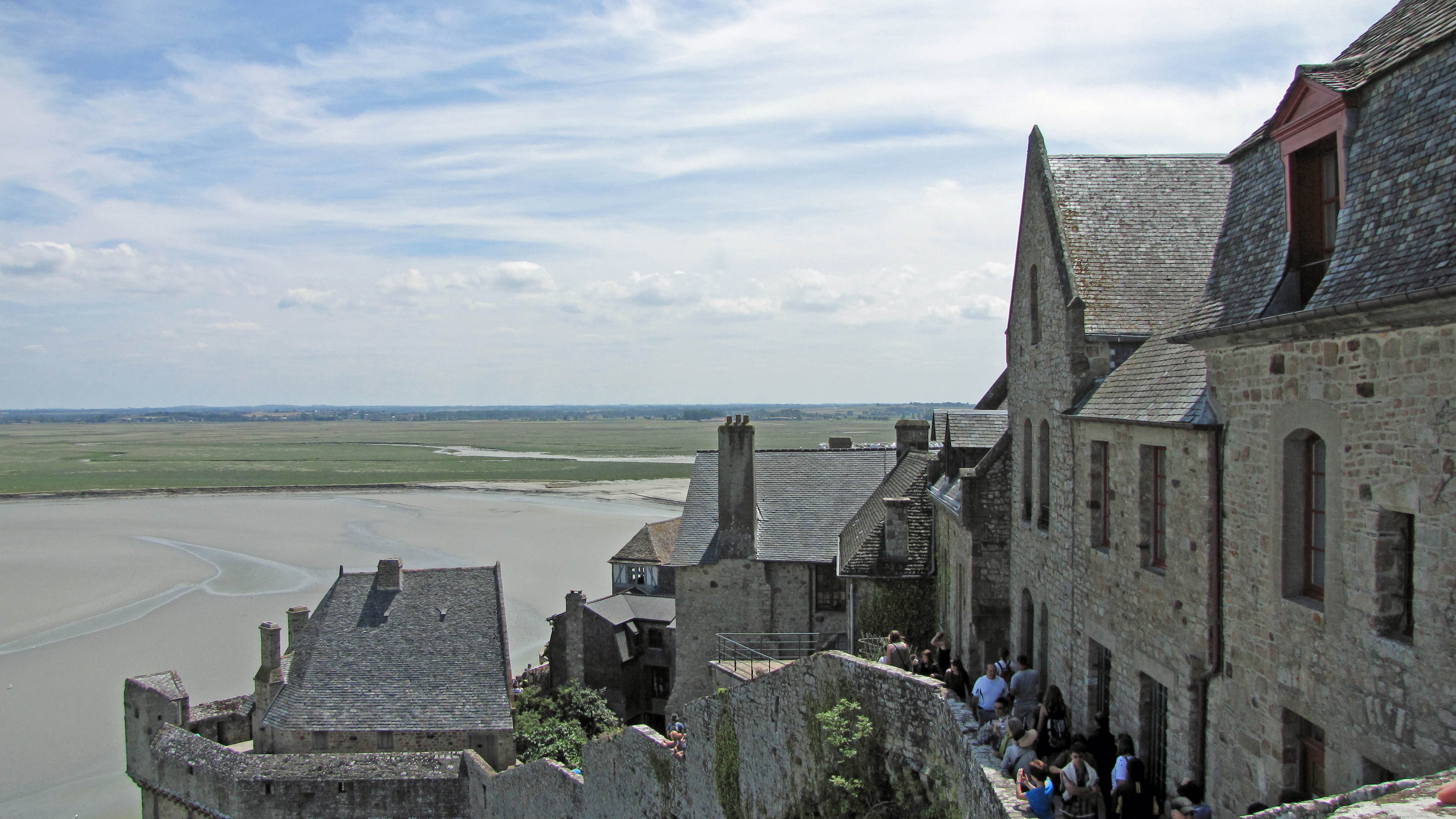
Vista de la badia de les fortificacions

Les cases de la Grand-Rue daten majoritàriament de finals de segle xix i principis del xx; la Casa de la Carxofa, l'Hotel Saint-Pierre (de la família Picquerel-Poulard construït l'any 1987 davant de l'hotel La Licorne), la Casa de Tiphaine (que acull el quart museu privat del Mont i que encara pertany als descendents de Bertrand du Guesclin).
Prop d'aquesta casa, es pot veure una porta romànica, darrer vestigi del convent de Santa Caterina. La fonda Mouton Blanc amb la façana coberta de taulers de fusta és una de les poques cases que es remunten a l'edat mitjana. La pujada final cap a la porta de l'abadia es fa pel gran graó exterior (escala). De 4 metres d'amplada, estava bloquejat a mig camí per una porta basculant, custodiada per un vigilant instal·lat en un rebaix visible a l'esquerra. Els Montois anomenen a aquesta escala els Monteux. L'entrada a l'abadia es fa a través de la Belle Chaise, tant la porteria com la caseta de guàrdia on l'abat administrava justícia i que va ser construïda per l'abat Richard Turstin entre 1236 i 1264.

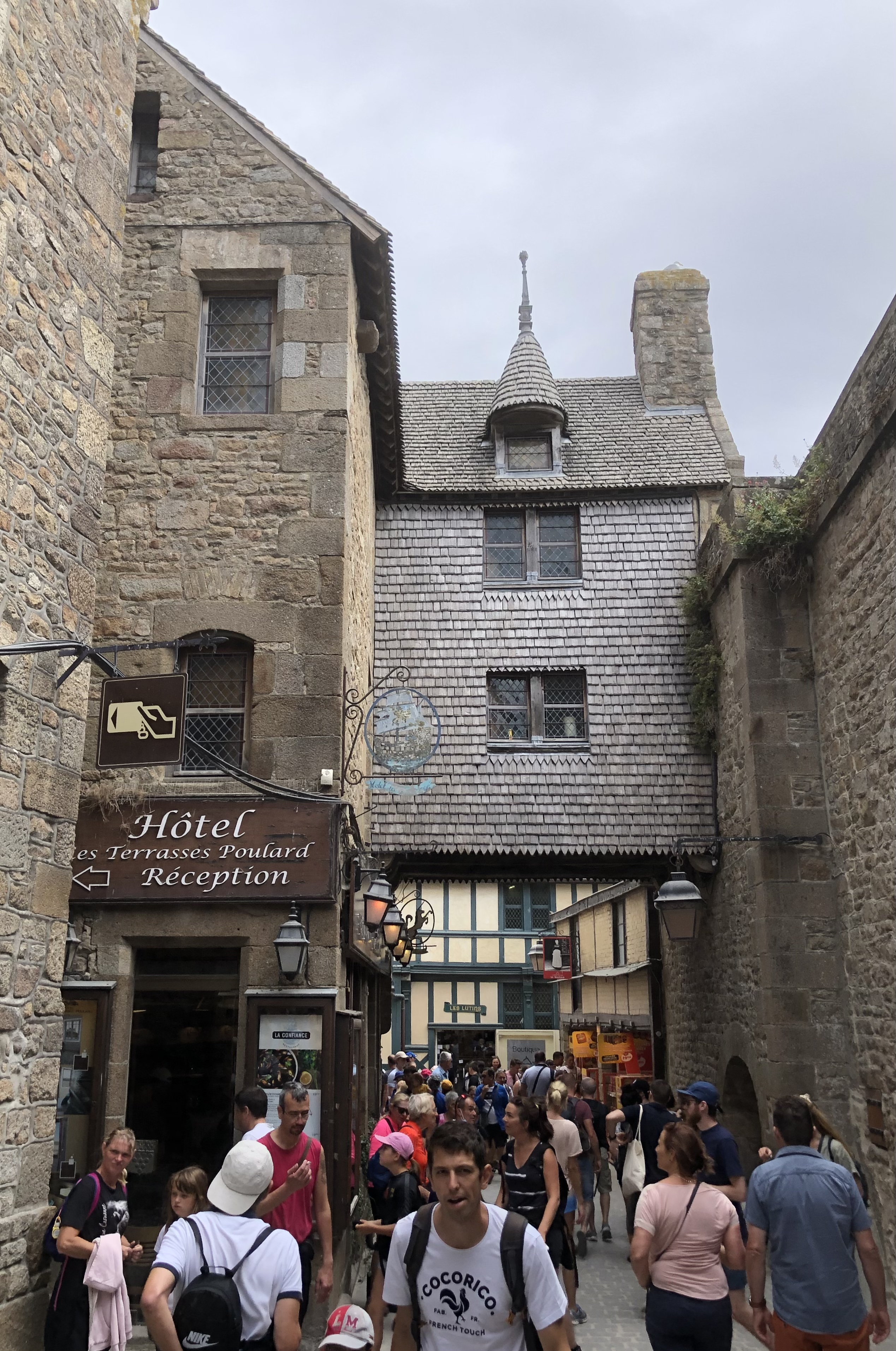
Casa de la Carxofa
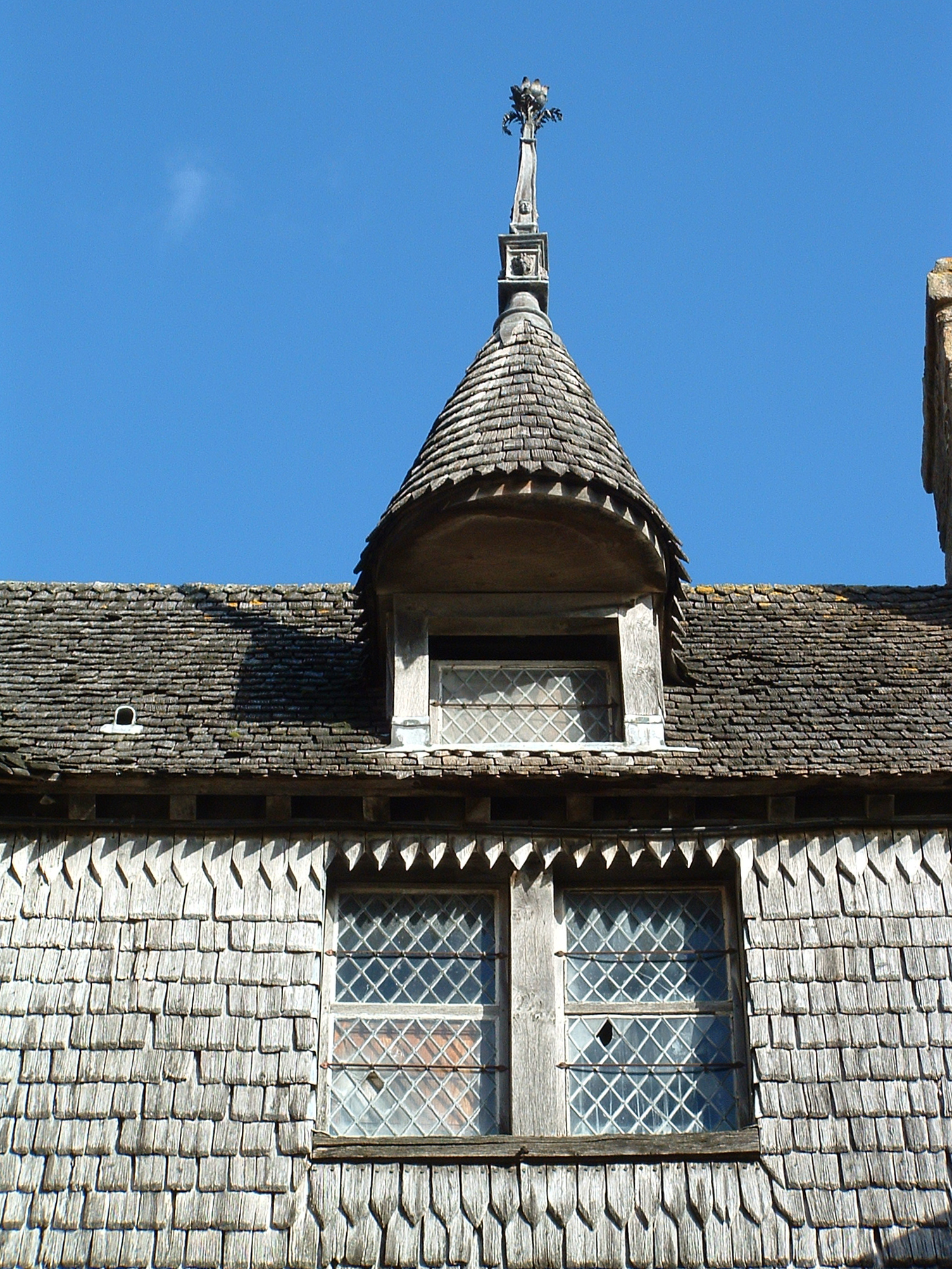
Detall de la Casa de la Carxofa

El camí de ronda de les muralles, travessada per lladroneres i flanquejada per set torres, ofereix nombroses vistes sobre la badia, fins on es veu, però també sobre les cases del poble. Els blocs d'habitatges estan formats per dos tipus de construcció (habitatges d'entramat i de pedra), però la coloració de les façanes no sempre permet diferenciar-les. Les torres són successivament i de baix a dalt: Torre del Rei (prop de l'entrada), Torre Arcade, Torre de la Llibertat, Torre inferior (reduïda al segle xvi per donar una esplanada a l'artilleria), torre de Cholet, Torre de la Boucle i el seu gran baluard i la seva poterna Trou du Chat (avui inaccessible) i finalment la Torre Nord.

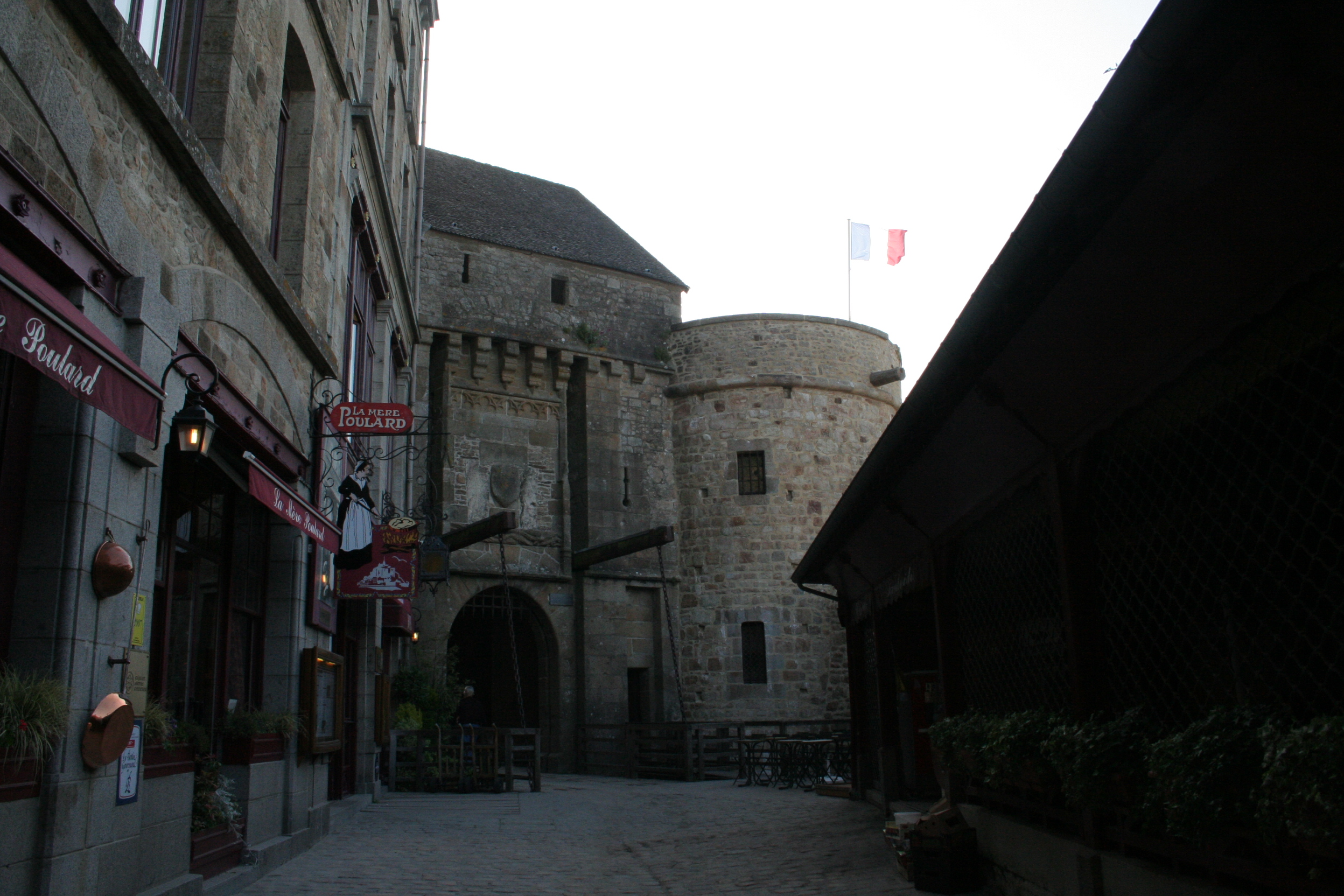
Pati del Boulevard amb el restaurant Mère Poulard a l'esquerra i la Porta del Rei al fons
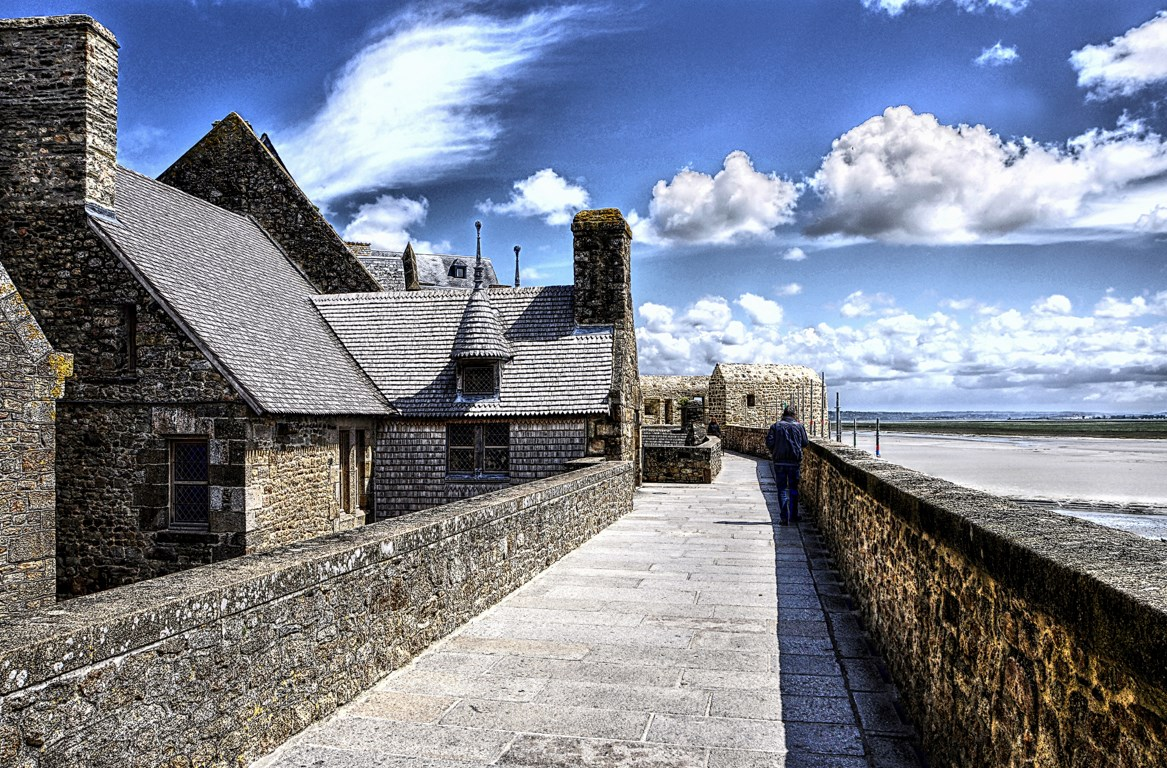
Camí de ronda

Una petita escala uneix a la dreta el pati de la barbacana emmerletada dissenyada a finals de segle xiv durant l'abadiat de l'abat Pierre Le Roy. Dotada d'espitlleres, protegia la porta d'entrada de l'abadia formada per dues torres rodones col·locades en mènsules, sostingudes per cul-de-lampe piramidals motllurats. El pati està dominat pel gablet oriental de la Merveille i per la silueta esmolada de la Torre Corbins que el flanqueja. Sota l'arc escarser de l'entrada hi ha una escala molt empinada que es perd a l'ombra de la volta, per això s'anomena «le Gouffre». S'accedeix a la sala de la Guàrdia, l'autèntica entrada de l'abadia.

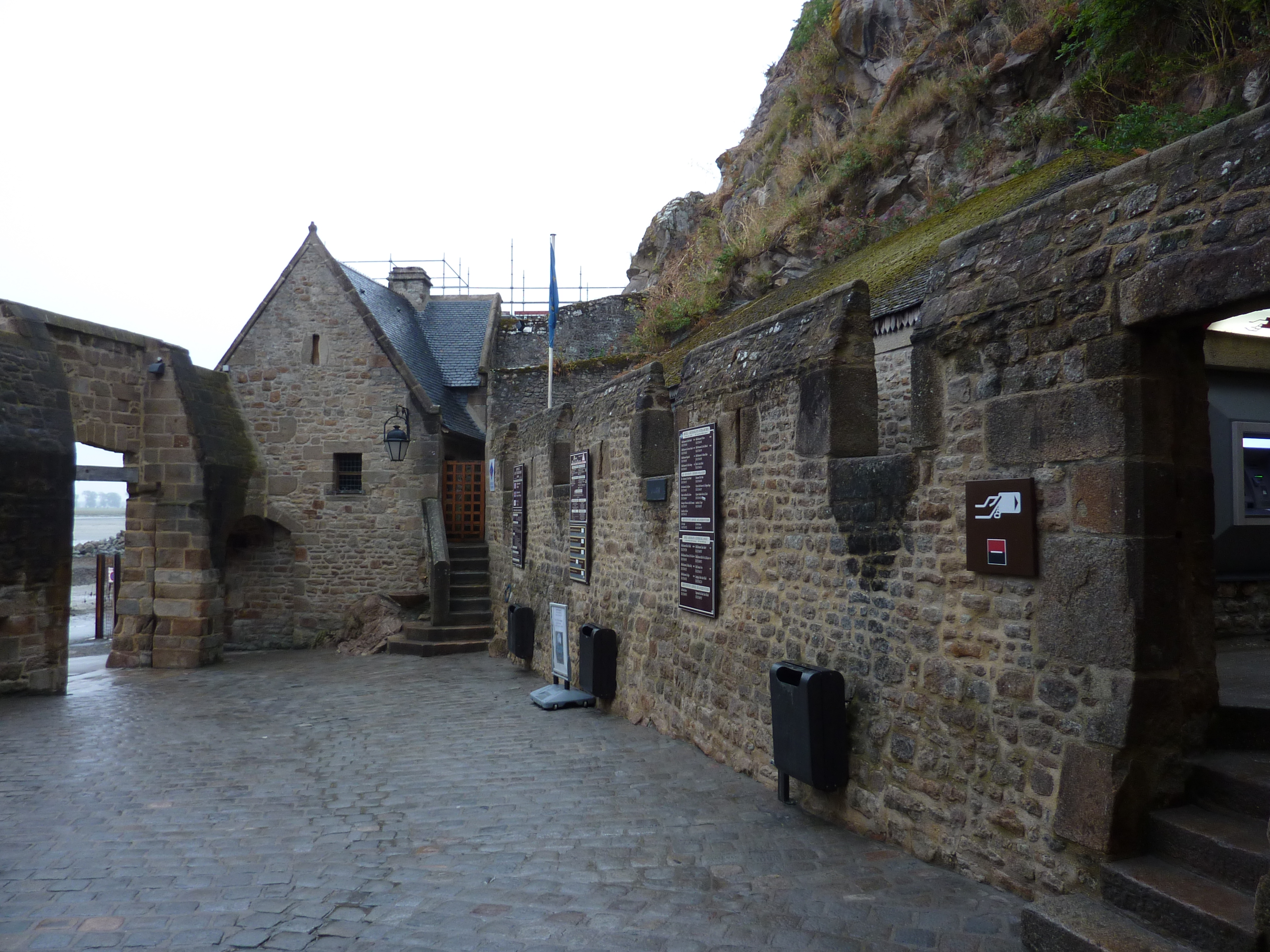
L’entrada del Mont i el Pati de l’Avancée amb els seus panells informatius a la paret
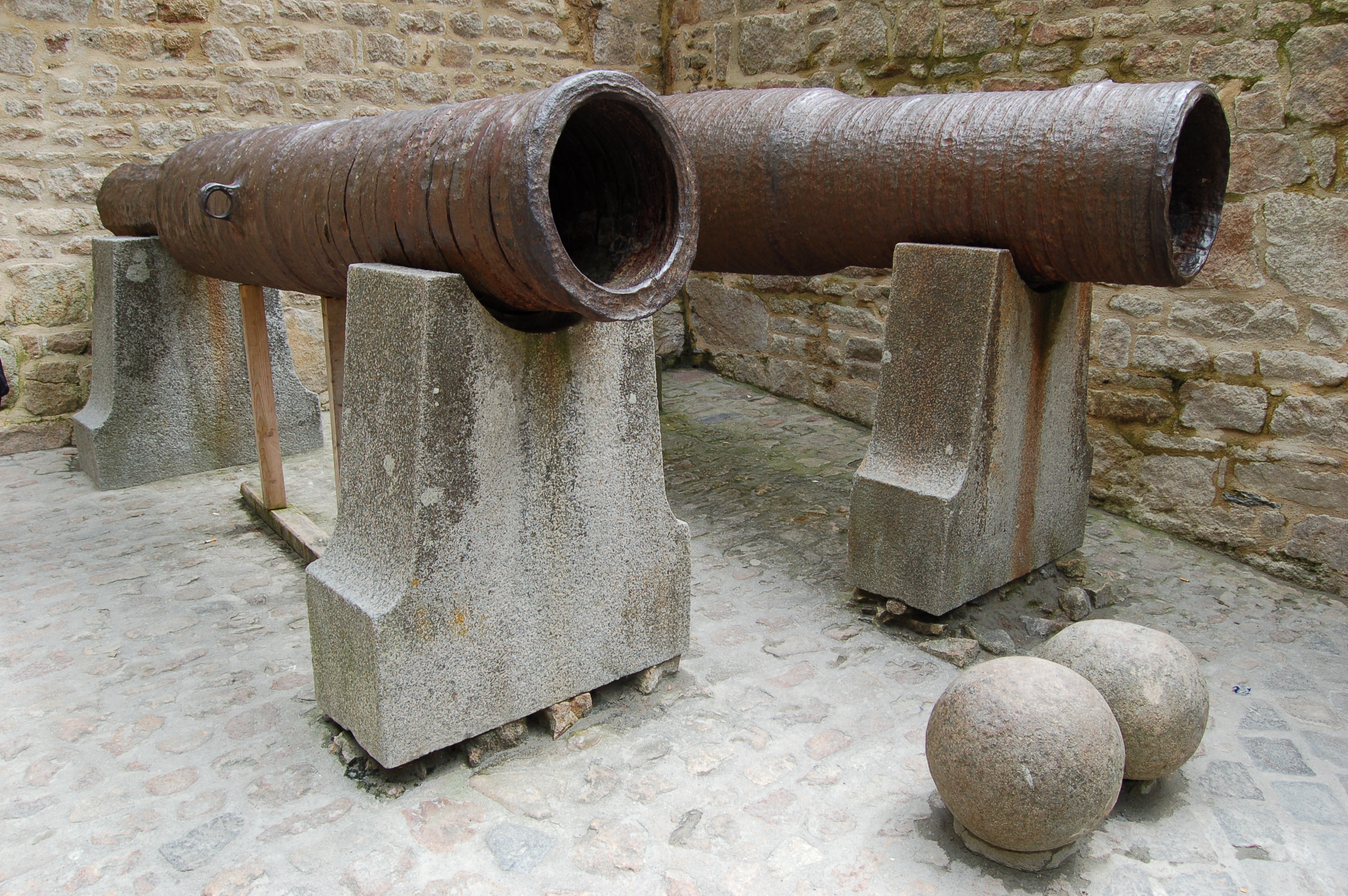
Bombardes angleses amb les seves bales de canó de pedra

A l'oest, la segona entrada al Mont, amb el conjunt fortificat de Fanils, està formada per la porta i el revellí de Fanils (1530), la Torre de Fanils i Talaia de la Pilette (segle xiii) i la Torre de Gabriel (1530).

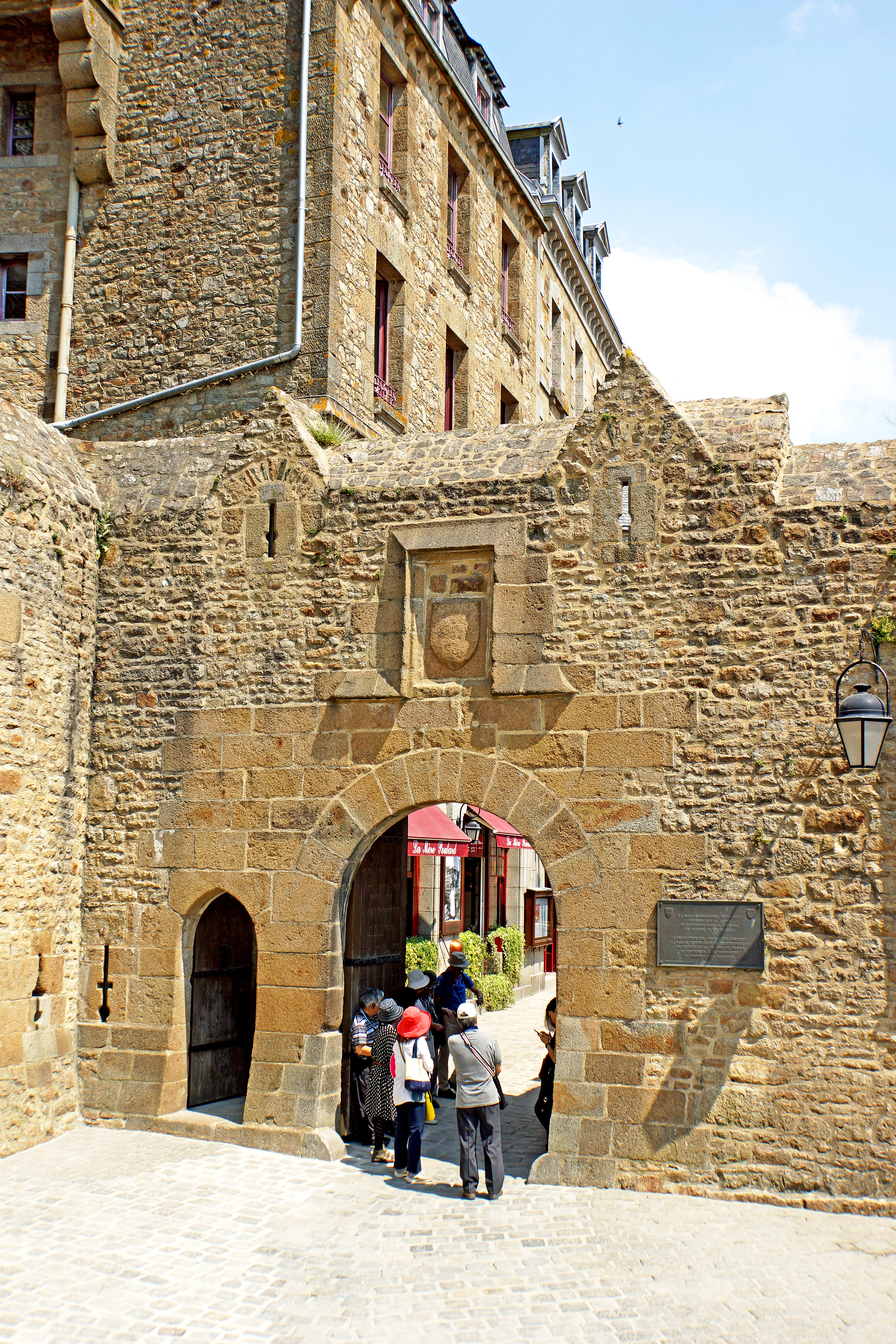
Porta del Lleó
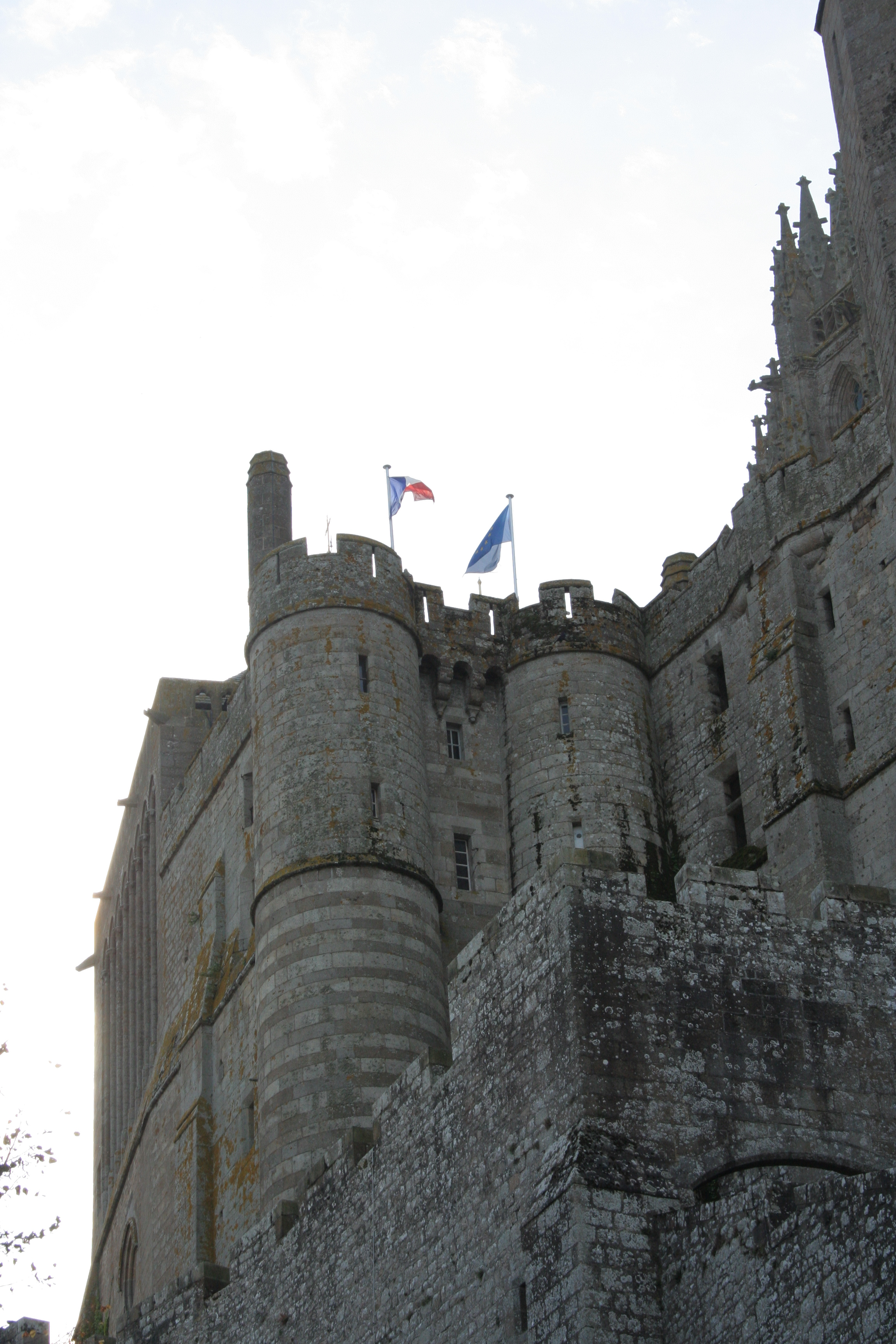
Châtelet d'entrada de l'abadia
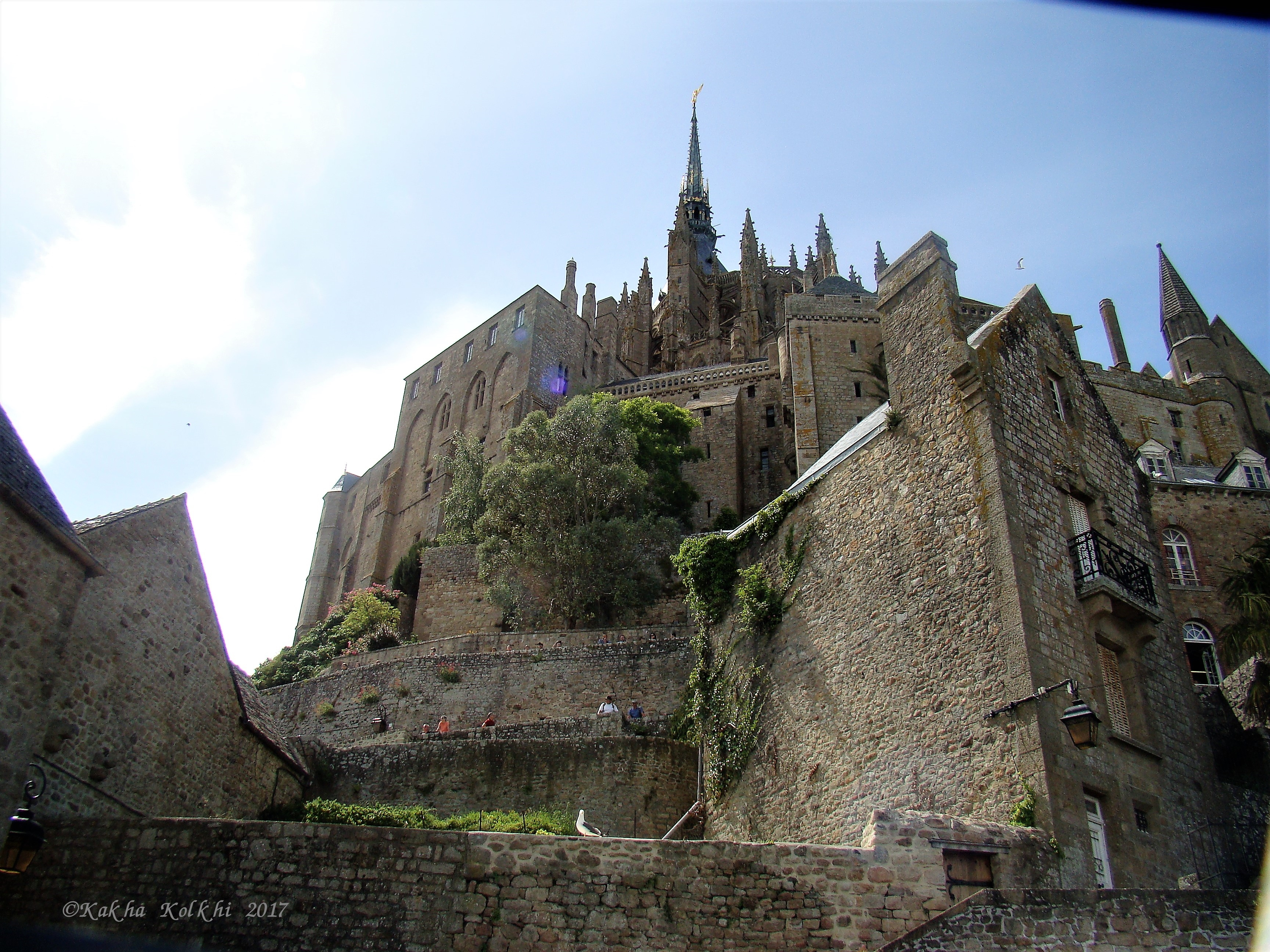
El Mont Saint-Michel

Seixanta-un edificis situats a l'illa estan protegits com a monuments històrics, per diverses campanyes de protecció, realitzades especialment els anys 1928 i 1934.

### L'Abadia i el Centre dels Monuments Nacionals
L'abadia, les muralles i determinats edificis, entre ells l'edifici conegut com els Fanils, són propietat de l'Estat i gestionats pel Centre dels Monuments Nacionals (CMN) de França, establiment d'administració pública sota la supervisió del Ministeri de Cultura. L'any 2011, l'abadia va rebre 1.335.000 visitants. És el segon monument nacional més visitat, després de Notre-Dame de París (la Torre Eiffel i el Palau de Versalles no són gestionats pel CMN).

### Presència religiosa

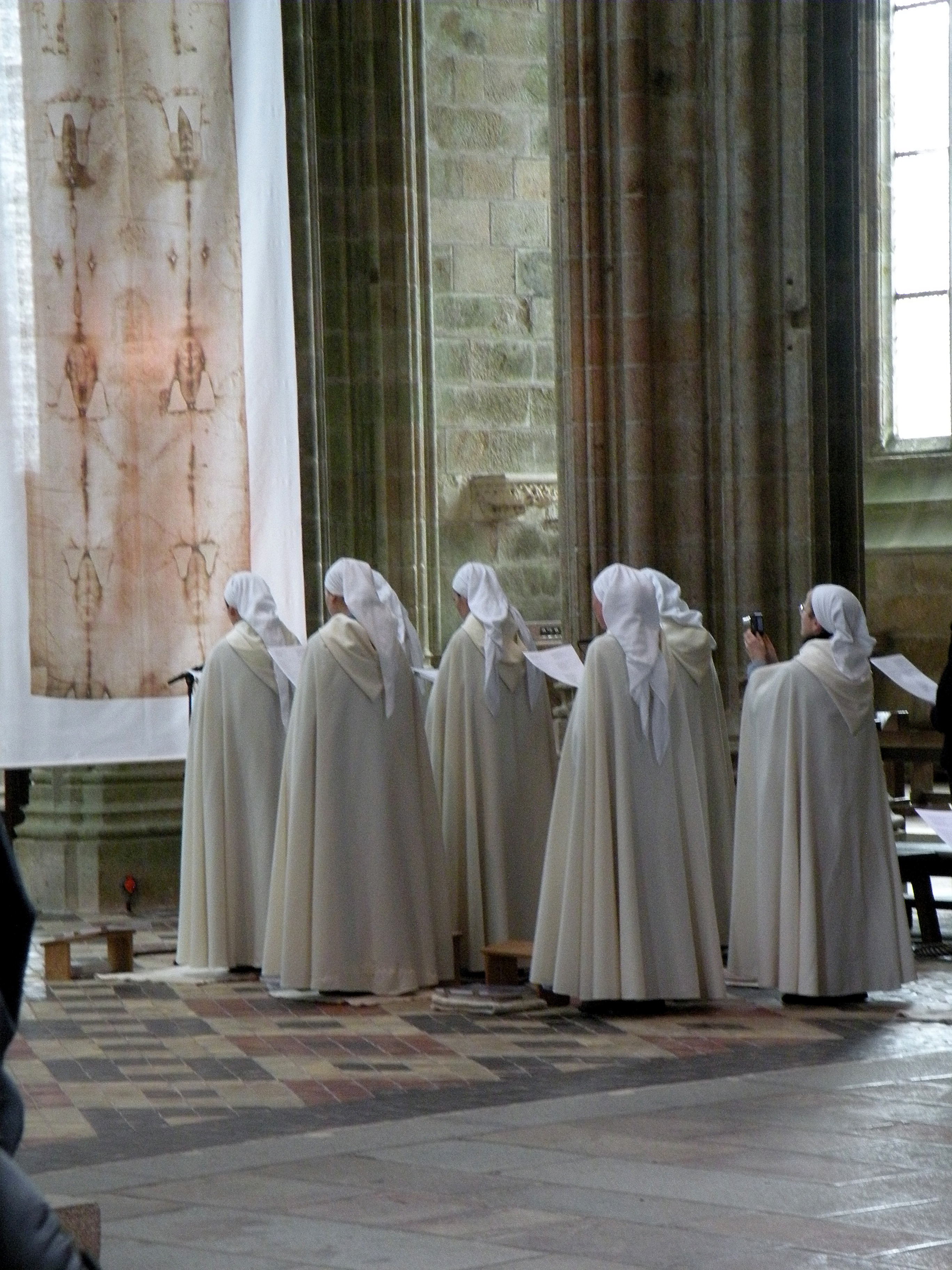
Monges de les Fraternitats Monàstiques de Jerusalem a l'església abacial, 2009

Des de l'any 2001, els germans i germanes de les Fraternitats Monàstiques de Jerusalem, procedents de l'església de Saint-Gervais-Saint-Protais de París, tenen presència religiosa durant tot l'any. Substitueixen els monjos benedictins, que havien tornat al Mont des del 1966. Són els llogaters del Centre dels Monuments Nacionals i no intervenen en la gestió de l'abadia. Des del 2008, el germà Théophane és el prior de les confraries, present al Mont amb onze religiosos (cinc germans i sis germanes).
Així, cada dia, la comunitat es reuneix per als oficis a l'església de l'abadia (o a la cripta de les espelmes de Notre-Dame des Trente Cierges a l'hivern), retornant així l'edifici a la seva funció original, per pregar i cantar la glòria de Déu. Això no deixa d'atraure visitants i pelegrins que acudeixen en gran nombre a les diferents celebracions litúrgiques. La restauració d'una casa del Mont, el Logis Saint-Abraham, va ser realitzada per la comunitat, i ha permès, des de l'octubre de 2012, acollir els pelegrins jubilats.
Des del 2021, les confraries col·laboren amb sacerdots de la comunitat de Saint-Martin, convocats pel bisbe de Coutances, Laurent Le Boulc'h, per servir el santuari del Mont i el priorat d'Ardevon. Pierre Doat exerceix de rector del santuari i és assistit per altres dos membres de la comunitat per atendre les necessitats de les parròquies veïnes de Pontorson i Saint-James. El va succeir Maurice Franc.
No lluny del Mont, el bisbat de Coutances i Avranches ha fet, des de l'any 2015, del priorat d'Ardevon un lloc addicional d'acollida per a pelegrins i altres visitants.

### Heràldica

Antic escut de Mont-Saint-Michel (fons atzur amb dues faixes ondulades sinople i amb dos salmons argent col·locats cadascú sobre una de les faixes)
Actual escut de Mont-Saint-Miche.[92][93]
L'escut d'armes de l'Abadia del Mont-Saint-Michel (amb 10 petxines d'argent i flors de lis) s'atribueix sovint erròniament al Municipi

### Gastronomia local
El Mont Saint-Michel es troba a la desembocadura del Couesnon. Pel costat de la terra, els antics dics han permès, fins avui, recuperar terres al mar dedicades a l'agricultura i la ramaderia (inclosa la d'ovelles, anomenada ovella de prat salat). La carn de vedella o d'ovella de prat salat és una especialitat local que es degusta millor a la brasa al foc de llenya.

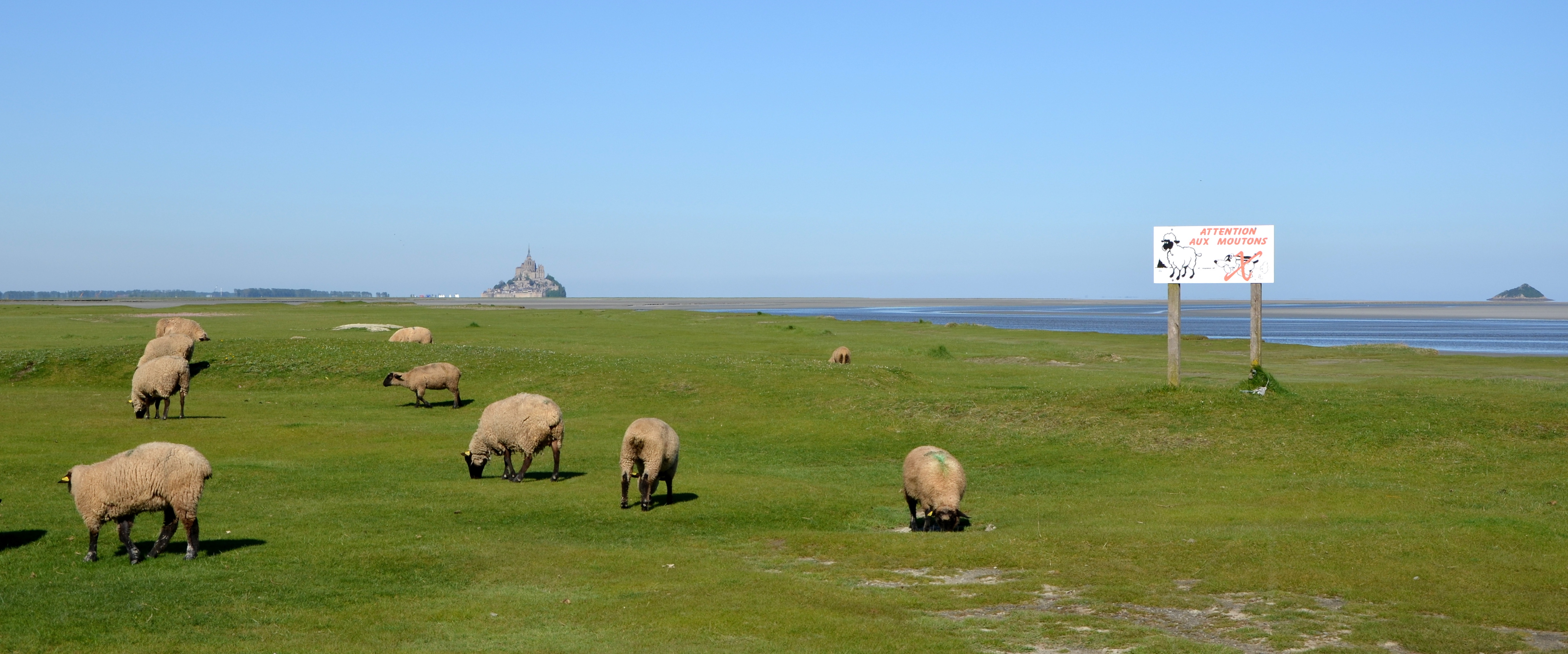
Ovelles de prat salat a la badia de Mont-Saint-Michel
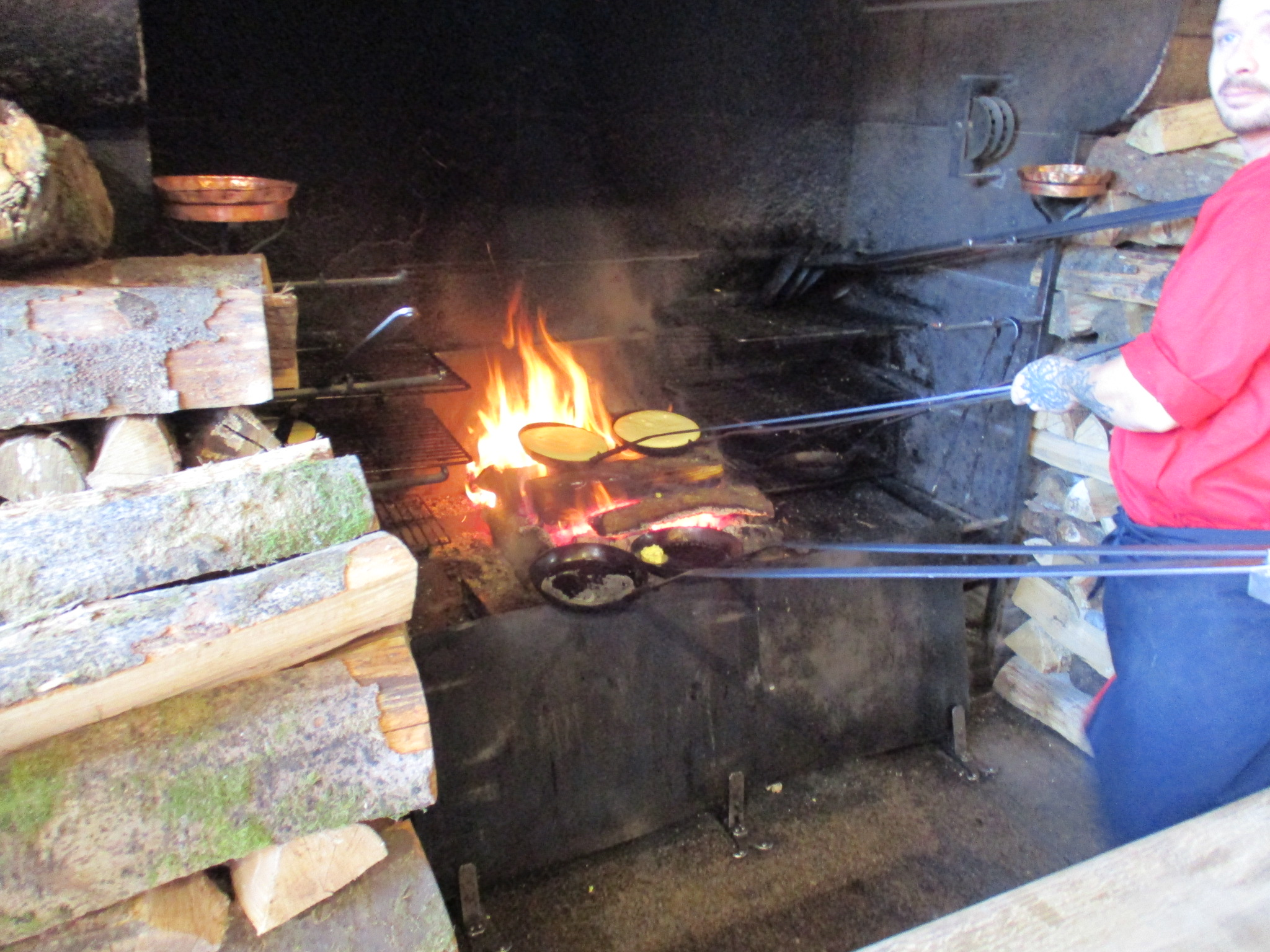
Elaboració de la truita de la Mère Poulard

Una important activitat mediàtica, en la qual va participar de facto el dissenyador Christophe amb la seva família Fenouillard, envolta l'elaboració de la truita de la Mère Poulard (del nom del restaurant situat al poble i reconegut per aquesta especialitat). Està feta d'ous i crema fresca, batut a fons en un recipient de coure amb una llarga batedora a un ritme especial que els vianants poden escoltar abans de cuinar-la en una paella de coure al foc de llenya.

### El Mont-Saint-Michel i les arts

#### En la pintura
Des de l'edat mitjana, el Mont-Saint-Michel ha estat objecte de representació, especialment en manuscrits il·luminats. La representació més famosa es troba sens dubte a les Les molt riques hores del Duc de Berry, que il·lustra la «Festa de l'Arcàngel» al llibre d'hores. La miniatura s'atribueix a un dels germans Limbourg, que la va pintar entre 1411 i 1416.

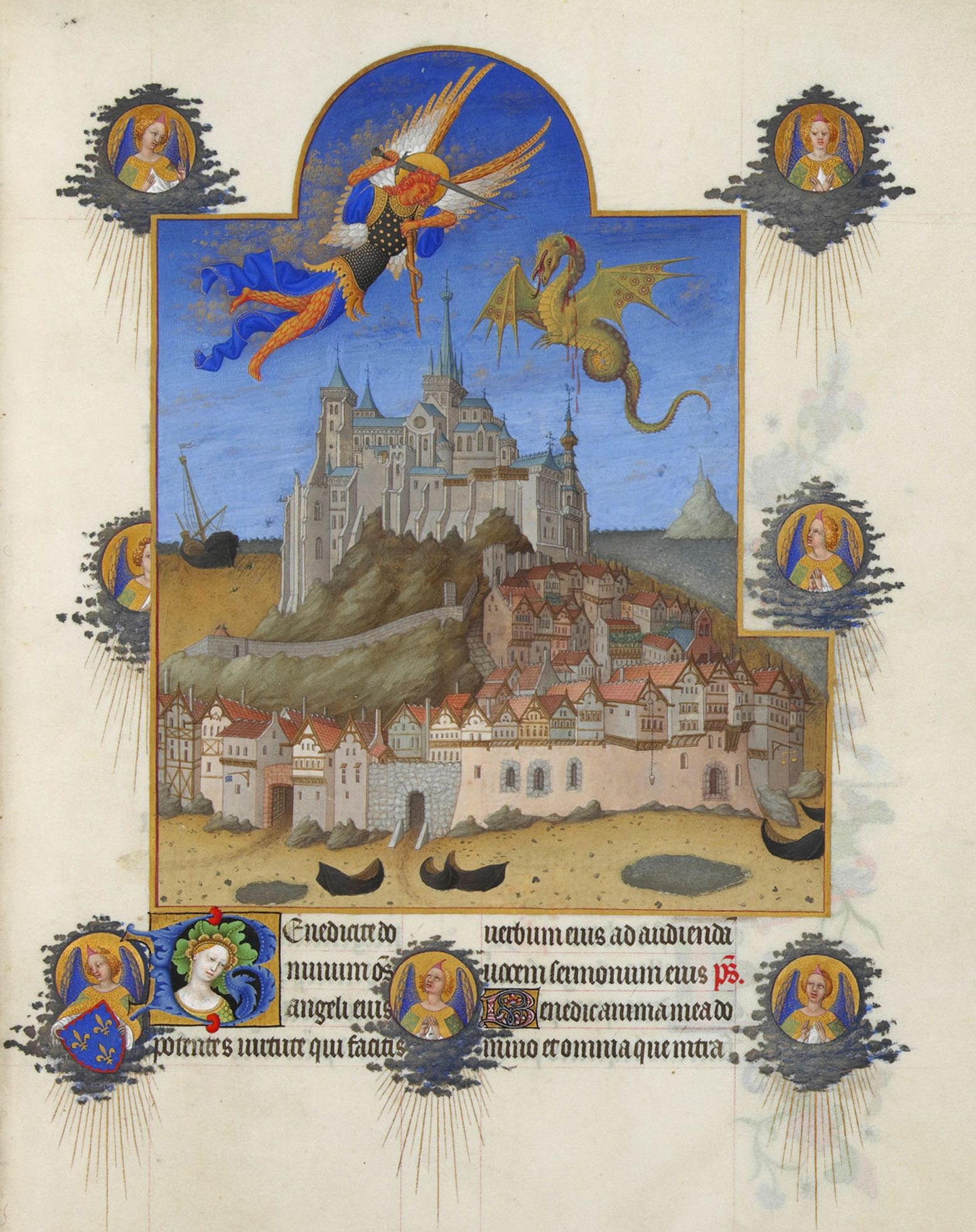
«La festa de l'arcàngel», Les molt riques hores del Duc de Berry. Museu Condé, Chantilly, ms.65, f.195.
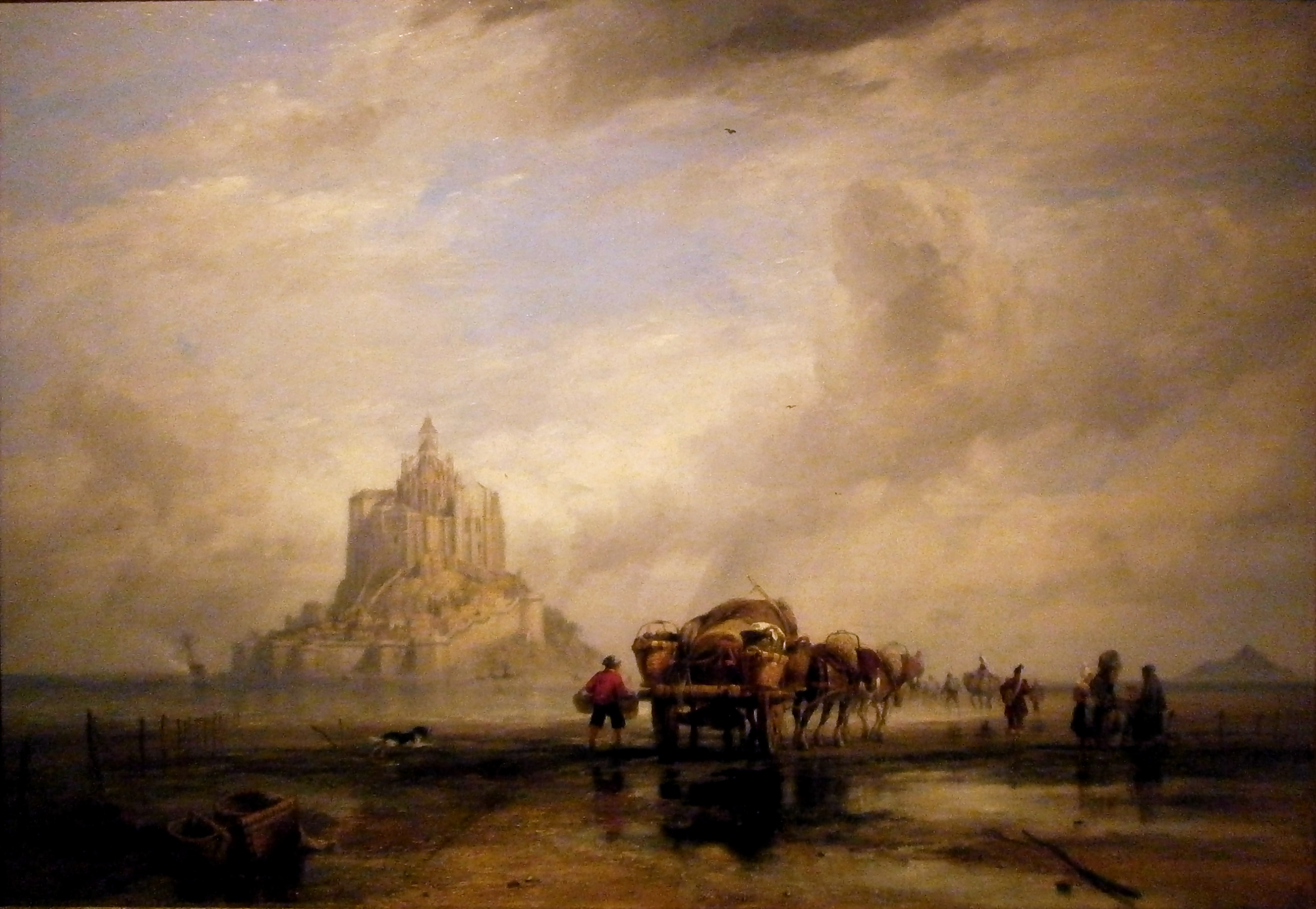
Edward William Cooke: Mont Saint-Michel, Normandie (1831, Museu Victoria i Albert)
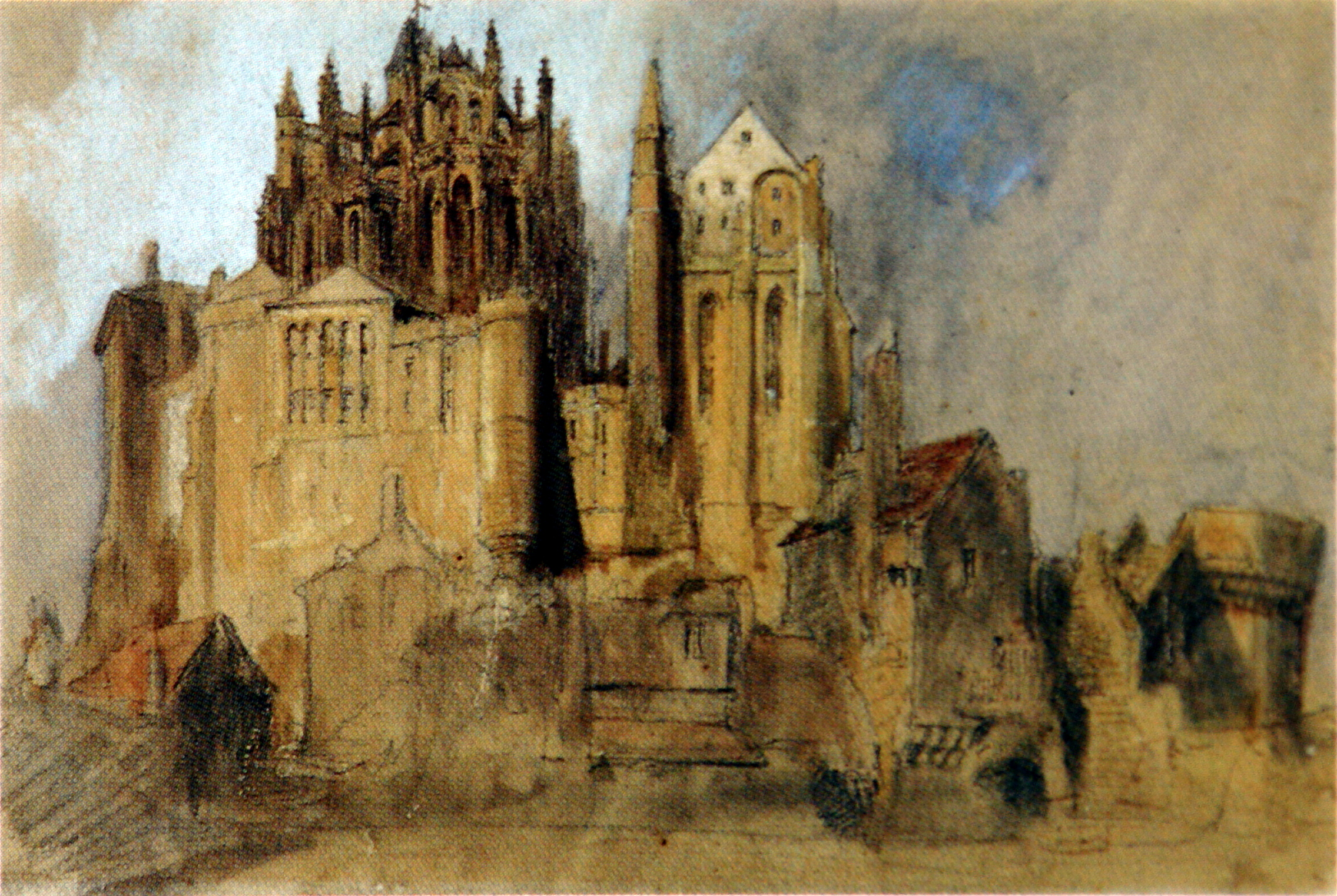
John Ruskin: La Merveille (1848)

Però trobem el Mont representat en almenys altres set llibres d'hores del segle xv. Aquest és particularment el cas de Les molt belles hores del Duc de Berry o Hores de Brussel·les, en una escena de la fugida a Egipte (cap al 1400); al Llibre d'hores de Boucicaut (Museu Jacquemart-André) al foli 11v (cap al 1405); a les Hores de Sobieski conservades al castell de Windsor, (f.204v) atribuïdes al Mestre de Bedford; i el Llibre d'hores per a l'ús de Nantes conservat a la Biblioteca Bodleiana (1450-1455).

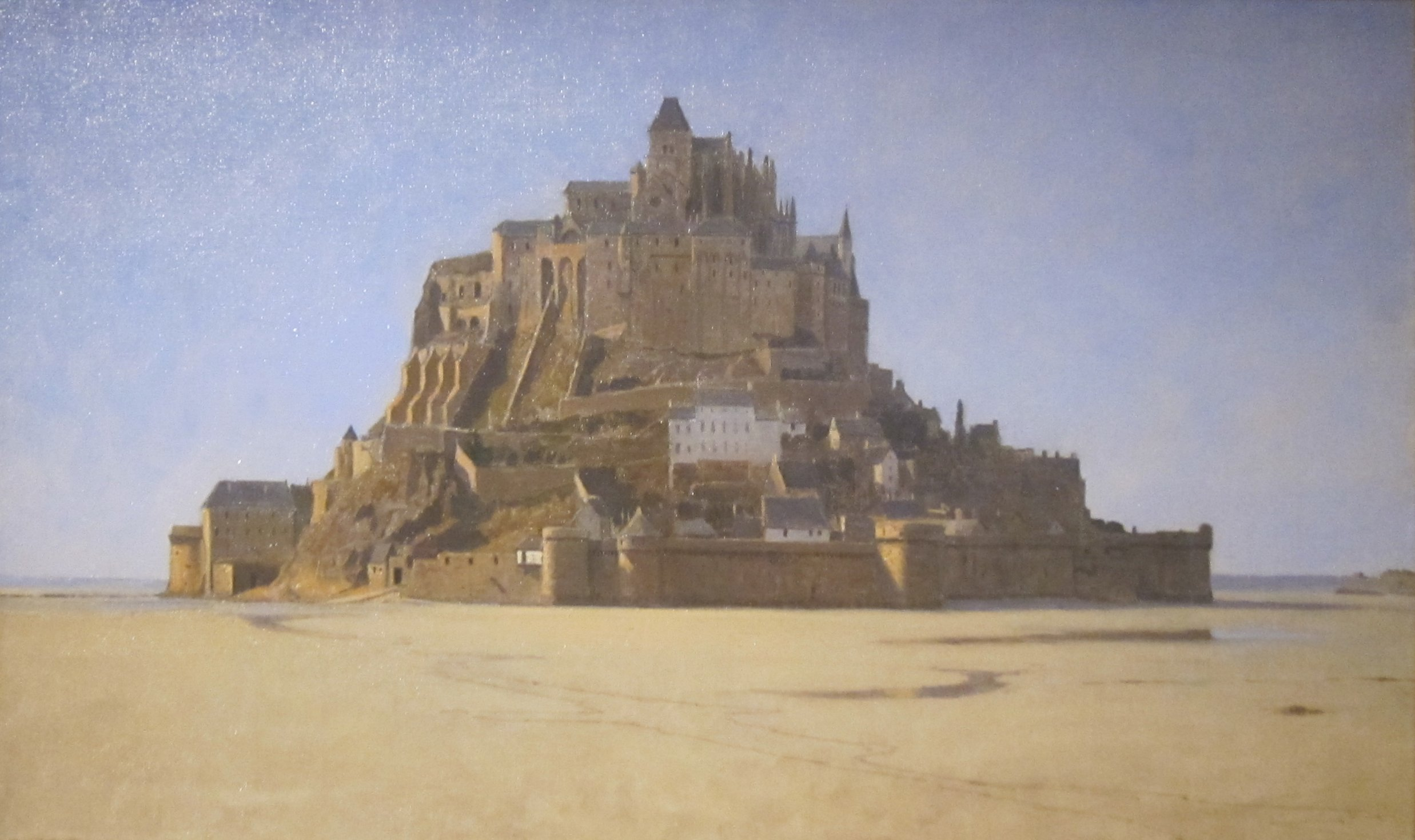
William Stanley Haseltine: El Mont-Saint-Michel (1868, Museu de Belles Arts de San Francisco)
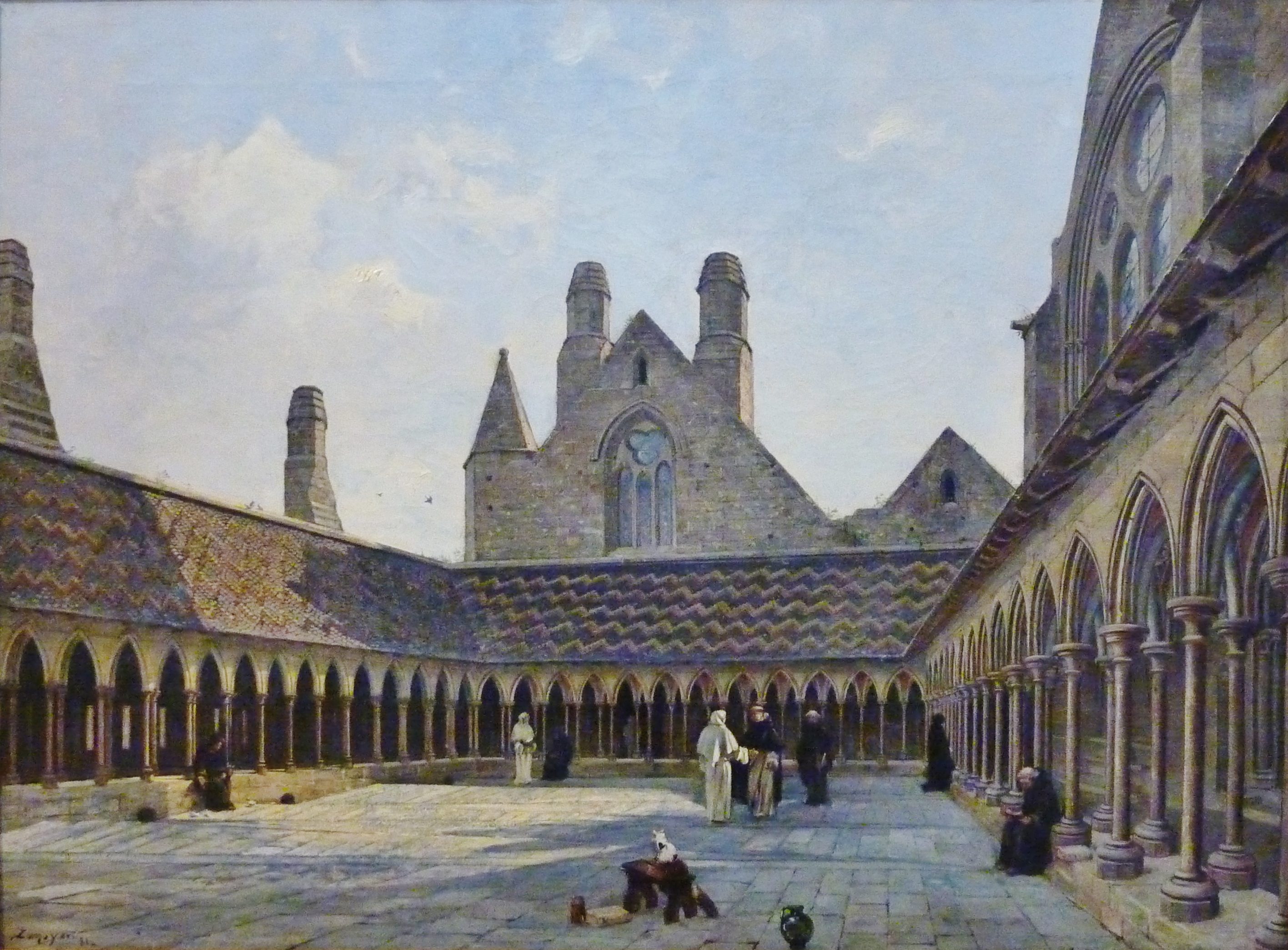
Emmanuel Lansyer: El claustre del Mont-Saint-Michel (1878, Museu de Belles Arts de Quimper)
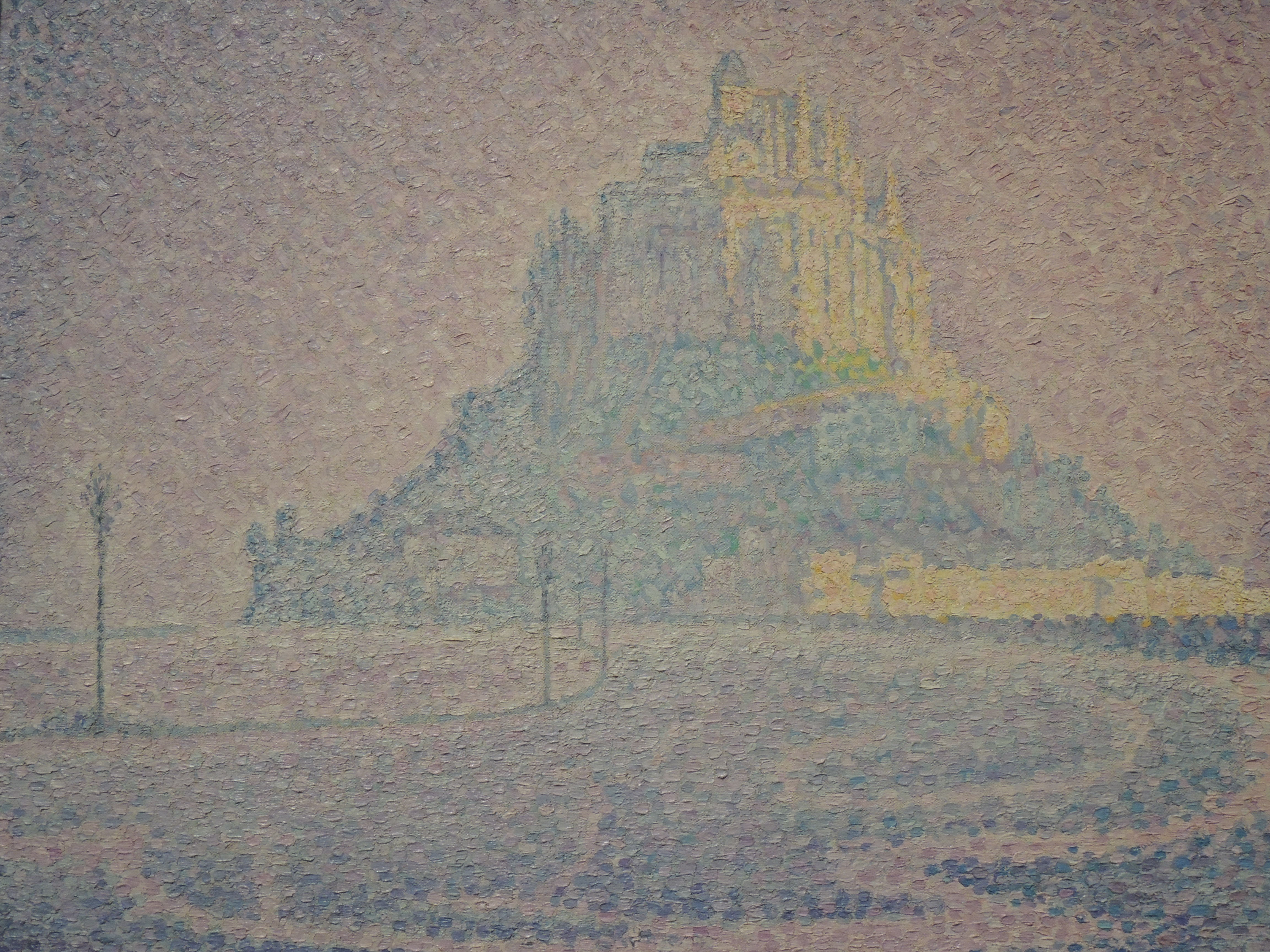
Paul Signac: Mont Saint-Michel, boira i sol (1897)

#### En la literatura
- L'any 1832, la novel·la fantàstica La Fée aux miettes de l'escriptor Charles Nodier evoca les sorres canviants de la badia de Mont-Saint-Michel.
- L'any 1850, la novel·la històrica de Paul Féval, La Fée des grèves, ambientada l'any 1450, evoca les llegendes del Mont-Saint-Michel i del Mont Tombelaine.
- L'any 1887, a Le Horla, una història fantàstica de Guy de Maupassant, el personatge principal acaba el seu viatge terapèutic al Mont-Saint-Michel.
- L'any 1890, a Notre cœur, una novel·la de Guy de Maupassant, els dos personatges principals, André Mariolle i Michèle de Burne, passegen pel Mont-Saint-Michel.
- L'any 1967, en el seu cicle de Prínceps d'Ambre, Roger Zelazny es va inspirar en els desenvolupaments i particularitats de Mont-Saint-Michel per crear la seva ciutat d'Amber.
- El 1984, el Ministeri de Cultura francès va publicar el llibre de François Rouillay, que permet reviure els mil anys d'història i arquitectura del Mont-Saint-Michel, amb un prefaci de Françoise Chandernagor.
- L'any 1998, la novel·la Le Crâne percé d'un trou d'Évelyne Brisou-Pellen evoca el personatge principal, Garin Trousseboeuf, que resol una misteriosa història sobre una relíquia molt preuada i un escriba que mor a la seva arribada. En aquest llibre, l'autora combina aventura, suspens, humor i belles pàgines sobre la vida dels monjos del Mont Saint-Michel.
- L'any 2004, la novel·la La Promesse de l'ange, de Frédéric Lenoir i Violette Cabesos, és un thriller arqueològic ambientat principalment al Mont-Saint-Michel.
- El 2005, el thriller Le Sang du temps de Maxime Chattam té lloc al Mont-Saint-Michel el 2005 i a Egipte a la dècada del 1920.
- L'any 2011, la novel·la de ciència-ficció L’Ère du Vent de Pierre Bameul en què Mont-Saint-Michel es va convertir en la seu d'un Nou Vaticà postapocalíptic.
- El 2014, la novel·la Saint-Michel, priez pour eux! de Jean-Pierre Alaux on el comissari Séraphin Cantarel rep l'encàrrec de restaurar l'estàtua de l'arcàngel.

#### En els còmics
- L'any 1961, Jacques Martin va fer evolucionar Guy Lefranc en part al Mont a L'Ouragan de feu, la segona part de les aventures del periodista.
- El 1999 i el 2000, Bruno Bertin va publicar a Éditions P'tit Louis dues tires còmiques infantils de les Aventures de Vick i Vicky amb Mont-Saint-Michel com a escenari, sota el títol comú Les Archanges du Mont-Saint-Michel: Le Testament (volum 1) i Les Archanges du Mont-Saint-Michel:La Malédiction (volum 2).
- L'any 2008, el còmic Le Diable & l'Archange, text i dibuix de Guillaume Néel, color de Julien Gondouin, reprèn una antiga llegenda medieval sobre la creació del Mont-Saint-Michel, i s'acompanya d'un llibret didàctic per a entendre millor el Diable i l'Arcàngel, la història del Mont, i el poble.
- El lloc del manga Blue Exorcist, anomenat True Cross Academy, està inspirat en el Mont-Saint-Michel.
- Al manga Rosario+Vampire II, la seu de l'organització Fairy Tale està molt inspirada en el Mont-Saint-Michel.
- L'any 2012, a la sèrie de còmics estatunidencs Glory de Joe Keatinge i Ross Campbell publicada per Image Comics, l'acció té lloc al Mont Saint Michel.
- Gilles Chaillet també fa evolucionar el seu heroi Vasco al Mont Saint-Michel a Le dogue de Brocéliande.

#### En l'art contemporani
L'any 1988, Le Mont Solaire, una obra efímera d'art natura, va transformar Mont-Saint-Michel en un rellotge de sol utilitzant l'agulla de l'abadia durant l'equinocci de tardor. Amb una longitud de 1125 m que va de 7:30h a 16:30h UT, estava format per set xifres romanes, del IX al III, d'uns vint metres de llargada, a més de punts que simbolitzaven les mitjes hores.

#### En la música
- El 28 de juliol de 1993, el compositor Jean-Michel Jarre hi va oferir un concert, un espectacle que inaugurava la seva gira mundial en honor a les meravelles arquitectòniques classificades com a Patrimoni de la Humanitat per la UNESCO.
- El 1996, el compositor anglès Mike Oldfield va publicar l'àlbum Voyager, un dels temes del qual està dedicat al Mont-Saint-Michel.
- El 1998, el compositor francès Patrick Broguière va publicar un àlbum conceptual de rock progressiu íntegrament dedicat a les llegendes del Mont-Saint-Michel sota el títol Mont Saint-Michel.
- L'any 1999, l'arpista bretó Kirjuhel va publicar l'àlbum Echo of Mont-Saint-Michel.
- L'any 2001, el músic anglès Aphex Twin, originari de Cornualla, va llançar l'àlbum de música electrònica Drukqs, on el títol del qual «Mt Saint Michel + St Michaels Mount» està inspirat tant en Mont-Saint-Michel com en St Michael's Mount, situats a Cornualla.
- L'any 2003, el grup Oldelaf i Monsieur D van publicar la cançó «Le Mont St-Michel» a l'àlbum Chansons Cons.

#### Al cinema

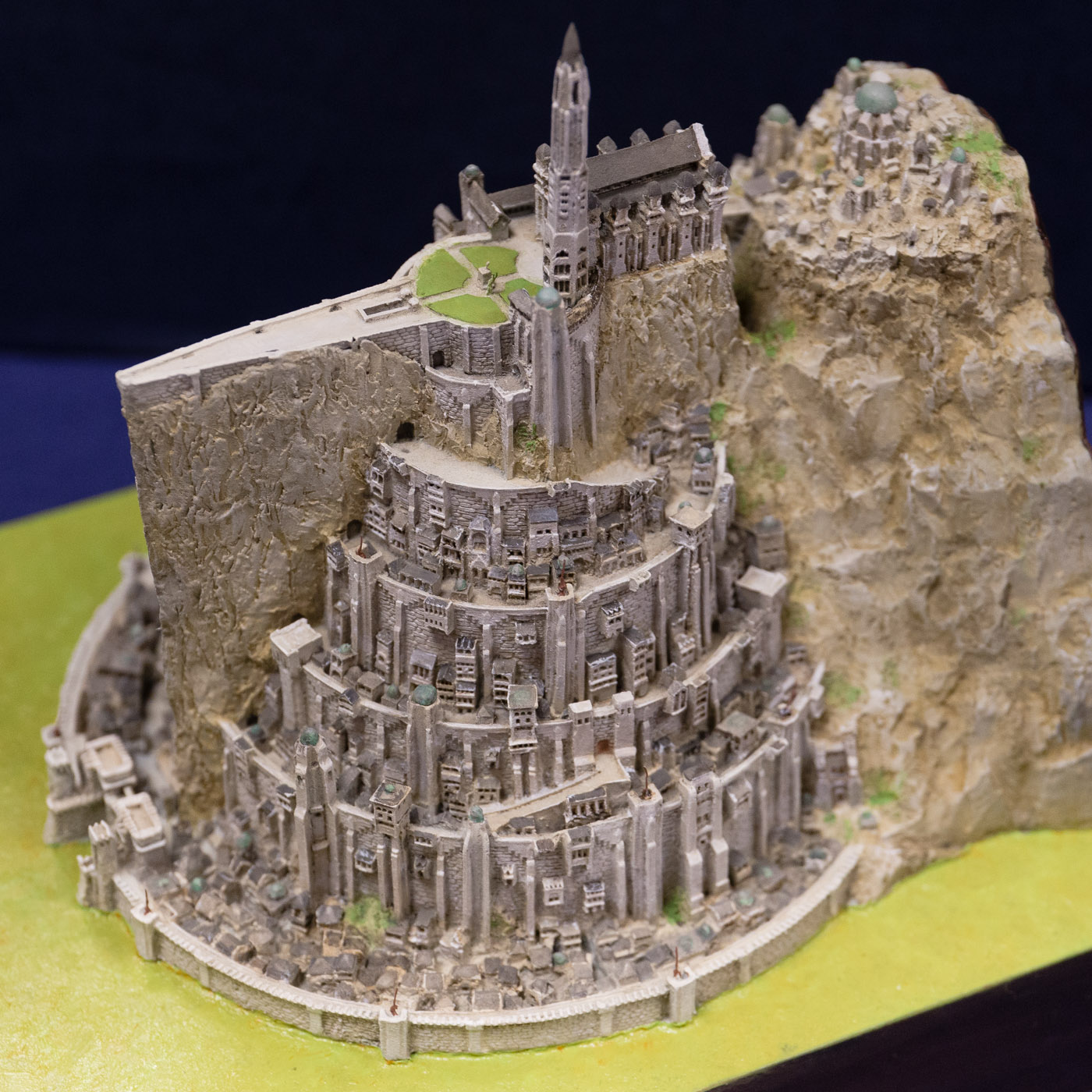
Maqueta de Minas Tirith

- 1949: Les eaux troubles de Henri Calef
- 1983: Pauline à la plage d'Éric Rohmer (visible en un pla curt i senzill)
- 1990: Il y a des jours... et des lunes de Claude Lelouch
- 1991: Le Secret de Sarah Tombelaine de Daniel Lacambre
- 1998: Armageddon de Michael Bay
- 2003: Mount Saint-Michel va servir d'inspiració per a l'equip de Peter Jackson per a la ciutat de Minas Tirith a la pel·lícula El Senyor dels Anells: El retorn del rei.
- 2009: Une semaine sur deux (et la moitié des vacances scolaires) d'Ivan Calbérac
- 2010: L'equip artístic de Disney Studios es va inspirar en Mont-Saint-Michel per crear el regne de Rapunzel.
- 2013: À la merveille de Terrence Malick
- 2016: Tout pour être heureux de Cyril Gelblat (escena dels crèdits previs).

#### A la televisió
- 2010: L'Ombre du Mont-Saint-Michel de Klaus Biedermann (telefilm).

#### En la filatèlia
- L'any 1930, l'oficina de correus va emetre un segell marró de 5 francs.
- L'any 1966 es va emetre un nou segell de 25 cèntims, negre, verd i vermell sobre palla, per commemorar el mil·lenni del Mont-Saint-Michel.
- L'any 1998, nou segell de 3 francs, multicolor. Aquest segell serà votat com el segell més bonic de l'any.
- L'any 2006, l'oficina de correus en una emissió conjunta amb les Nacions Unides a Ginebra va emetre dos segells, un dels quals és Mont-Saint-Michel i la seva abadia (Manche), el valor dels quals és de 90 cèntims d'euro. El tema era: Monuments. Patrimoni de la Humanitat.[99]

#### Als videojocs
- Una missió Sniper Elite 5 (2022) té lloc a un poble anomenat Beaumont-Saint-Denis, inspirada en gran part en el Mont Saint-Michel.[100]
- Mont Saint-Michel està representat durant l'època del Renaixement a Assassin's Creed: Brotherhood (2010), un videojoc publicat per Ubisoft Montreal. De fet, la ciutat s'ofereix com a terreny de joc (mapa) per a jocs multijugador en el primer contingut descarregable llançat el desembre de 2010.[101][102]
- Mont Saint-Michel també està representat en l'època contemporània al videojoc Onimusha 3: Demon Siege (2004) publicat per Capcom.
- Mont Saint-Michel també va estar representat durant l'època del Renaixement en un joc per a 3DS, Kingdom Hearts 3D: Dream Drop Distance (2012), un videojoc creat per Square Enix i Disney Interactive Studios.
- El Mont també està present al joc Civilization VI com una meravella edificable.
- El Mont s'utilitza com a teló de fons per a la portada dels jocs Castlevania: Symphony of the Night.
- El Mont apareix en un joc del CD-I de Phillips titulat The Angel and the Demon. El joc consta de nombroses preses interiors del Mont i unes quantes aèries. El jugador ha de trobar elements per despertar l'arcàngel Sant Miquel perquè pugui evitar que el Dimoni destrueixi el món.
- A Pokémon X i Y, el Mont Saint-Michel està representat per la Torre del Mestre, una ubicació a la regió de Kalos.

#### En l'esoterisme
Segons certs llocs esotèrics, el Mont-Saint-Michel es troba en un eix que connecta diferents llocs dedicats a Sant Miquel a Europa, començant per l'antic monestir dedicat a Sant Miquel, a l'illa Great Skelling d'Irlanda, i després pel St Michael's Mount a Cornualla, al Monte Gargano a la Pulla italiana, a l'illa de Delos a Grècia, i a Lídia on es diu que Sant Jordi va matar el drac.
Una altra muntanya és coronada per l'abadia Sacra di San Michele a la vall de Susa, Itàlia.